# Скульптура епохи Відродження

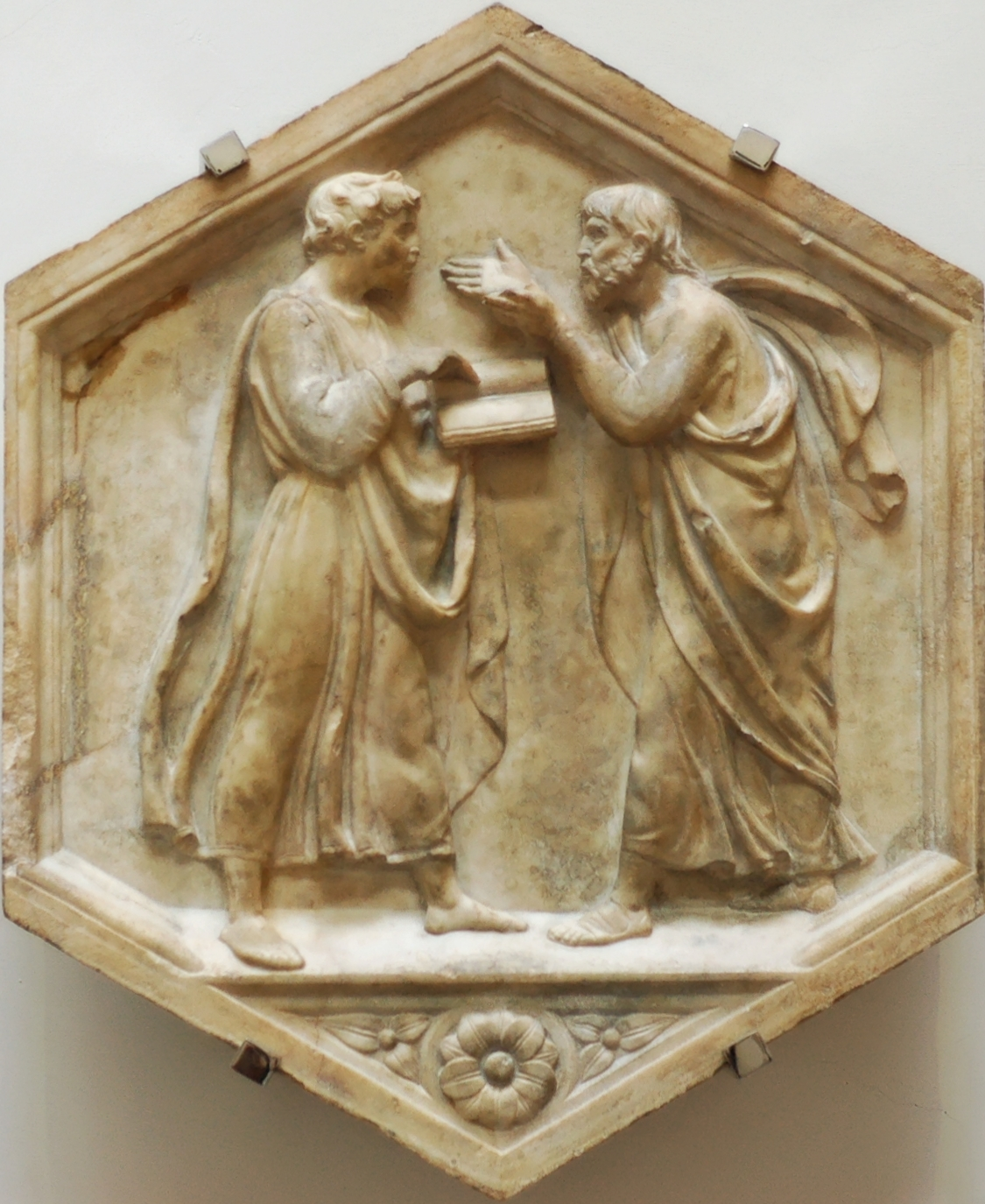
Лука делла Роббіа. Філософи Платон і Аристотель, рельєф соборної дзвіниці. Флоренція

Скульптура Ренесансу — один з найважливіших жанрів мистецтва Відродження, що досяг у цей час розквіту. Основним центром розвитку жанру була Італія, головним мотивом — орієнтація на античні зразки і милування людською особистістю.

## Хронологія

### Витоки
В Італії протягом 7-8 століть скульптура фактично зводиться до архітектурного оздоблення — капітелям, перегородкам, карнізам. Їх груба техніка пояснюється впливом варварів і втратою майстерності. Великі традиції античності згасли. Невмілі різьб'ярі 8 століття насилу роблять геометричні орнаменти зі стилізованими звіриними мотивами, примітивні людські фігурки. Однак ця суворість, простота, стане початком нової техніки, яка стане компонентом італійської скульптури пізніше.
В романську епоху техніка вдосконалюється. В орнаментальних зображеннях соборів, крім священних сюжетів, зустрічаються алегоричні мотиви, символічні фігури, класичні відсилання, а також народні баєчні і казкові теми. Скульптурою прикрашаються вікна, двері, капітелі колон, фризи. Романська скульптура взаємозалежна із стіною, обрамляє поверхні або позначає вузли. Оттоновське відродження впливає на італійську культуру, прагне до відновлення класичної спрямованості каролінгської культури і тримає як зразок Візантію. Фігури з стукко в Санта-Марія ін Валле (Чівідале, 1-ша пол. 11 століття) демонструють схему побудови у вигляді застиглих фігур, що нагадують візантійські, але з романським моделюванням осіб і фігур. Рельєфи кафедри Сан-Джуліо д'Орта (Острів Сан-Джуліо, 12 століття) сильно виступають на гладкому тлі, символи євангелістів стають майже геральдичними. Кафедра вже не просто релігійний об'єкт, а символ офіційно-парадний, хоч і з народним характером. Ближче до народного мистецтва рельєфи бронзових врат церкви Сан-Дзено Маджоре у Вероні. Пристрасні сцени (11 століття) несуть німецький відбиток. Новим плином в італійській скульптурі, ґрунт для якого була підготовлена ломбардською пластикою, була творчість Моденського майстра Віліджельмо. Близько 1106 він створив для Моденського собору рельєф «Створення світу». Скульптор передає глибину простору, підкреслює об'ємність фігур і ритмічність їх розстановки. Кожна фігура відіграє певну роль, маса постатей акцентована. Інші скульптури Моденського собору також свідчать про зв'язок з французькою скульптурою, також шукає динамічні ритми. Т. н. «Скульптор метоп», які перебували на контрфорсах, демонструє знайомство з бургундською скульптурою і вміло дозує світлотіньові ефекти.

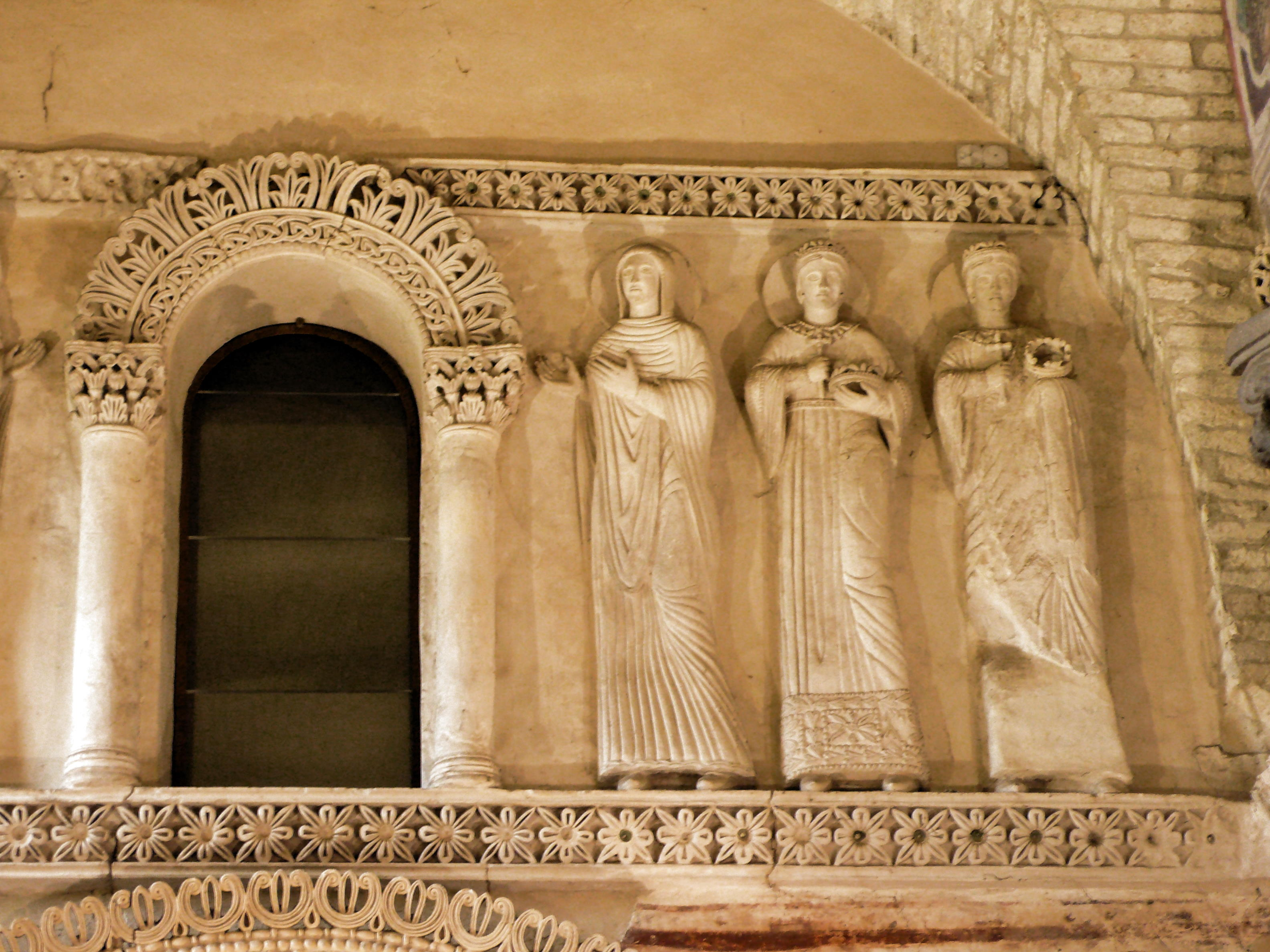
Санта-Марія ін Валле
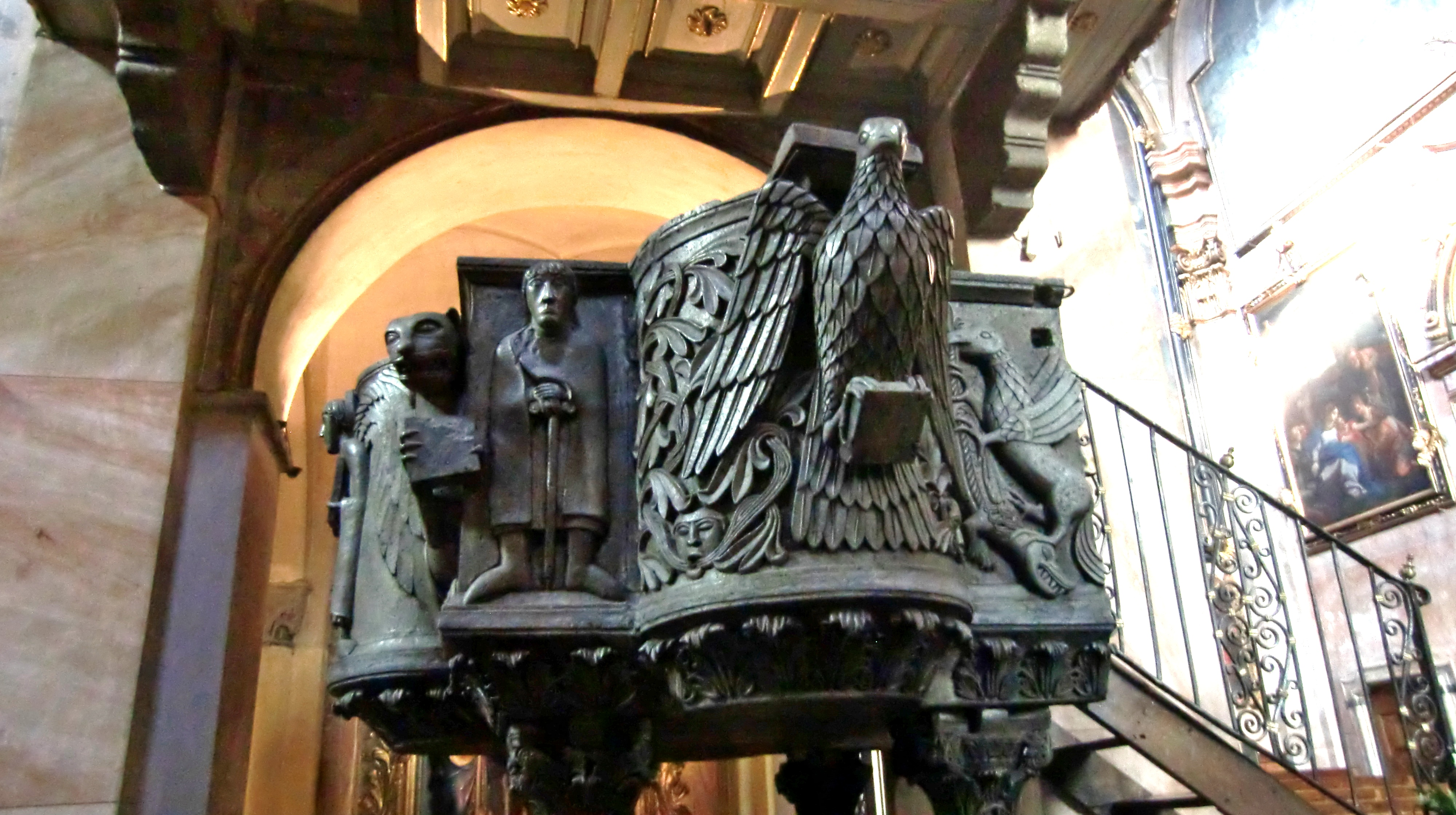
Сан-Джуліо д'Орта
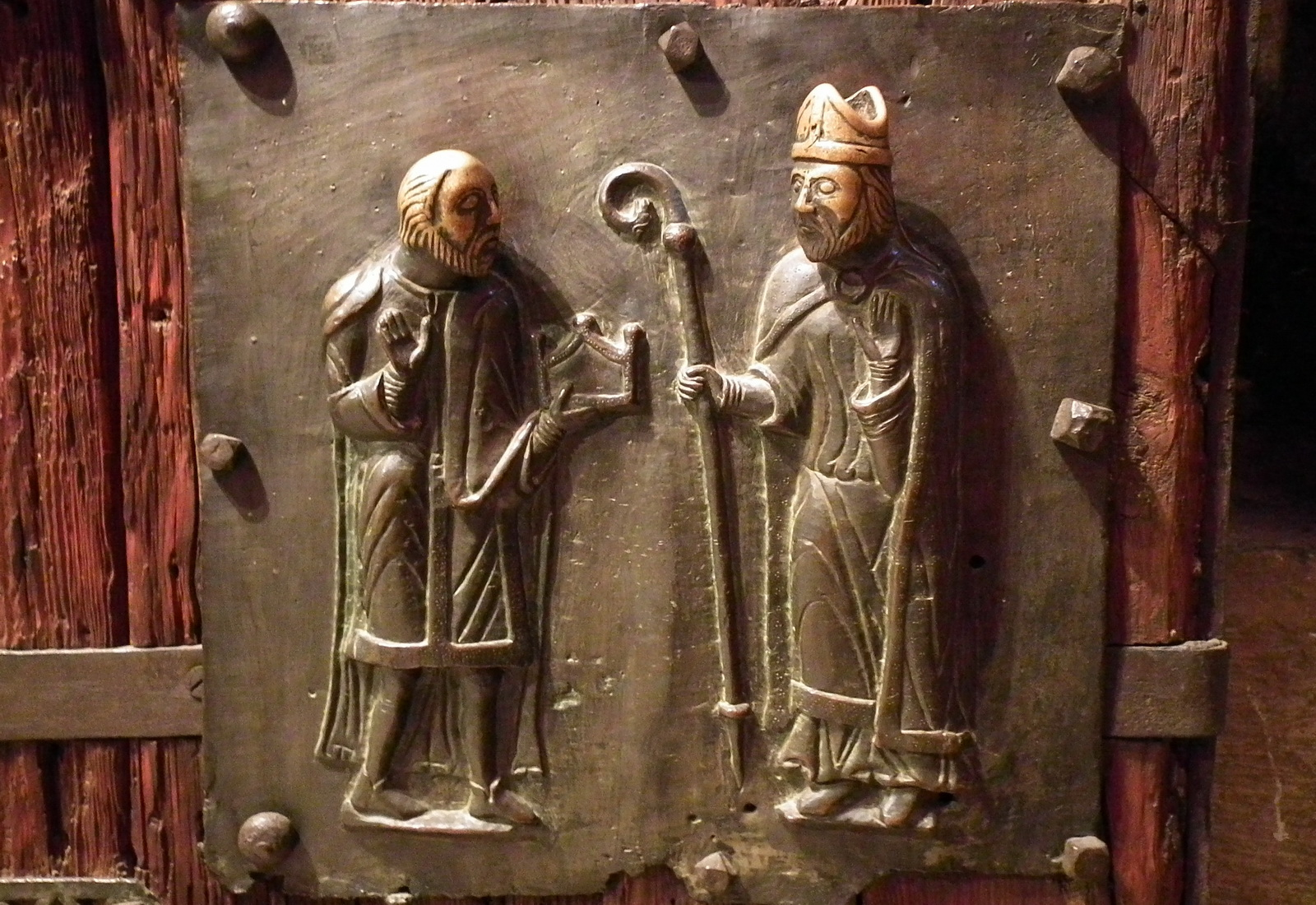
Сан-Дзено Маджоре
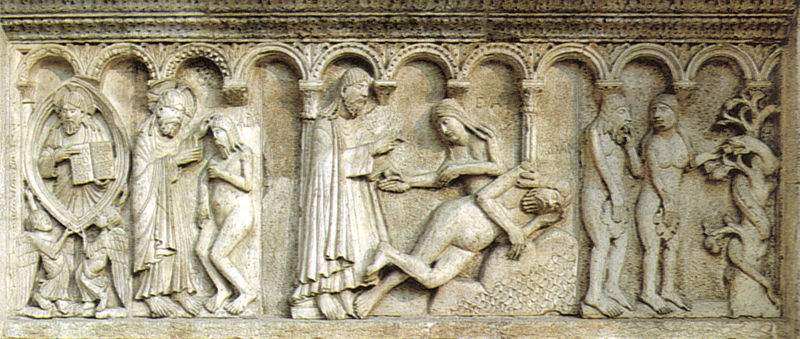
Моденський собор

Учень Віліджельмо — майстер Ніколао далі звільняє скульптуру від стінної площини. Його роботи: портали собору в П'яченці (1122), в Феррарі (1135), соборі і церкви Сан-Дзено в Вероні (1138). Його учень — майстер Гульєльмо, автор сцен з життя Христа на фасаді Сан-Дзено — тут простежується поступове звільнення пластичної форми від архітектурної площини. Це мистецтво все ближче до провансальського, більш чистого приклада романської архітектури (такі рельєфи собору в П'яченці, собору в Модені, фігури майстра Гульєльмо з кафедри собору в Пізі — нині в соборі Кальярі, 1159—1162; портал церкви Сант-Андреа в Пістойї майстра Груамонте, 1166; рельєфи Бідуіно для Сан-Кашано в Сеттімо, 1180 і Сан-Сальваторе в Лукка). Особливо виділяється в цьому плині, схильному до лінійної заокругленості і м'якості світлотіньової характеристики Бонанно Пізано. Ймовірно, він сформувався в Лукка, в колі Бідуіно. Він керував як архітектор будівництвом кампанілли Пізанського собору, а як скульптор — зробив «Царські ворота» собору (втрачені). Збереглися його врата собору в Монреалі (1186) і врата Сан-Раньєрі в правому крилі трансепта Пізанського собору. Бонанно ніби намагається зберегти в бронзі свіжість і імпровізацію моделі з воску, не дбає про зображення простору, зосереджується на персонажах. Оповідання виглядає наївним і примітивним. Південна Італія в скульптурі виділяється більш сильним тяжінням до Візантії. Для автора бронзових врат собору в Беневенто (1-ша пол. 13 ст.) Металевий лист — як і раніше плоский фон, на якому парять фігури. Майже класичний характер зберігає моделювання інших скульптур Кампанії (скульптурні прикраси кафедри, амвонів, свічника для великодньої свічі з Салернського собору, 1180). Майстер Барізано да Трані працює в бронзі (бронзові врата соборів в Равелло, 1179; Трані, Монреалі) і як живописець-мініатюрист.

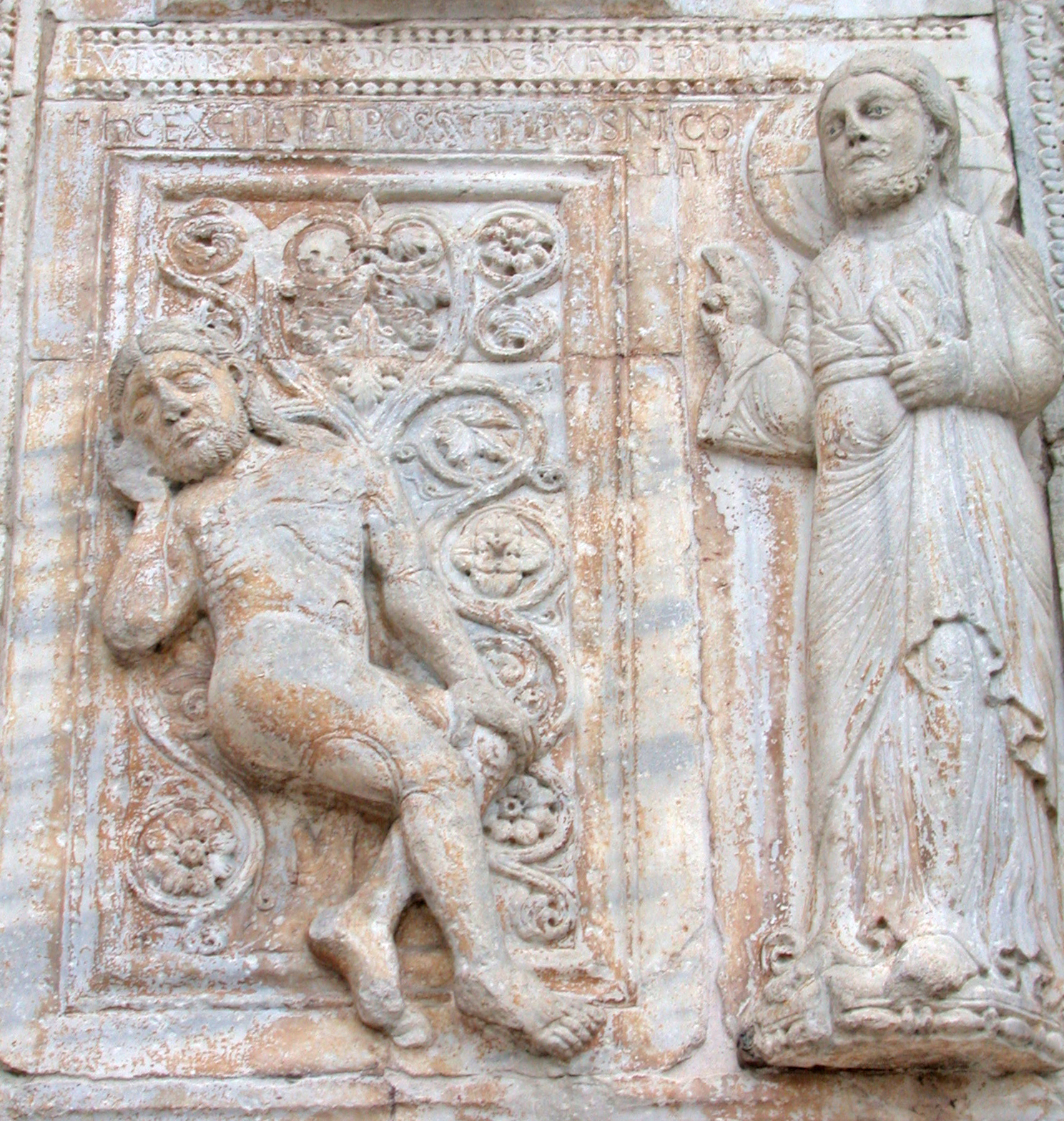
Сан-Дзено в Вероні («Адам»)
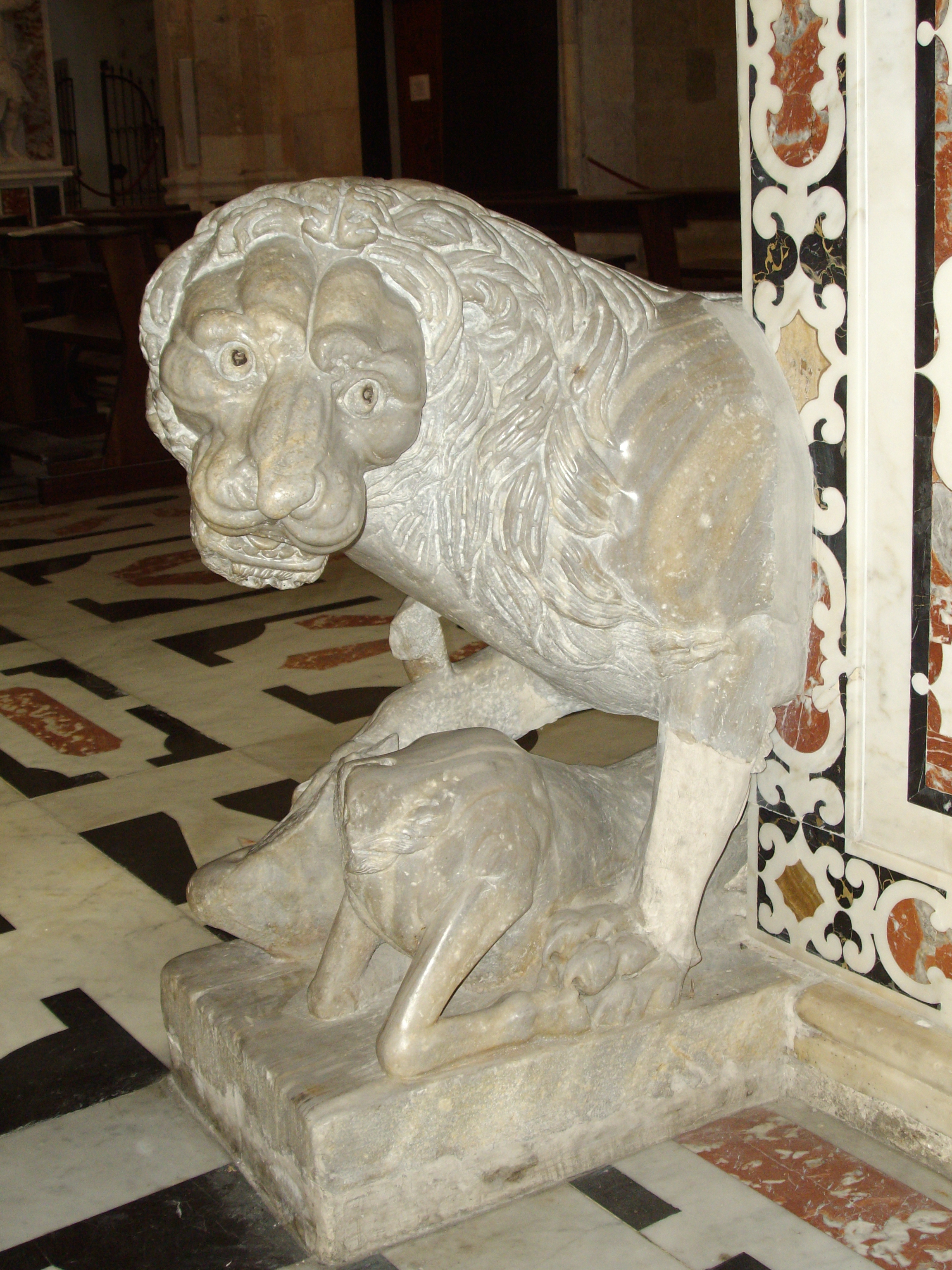
Собор в Кальярі
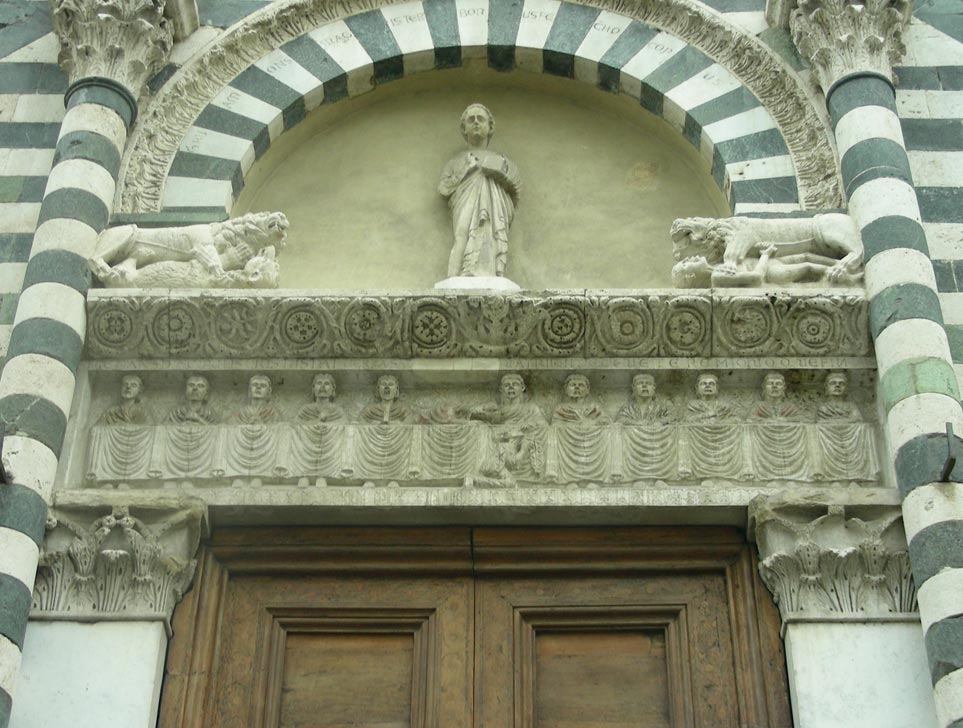
портал церкви Сант-Андреа в Пістойї майстра Груамонте
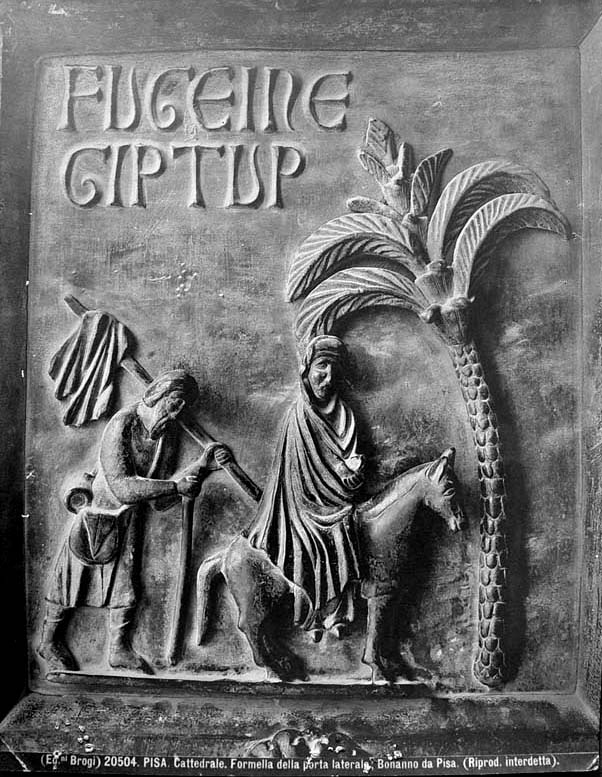
Ворота пізанського собору

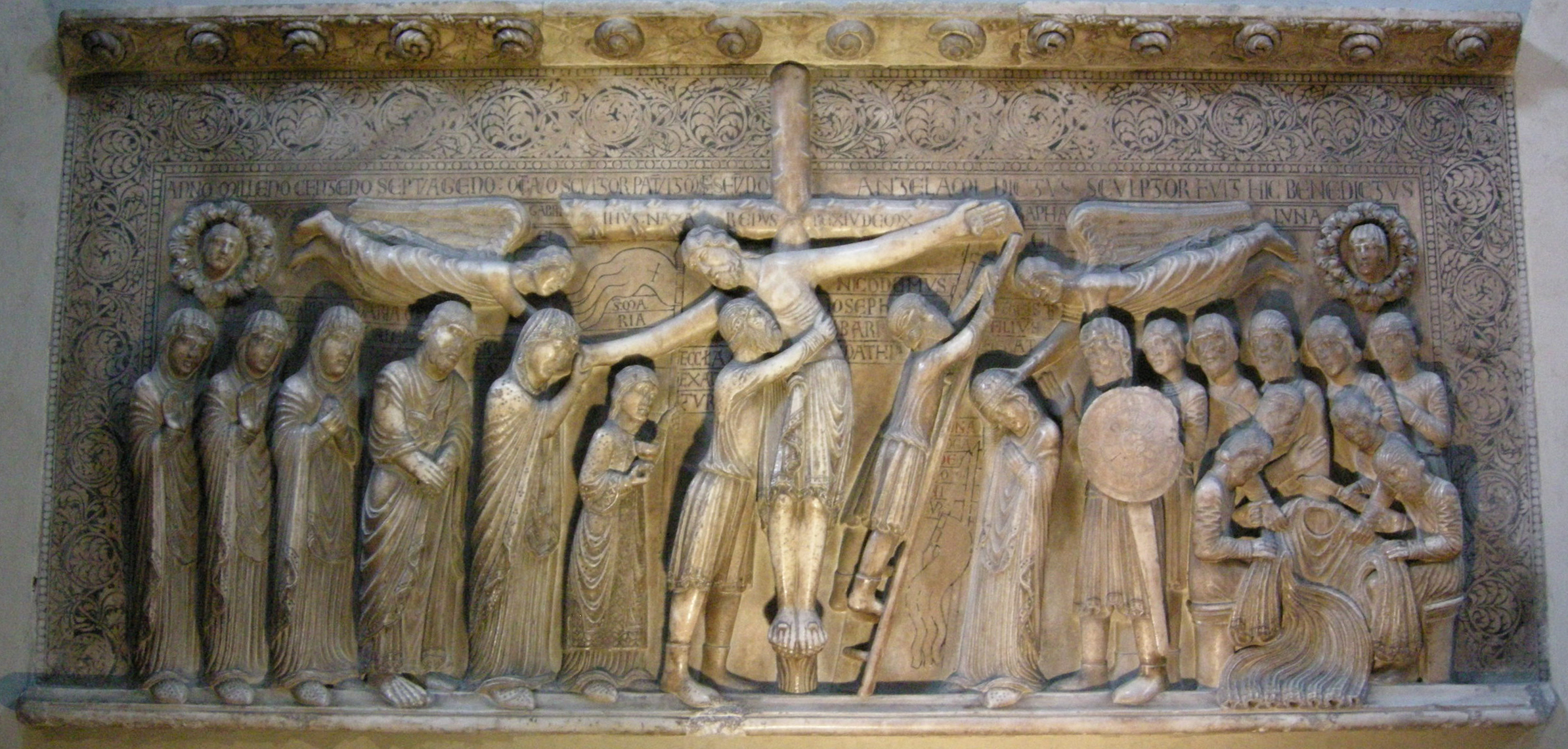
Бенедетто Антеламі, «Зняття з хреста»

В період готики починається теоретизація техніки мистецтва. Візантійська догматична культура стала минулим, яке потребує заперечення. Бенедетто Антеламі побудував баптистерій у Пармі і церкву Сант-Андреа в Верчеллі, а також є скульптором, ім'я якого відкриває історію образотворчого мистецтва в 13 столітті. У 1178 році він робить рельєф «Зняття з хреста» для хору в Пармському соборі. У рельєфі він надає фігурам динаміку і застосовує візантійську техніку насічки для нової мети — додання об'ємності. Маса перетікає, фігури напружені, рух ритмічний. У його ж «Мучеництво св. Андрея» в Верчеллі ще далі йде процес звільнення від ієратичного предстояния, характерного для Візантії. Фігури ізольовані, кожна має власний жест. Його послідовником був анонімний автор серії рельєфів алегорій місяців для порталу Феррарського собору. Про це свідчить врівноваженість мас і пустот, рівнозначність фігур з пластичною точки зору. Розмежувальна лінія визначає їх динаміку. Дерев'яне «Зняття з хреста» з Вольтерри виконано під впливом Антеламі.

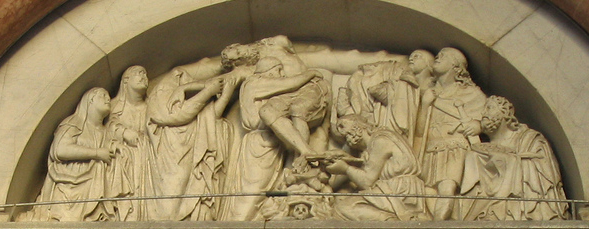
Нікколо Пізано, «Зняття з хреста»

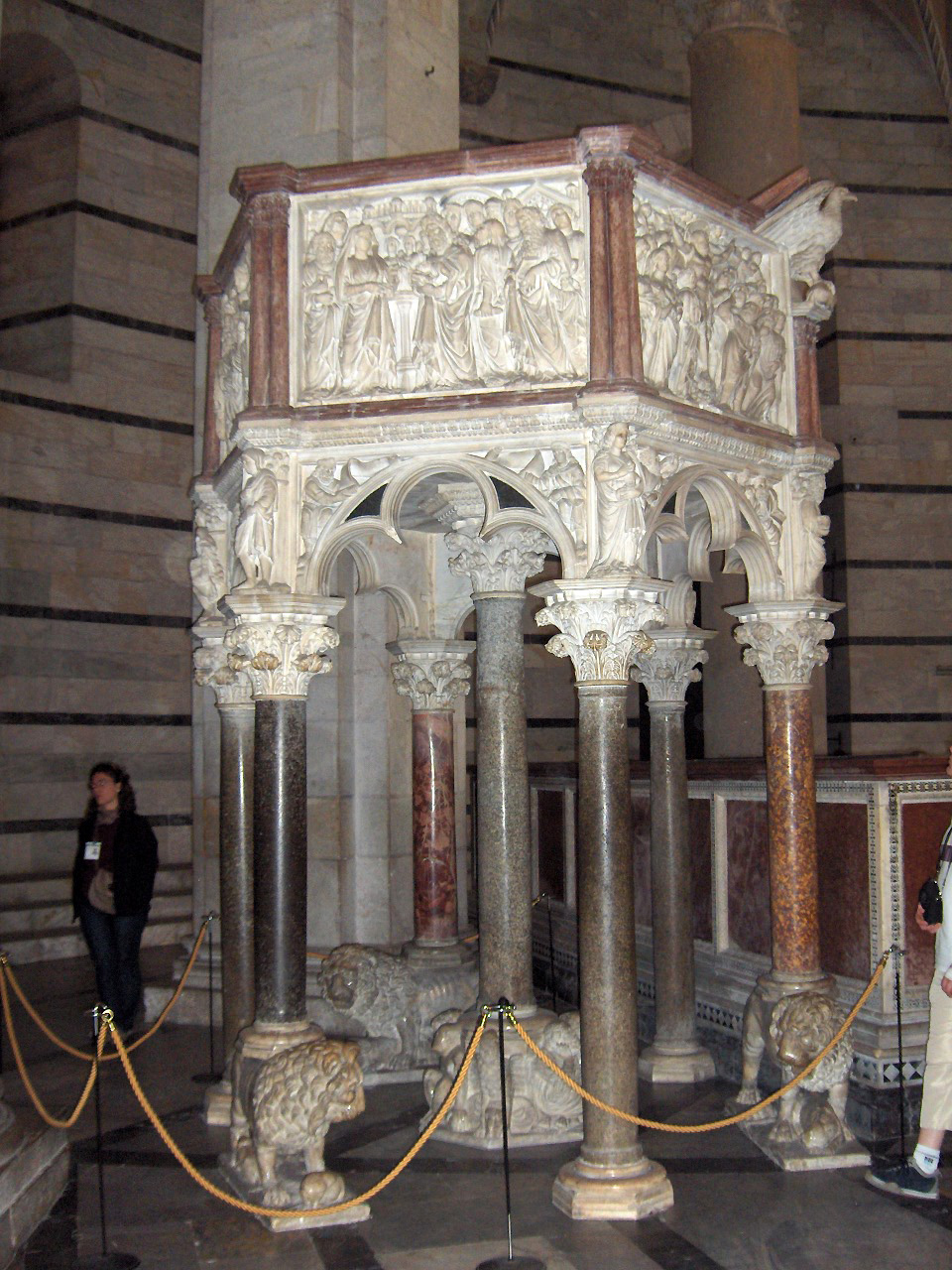
Нікколо Пізано, кафедра пізанського баптистерію

Пізанська школа скульптури — перша велика школа скульптури в Італії. Піза була центром класичної культури і підтримувала зв'язки зі сходом. Тут скульптура вже не доповнення до архітектури, а як самостійна дисципліна, репутацію якої підкріплює античність. Сформований майстер — анонім, який виконав на початку 13 століття алегорію місяців і фігури апостолів, а також епізоди з життя Іоанна Хрестителя на порталі пізанського баптистерію. Тут традиційна іконографія і тонка обробка (що йдуть від Візантії), поєднуються з майже справжнім відчуттям важливості розміщення фігур в просторі, зрілою впорядкованістю композиції. Цей скульптор, судячи з Вазарі, учитель Нікколо Пізано, мабуть, добре відчуває, як візантійська манера йде корінням в античність, і це допомагає йому подолати удаване протиріччя. У такому середовищі, повної гуманістичних устремлінь, мабуть, сформувався Нікколо Пізано.
Перший добуток Нікколо Пізано — «Зняття з хреста» (бл. 1259) в одному з люнетів собору в Лукка. Рельєф сповнений екзальтованого драматизму, фігури потиснені і зображені в незручних позах. Нікколо очевидно виразно прагнув до повернення до античності, що було характерно для придворних кіл Фрідріха II. Античність і сучасність зливаються в його роботах, в єдиний потік усвідомлення історії. Він справді синтезує елементи культур. Він звертає пильну увагу на композиційні прийоми античних саркофагів.
Перший добуток його пізанського періоду — кафедра баптистерію (1260). Ця трибуна на струнких колонах з трипелюстковими арками. Скульптури розташовані в три яруси: леви і згорблені фігури — п'єдестали колон; пророки і євангелісти — продовження капітелей; рельєфи з євангельськими сюжетами — на парапеті. У творчості Нікколо сходяться шляхи класики і готики, він зосереджується на драматизмі історій, відходить від незв'язної розповіді й нагромадження подій, виділяючи ключові моменти. Він створює внутрішню структуру пластичної форми, наділяє деякі особи напруженою виразністю римського скульптурного портрета.

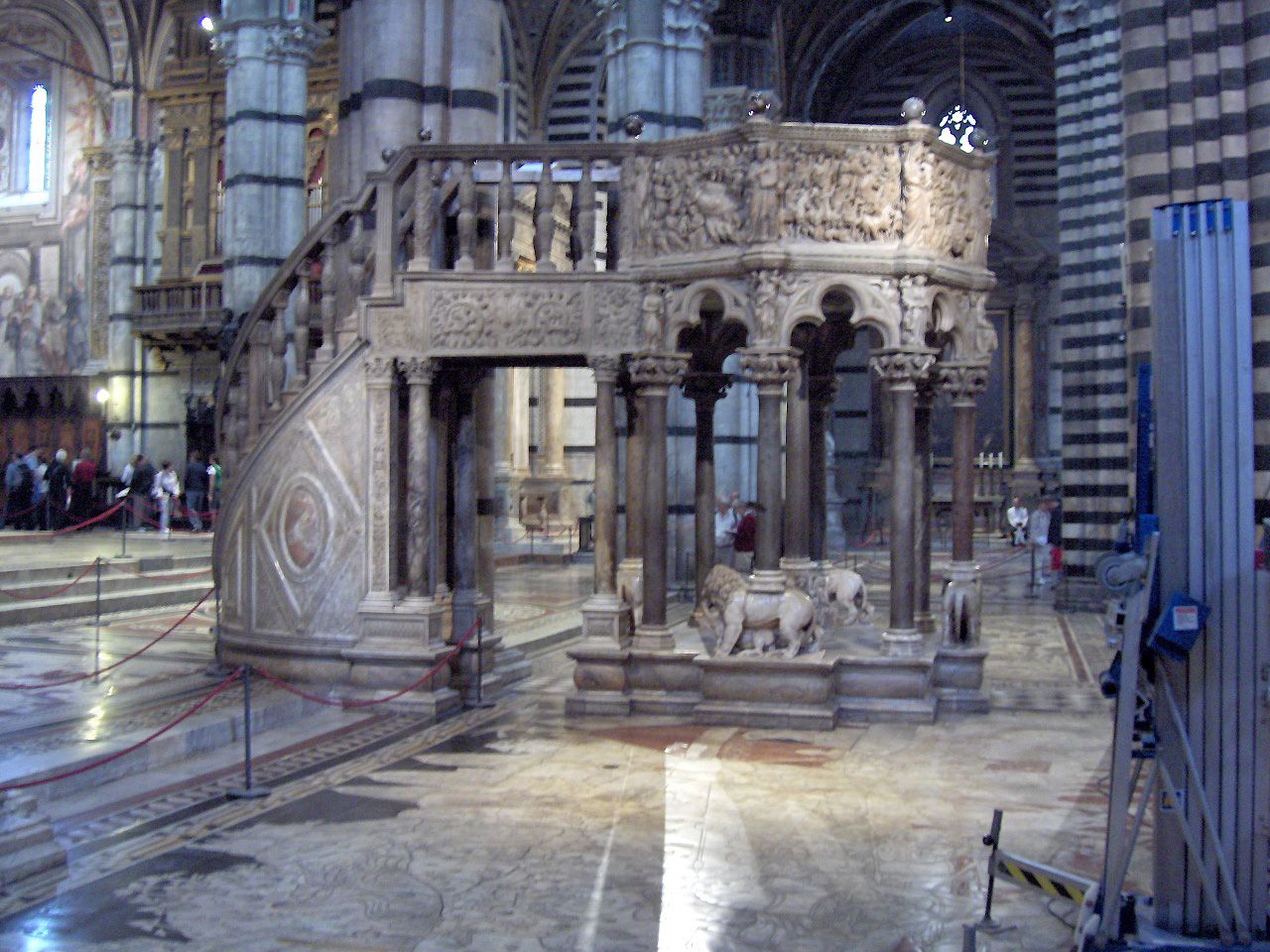
Кафедра Сієнського собору

Син Нікколо — Джованні Пізано разом з учнем Арнольфо ді Камбіо створили кафедру для Сієнського собору (1266–1268). В ній розвивається тематика і пластичні знахідки першої. Вона вже не шестикутна, а восьмикутна — це більш динамічно; історичні зображення ще більш численні, кількість фігур збільшується, маси захоплюються наростаючим ритмом схвильованої жестикуляції, переривчасті лінії підкреслюють напруженість руху, акцентують виразність осіб. Готичний компонент тут сильніший, відчувається і переробка романських джерел. Фонтана Маджоре в Перуджі (1278) складається з 2-х багатогранних чаш, з декоративними панелями на алегоричні сюжети і фігурами пророків і святих. Сюжети панелей сягають античних мотивів.
Арнольфо ді Камбіо, учень Нікколо Пізано, працює головним чином в Римі. Він зіграв вирішальну роль в історії італійської пластики, поширивши майже по всій Італії класичну тематику пізанської школи, пробудивши приховане прагнення до античності в Римі та Кампанії, і надавши художній культурі гуманістичне спрямування. Пам'ятники конкретним особистостям у нього — вже освячення його життя історією, прославляння діяча — що помітно в надгробках його роботи. Його скульптура встановлюється в інтер'єрі з урахуванням довколишнього простору — вона виступає як точно розрахований обсяг для організації ідеального простору. Людська фігура знову стає «мірилом усіх речей». У Римі він виконав гробницю кардинала Аннібальді в Сан-Джованні ін Латерано (1276), зробив статую Карла Анжуйського, гробницю кардинала де Брея, гробницю папи Боніфація VIII і бронзову статую св. Петра, скульптури для флорентійського собору.

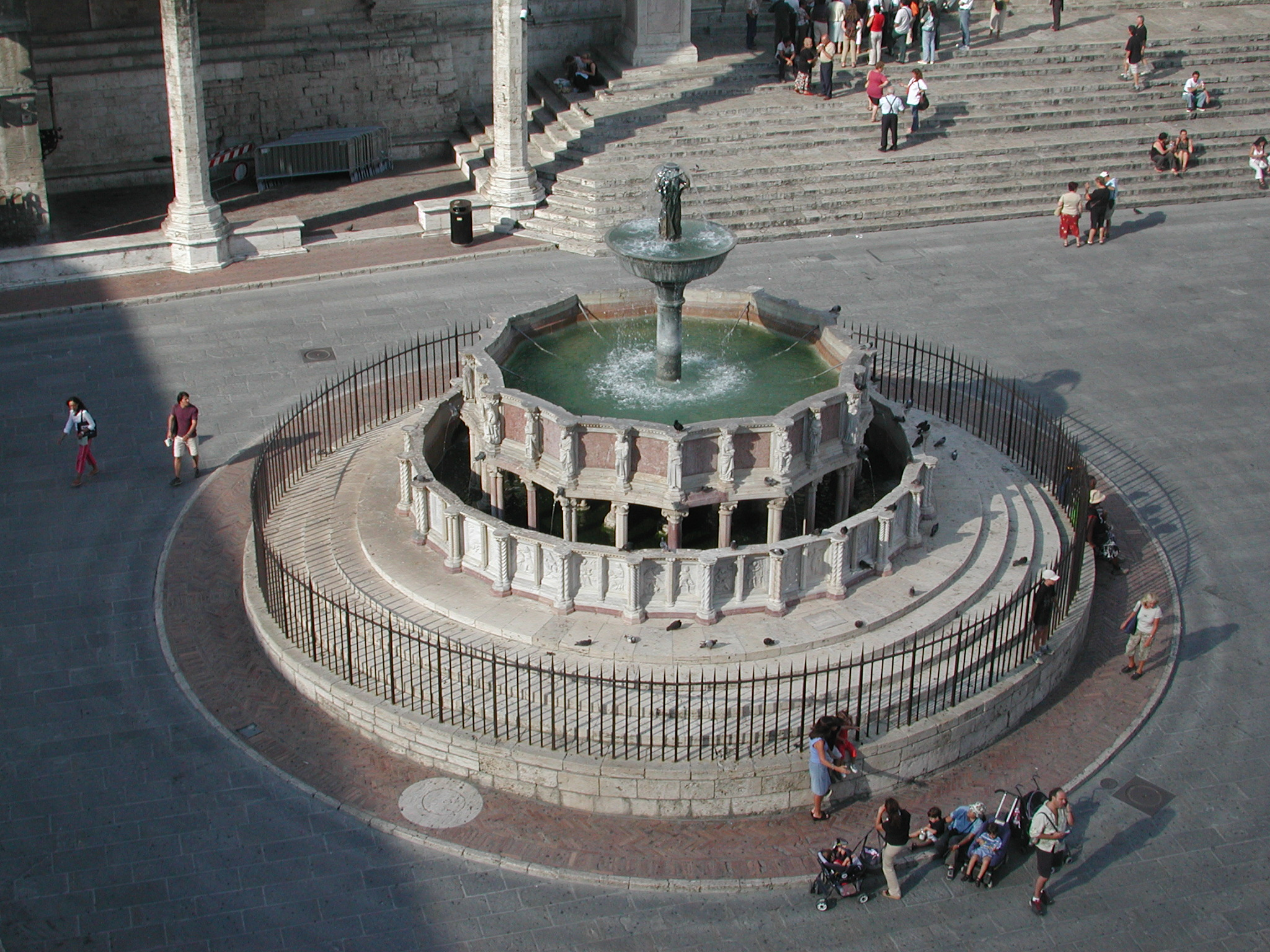
Фонтана Маджоре
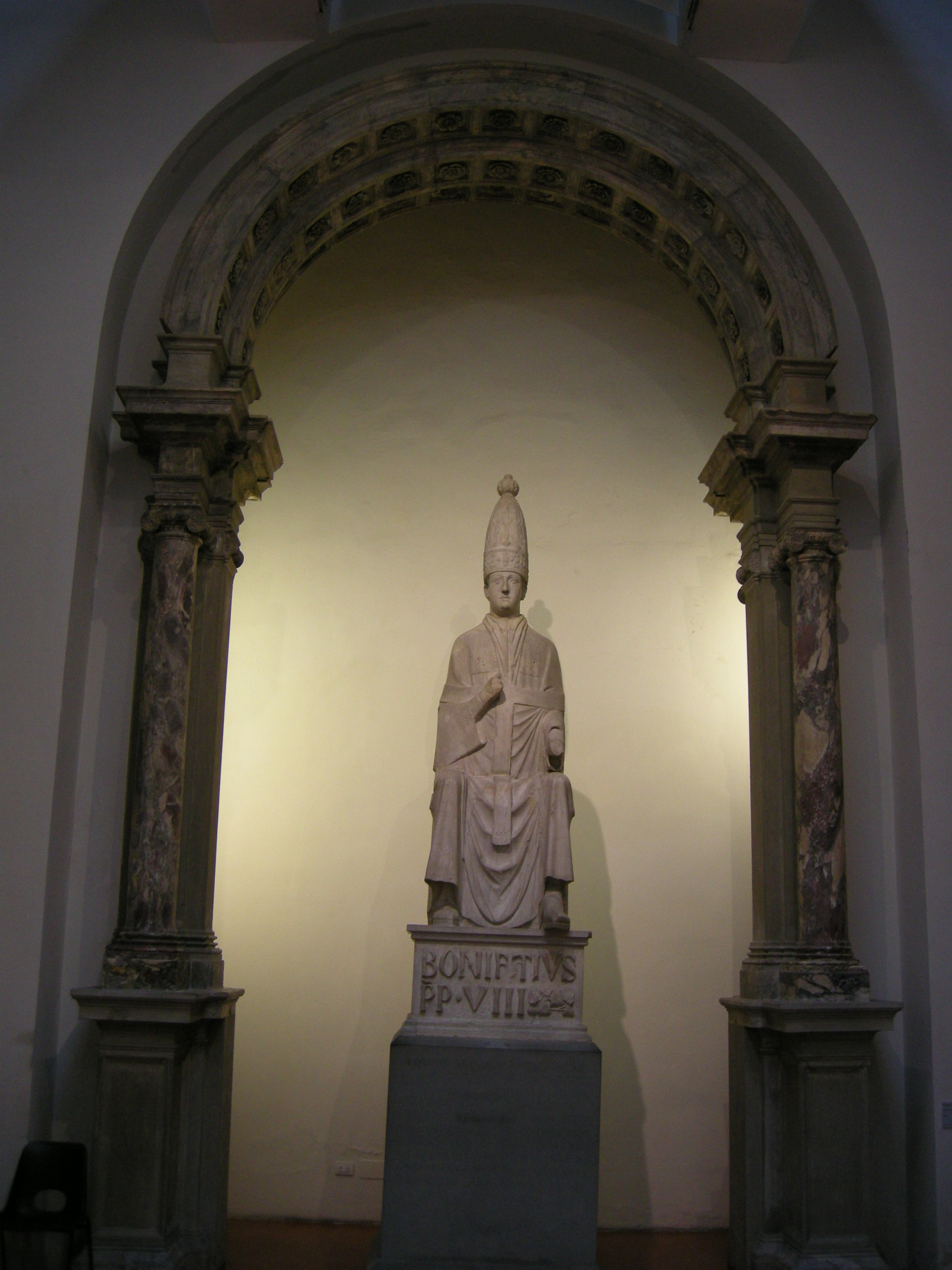
Статуя Боніфація VIII
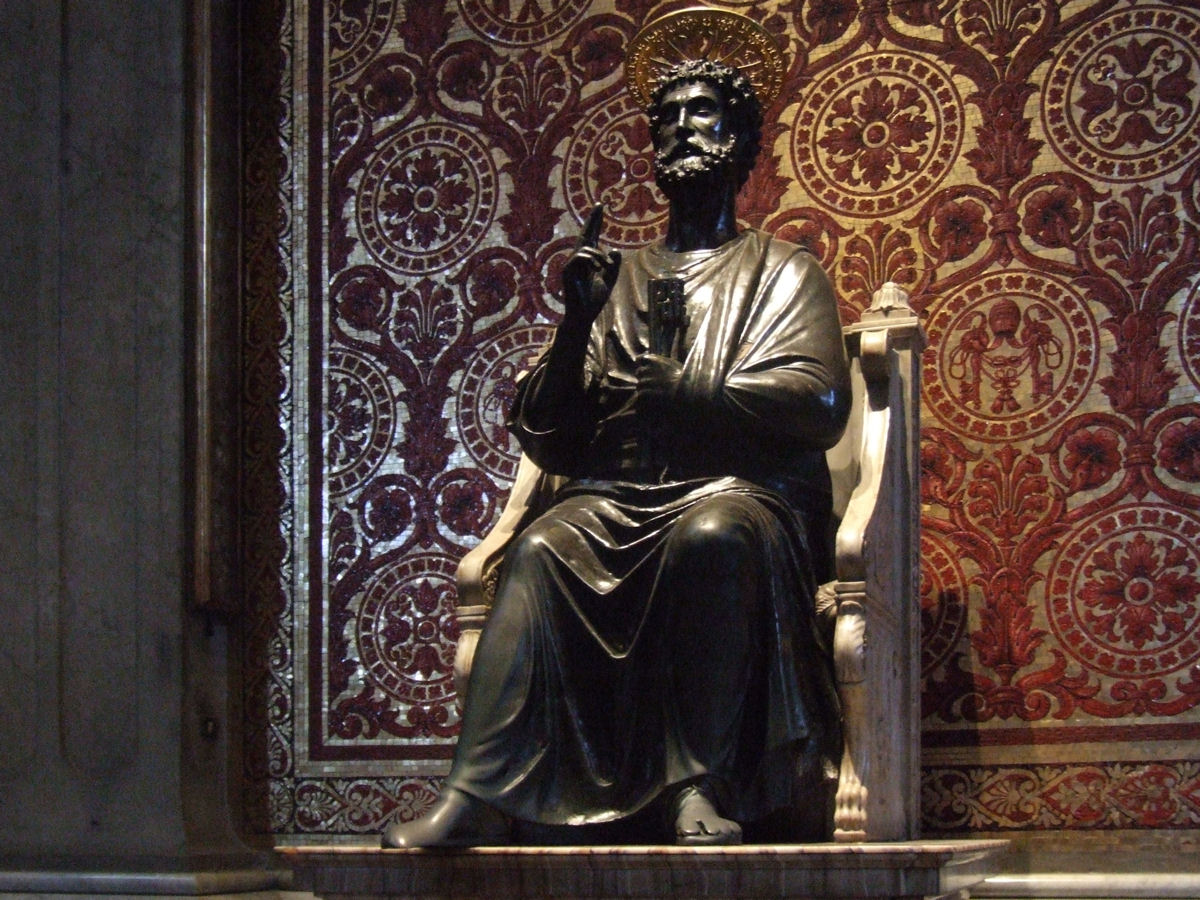
Статуя святого Петра
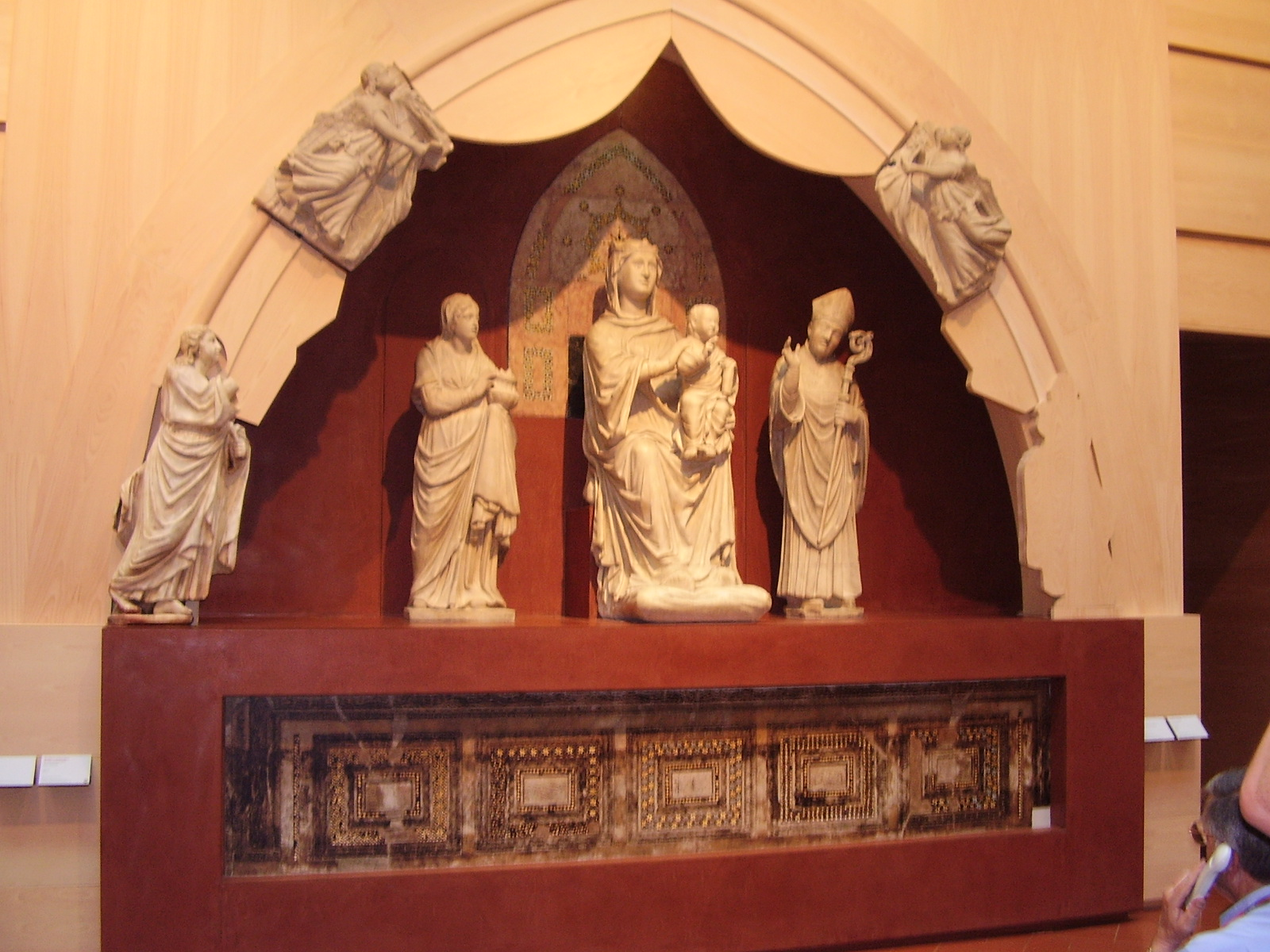
Фасад собору у Флоренції

Джованні Пізано зробив декор фасаду Сієнського собору. Пози і моделювання форм його фігур служать посиленню освітленості і проникненню променів в глибину. Світло виганяє все інертне. З «системи Нікколо Пізано» він бере і підсилює сучасний йому готичний компонент, а Арнольфо ді Камбіо — класичний. Наростає вплив французького мистецтва з підвищеним драматизмом і екзальтованістю.

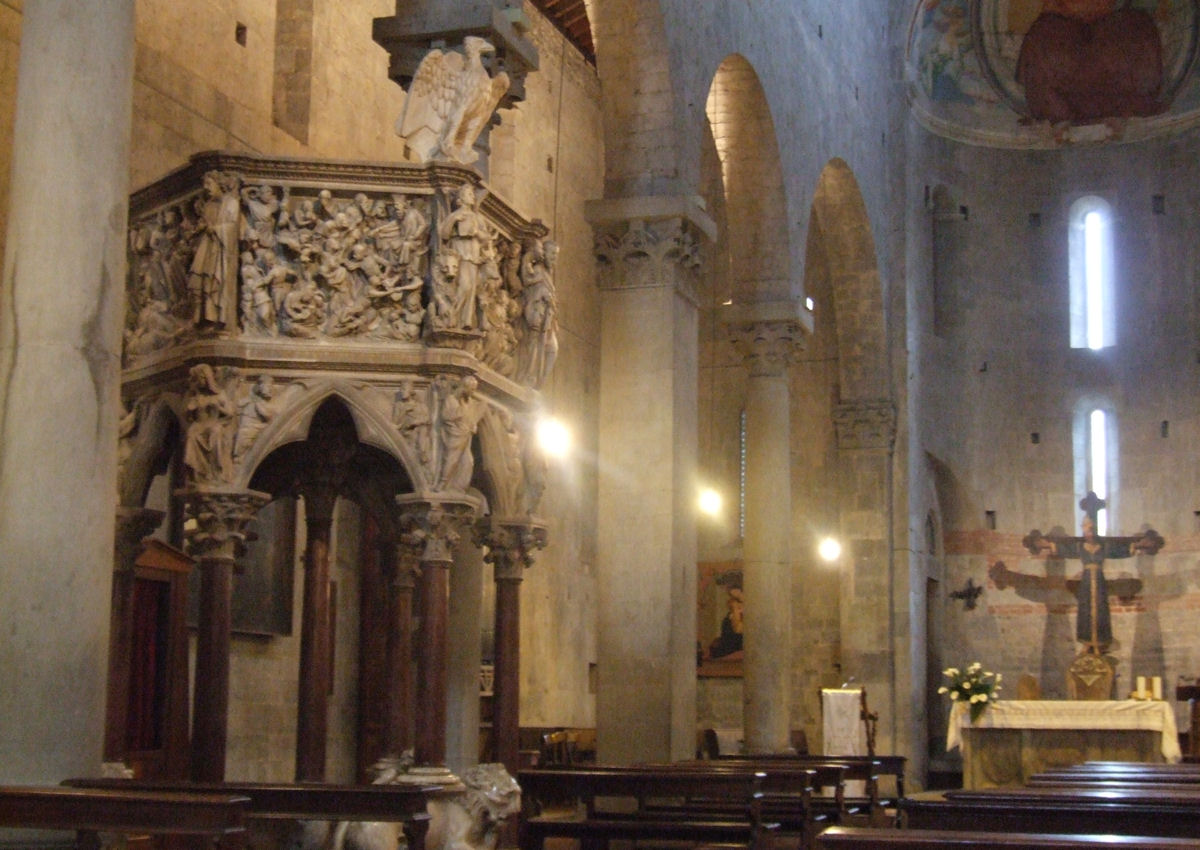
Кафедра церкви Сан-Андреа

В кафедрі церкви Сан-Андреа в Пістойї (1301) схема доводиться до крайнього динамізму. Епізоди побудовані на перетині спрямованого руху. Композиція виглядає злагодженою і прекрасно організованою, причому ритміка органічно випливає зсередини. Джованні прихильний до всеохопного руху, який поширюється хвилеподібними імпульсами. У його «Мадонні з немовлям» з музею Пізанського собору він прокреслює силует силовими лініями. Кафедра Пізанського собору являє собою з архітектурної, пластичної та програмної точки зору складне ціле. Багатокутна кафедра майже досягла форми кола, рельєфи вигнуті як сегменти. Фігури пророків грають роль світлових разграничителів. Світло дробоване, тобто земне, воно приходить на зміну всесвітньому загальному світлу. Увага переходить від однієї деталі до іншої. Допоміжні деталі рельєфу стають матерією, що знайшла форму і що стала світлоносною. Відштовхуючись від готики, Джованні добирається до джерела класики, натурфілософії еллінізму. Учень Джованні — Тіно да Камаіно, пом'якшуючи світлотіньові ефекти, прагне більш тонким моделюванням домогтися більшої мальовничості. Він поширює тосканську манеру по всій Італії, включаючи Неаполь. Джованні ді Бальчуччі працював в Ломбардії, заснувавши там перший центр тосканського образотворчого мистецтва. Горо ді Грегоріо працював в Мессіні (Сицилія).
Флорентієць Андреа ді Понтадера створив бронзові врата баптистерію (1336) і рельєфів для кампанілли Джотто. Художник виділяє найголовніше, відкидаючи непотрібні деталі, вписує події в обмежений простір рельєфу, надає дії закінченість і ритмічність. Гладкий фон сприяє сприятливій освітленості. Його син Ніно Пізано, більш обмежений, прагне до декоративної вишуканості і тонкого пластичного ліплення фігур, світлотіньового моделювання, подібної витонченості французької готики.

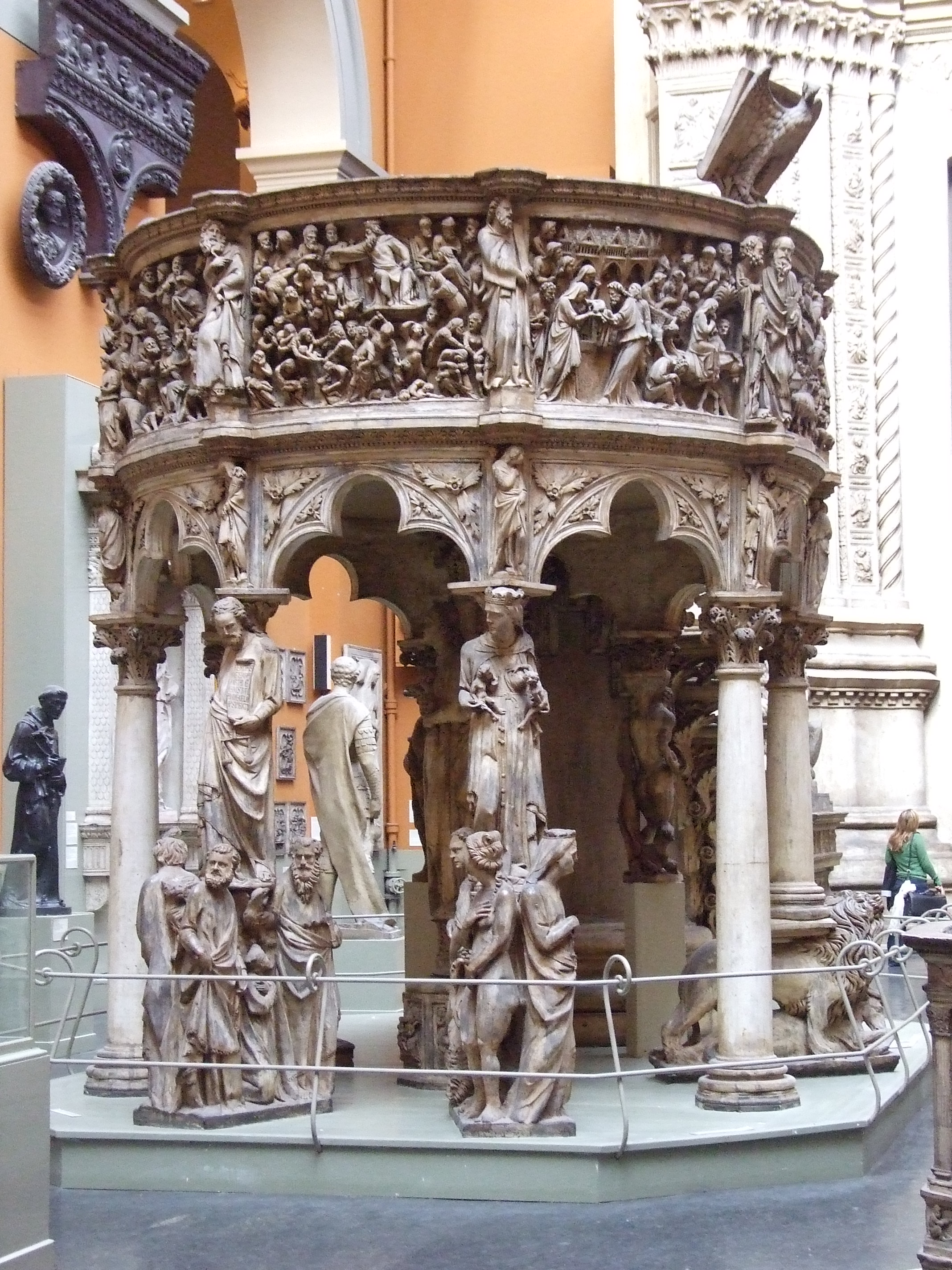
Кафедра пізанського собору
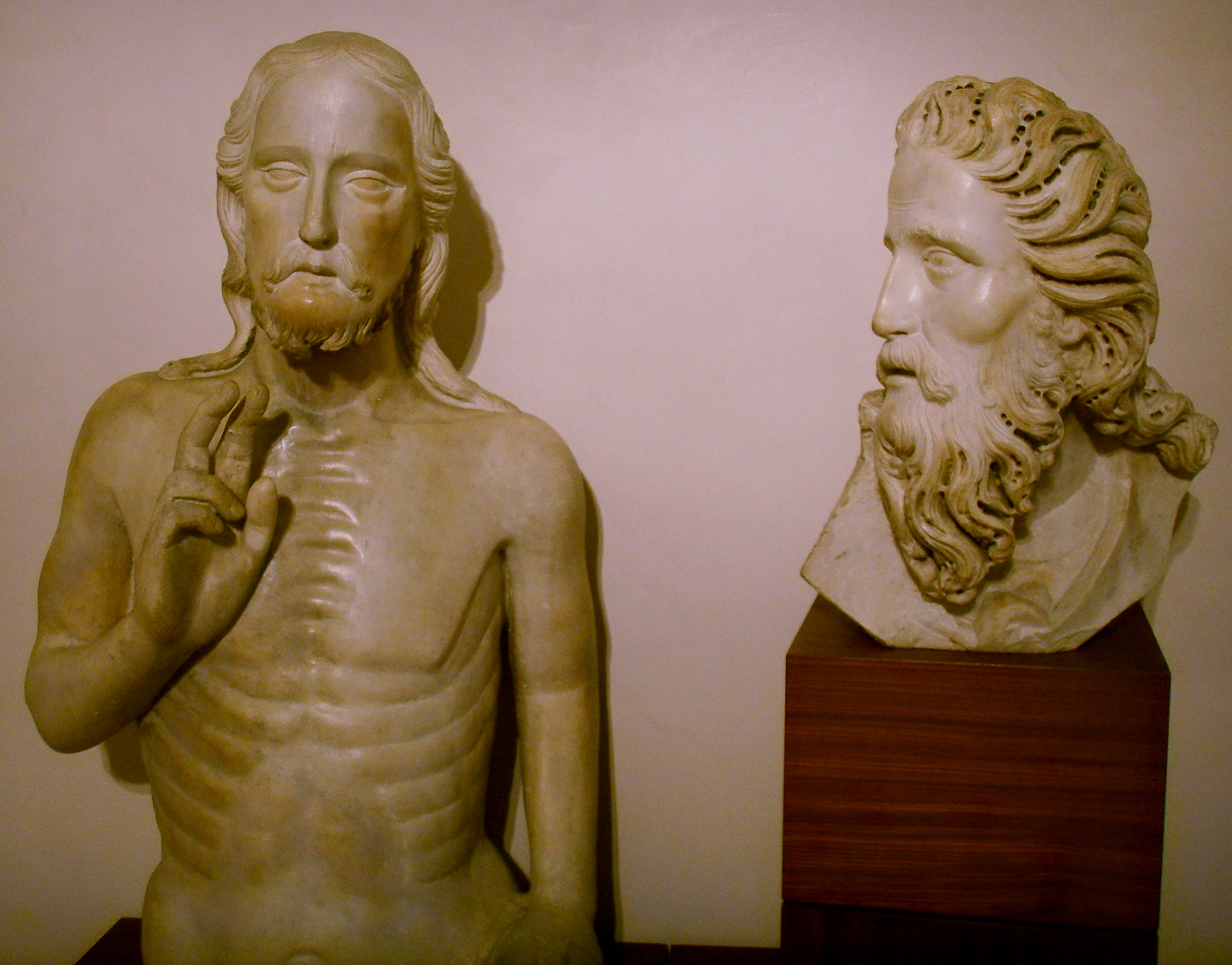
Тіно да Камаіно, скульптура собору Флоренції
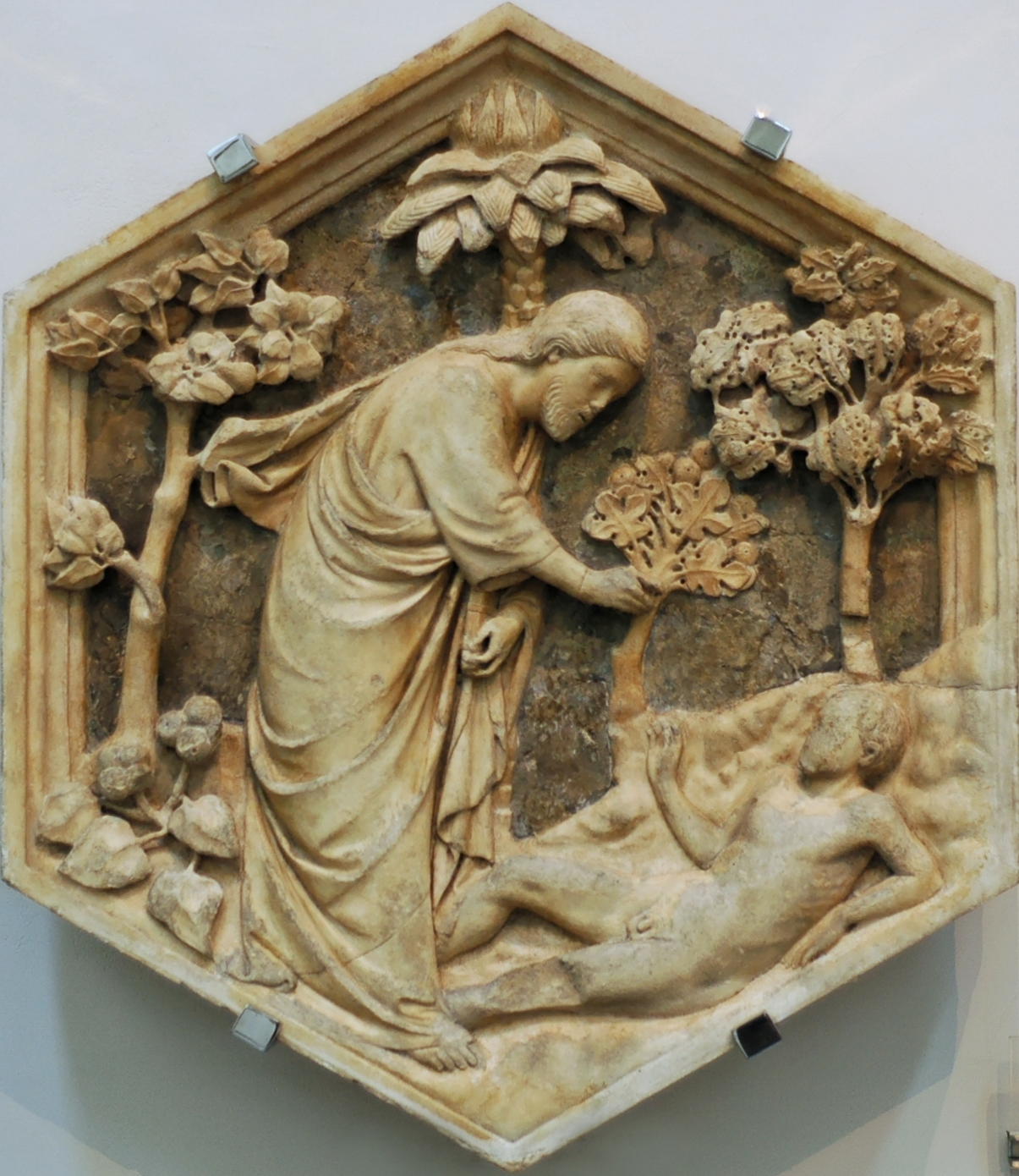
Андреа ді Понтадера, рельєф кампанілли
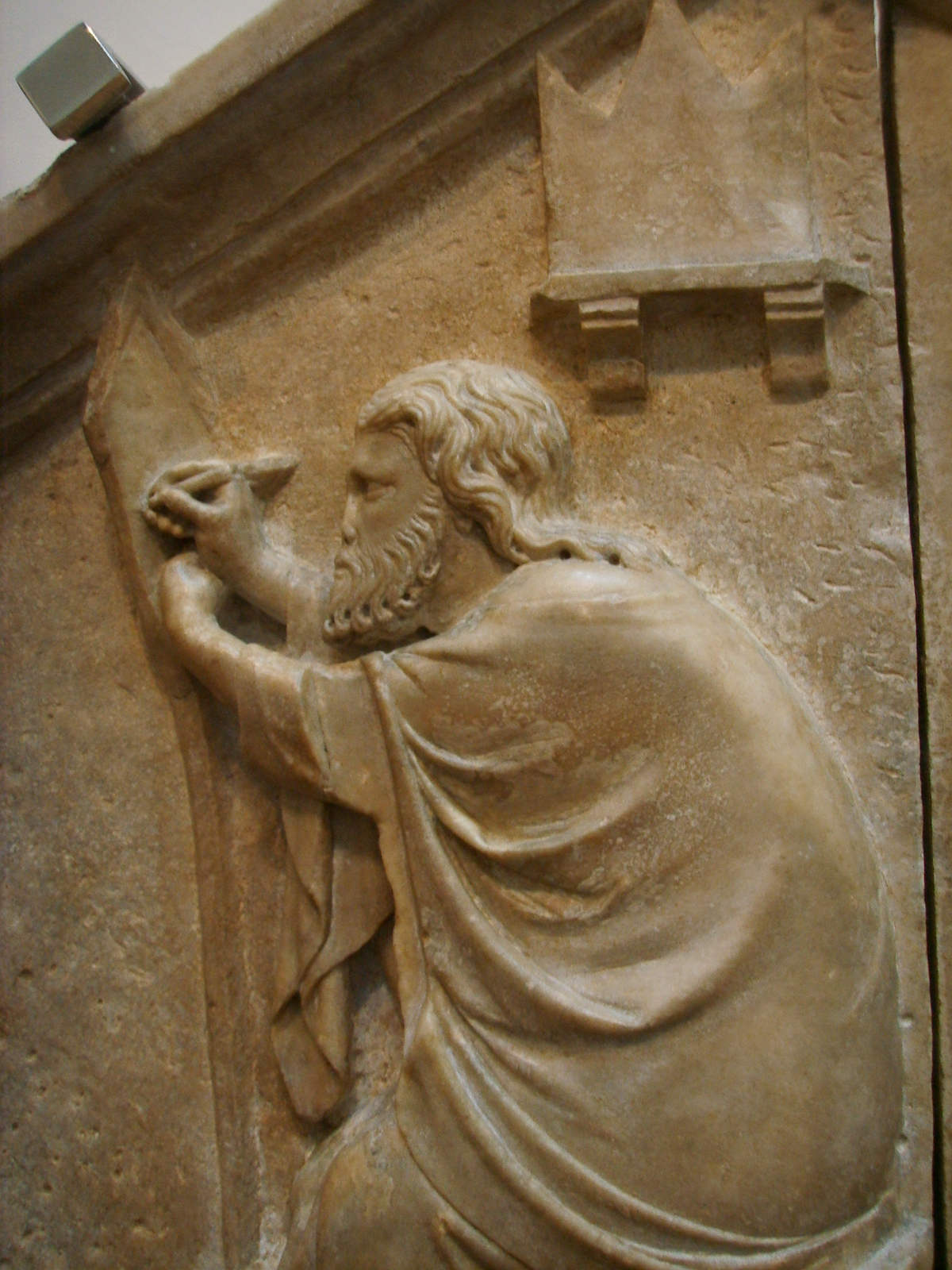
Ніно Пізано, рельєф кампанілли

Не збереглося ім'я майстра, який створив кінну статую Кангранде делла Скала, але він очевидно пов'язаний з пізанською культурою. Запізніла готика «інтернаціонального» характеру представлена творчістю братів П'єр Паоло — автора візерункового балкона Палацу Дожів і вівтаря церкви Сан-Франческо в Болоньї і Якобелло далле Мазен.

### Кватроченто

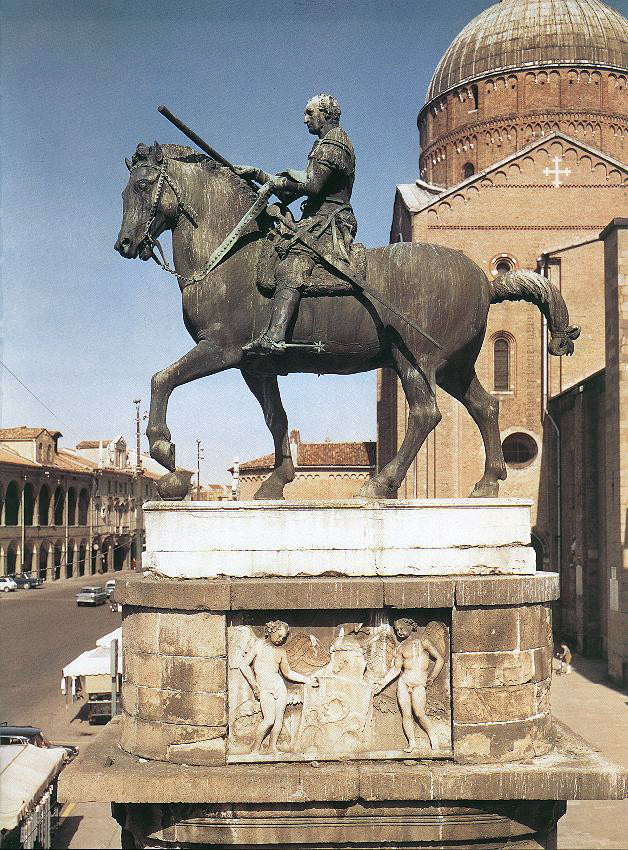
Статуя Гаттамелати

XV століття було періодом глобальної зміни в мистецтві. Художники намагаються відродити традиції минулого, основи їх програми — відкрита перспектива і закони пропорцій. Античність сприймається не як набір зразків для наслідування, а як історичне усвідомлення минулого і його неминучого зв'язку з сьогоденням. Ренесансна людина бажала відкинути традиції, які нашарувалися (готичні, візантійські) і повернутися до давньоримської доблесті, древнього класичного джерела.
Втім, по іншому підходять до проблеми монумента. Для римлян — монумент своєї значністю і непорушністю втілює незмінність певних інститутів, силу та міць держави. Скульптори нового часу ставили перед собою завдання показати, що велич християнського пам'ятника не може складатися в мощі, що виставляється напоказ силі, гнітючої тяжкості маси. Ідея виражається духовним і моральним цінностям через досконалість пропорцій, геометричність форм і білизну мармуру. Леон Баттіста Альберті називає заключний трактат своєї трилогії De Statua і підводить теоретичну підставу під гуманістичну тенденцію, яка в перші десятиліття 15 століття призвела до бурхливого розквіту статуарної пластики. Пізніше визначиться зразок для наслідування — статуя Марка Аврелія — вона інтерпретується в пам'ятниках кондотьєра Гаттамелати (Донателло) і кондотьєра Коллеоні (Вероккйо). Статуя стала гуманістичною темою.
Художнє оновлення народжується як полеміка з пізньою готикою і зароджується у Флоренції. Нові риси світогляду: специфічний поглиблений пошук, умоглядна побудова, структурна єдність, єдиний творчий метод, заснований на малюнку, інтерес до глибин малюнка. Особистість художника набуває небаченого доти значення.

#### Конкурс 1401 року

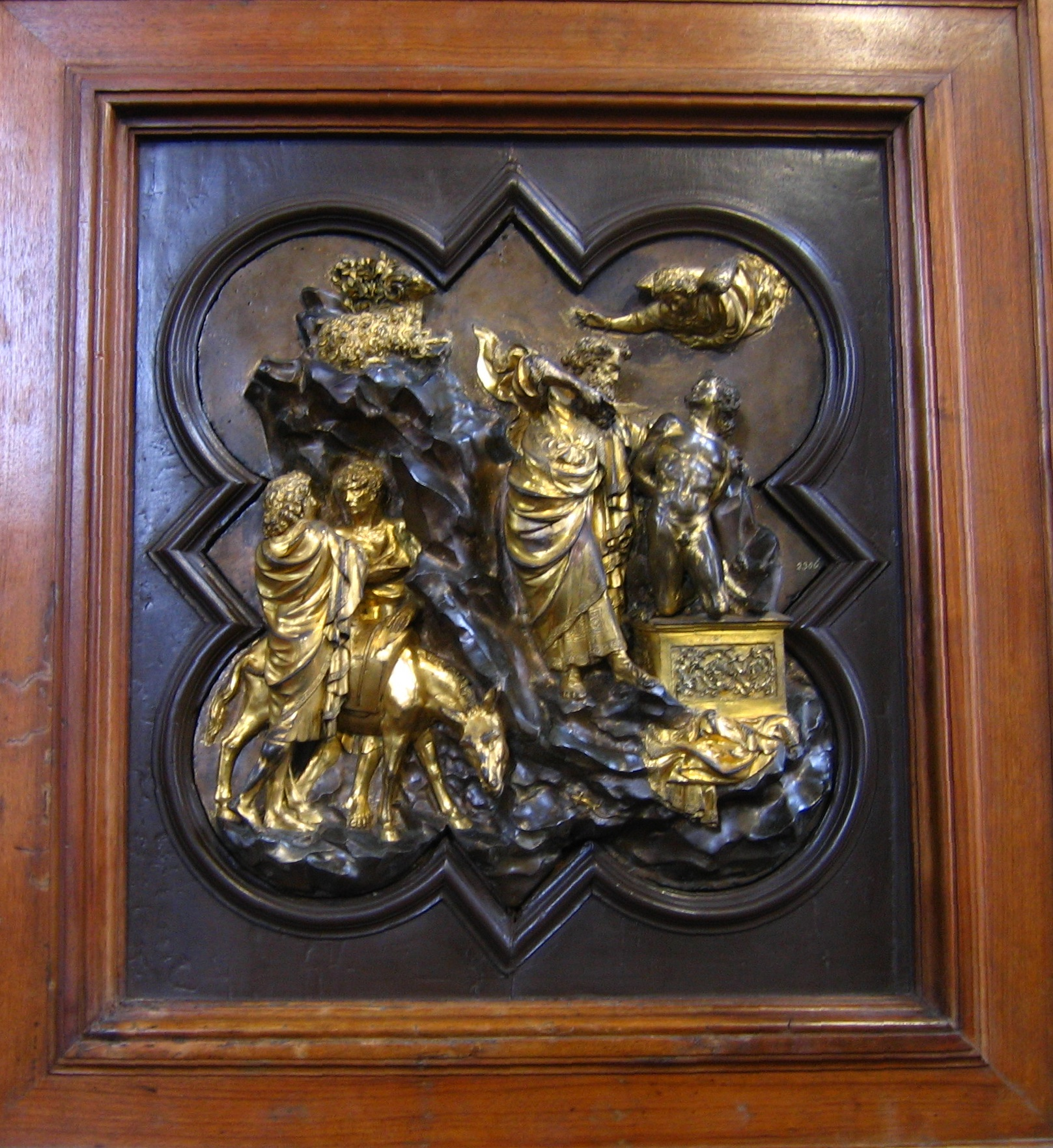
Рельєф Гіберті

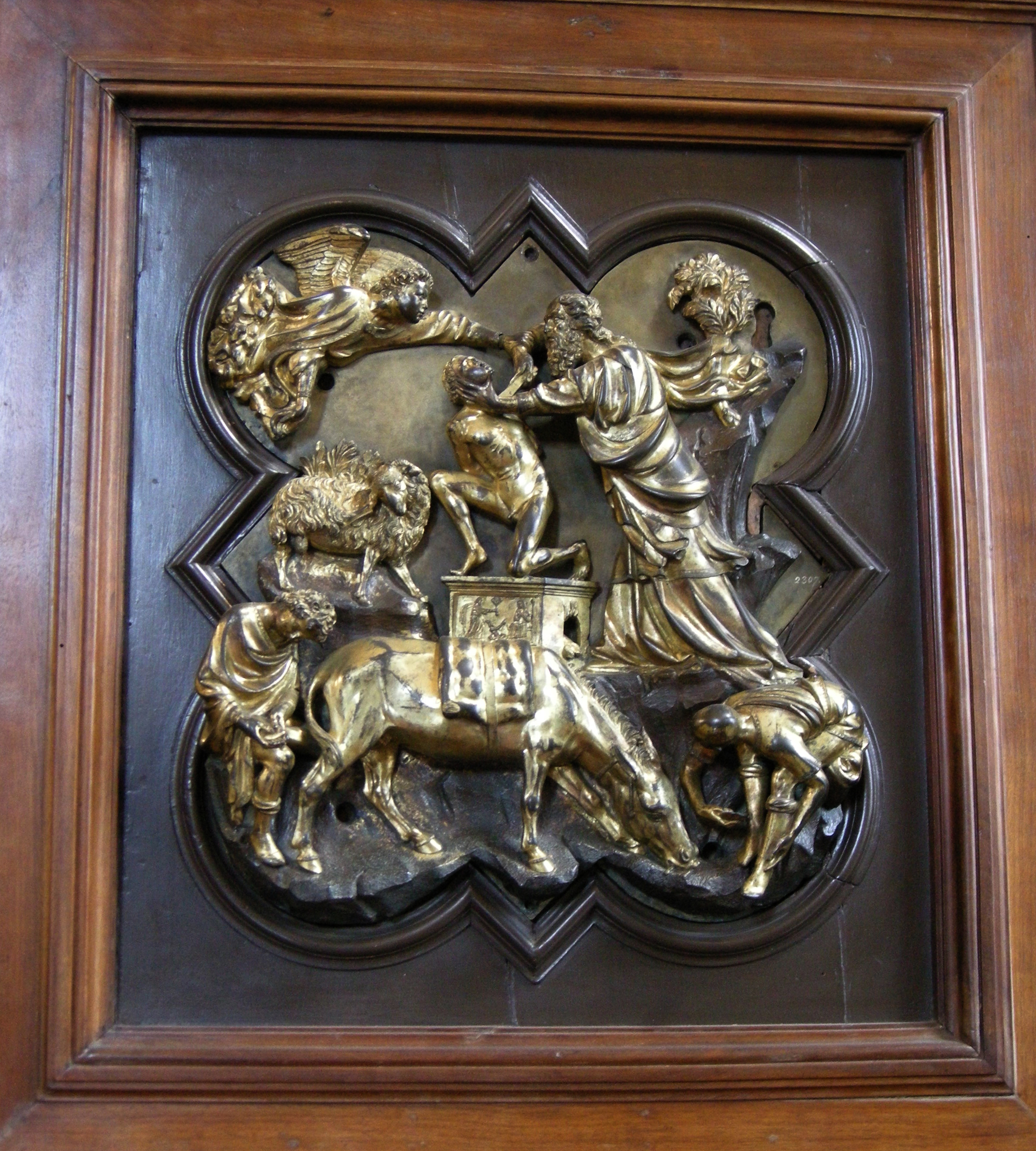
Рельєф Брунеллескі

Важлива дата у розвитку скульптури: у Флоренції оголошений конкурс на виготовлення двох (північних) воріт баптистерію. (1-ші були виготовлені 1336 року Андреа Пізано). Крім прославленого до того часу Якопо делла Кверча в конкурсі взяли участь два молодих скульптора — Лоренцо Гіберті і Філіппо Брунеллескі. Конкурсний сюжет — «Жертвопринесення Авраама», на рельєфі у формі квадрифолії, аналогічної воротам 14 століття.
Обидва молодих скульптора виступали за відродження античності, обидва — прихильники гуманістичної культури і властивого їй історизму. Проте їх роботи розходяться:
- Гіберті: зображує всі деталі легенди, всіх дійових осіб. Класичним зразком йому служить «Жертвоприношення Іфігенії», і алегоричне тлумачення історичного факту — відмова від батьківської любові заради покори вищому боргу. Він представляє не драму, а древній обряд. Фігури задрапіровані, вівтар прикрашений класичним рельєфом. Відстороненість за часом знижує в очах глядача напругу пристрастей. Ісаак ідеально складений, жести Авраама витончені. Історія розвивається повільно, так як оку є на чому затриматися. Є ритмічна пауза, утворена діагональною скелею; вона ж служить відбивачем світла, який висвітлює обидві частини. Ця лінія узгодить один з одним дві орбіти, за якими розвивається рух — дугу тіла Авраама і дугу шиї осла. Динамічні ритми знаходять відображення в складному малюнку обрамлення: рух не зосереджується в одній дії, а розсіюється по всьому освітленому полю рельєфу[5].
- Брунеллескі: та ж історія за часом триває набагато менше. Рухи фігур синхронні і дані у єдиному пориві, спрямовані до сильно виділеної фігури Ісаака. Відбувається зіткнення протилежних сил — тіло Авраама устремлено вперед і підштовхує руку з ножем, інша рука задирає шию сина. Тіло Ісаака піддається контролю батька, але все ж відчувається прагнення чинити опір. Ангел падає з небес каменем, стрімко. Зіткнення трьох протилежних сил стикається в переплетінні рук і голів в вершині трикутника, який руйнує повтори квадрифолія. Драма починається з нуля і відразу досягає апогею[5].

Гіберті описує простір у вигляді епізодів і площин, що чергуються, Брунеллески його будує, виходячи з синхронності з тим, що відбувається, динамічної рівноваги зіштовхуваних сил. Гіберті більш природно, прагнучи з'єднати пейзаж з фігурами, відзначаючи скелю і крони, направляє світло уздовж поверхні. Брунеллескі не помічає пейзажу. Гіберті глибше осягає античність, відтворюючи типові шати, включаючи в зображення класичні мотиви і поетичні інтонації еллінізму. Брунеллескі всього лише цитує в зображенні одного з слуг Хлопчика, що витягає скалку з ноги. Гіберті прибирає з рельєфу всю «манірність», непотрібні деталі, проте у нього є пережитки пізньоготичної естетики — хвилеподібність вигинів, розсіяна освітленість, декоративність композиції, що підкоряється кривині обрамлення. Брунеллескі орієнтується безпосередньо на Джованні Пізано. Він більш революційний, усуваючи природний простір і беручи за основу порожнечу, перспективні закони він виділить пізніше.
Перемогу у флорентійському конкурсі здобув Лоренцо Гіберті.

#### 1420-ті

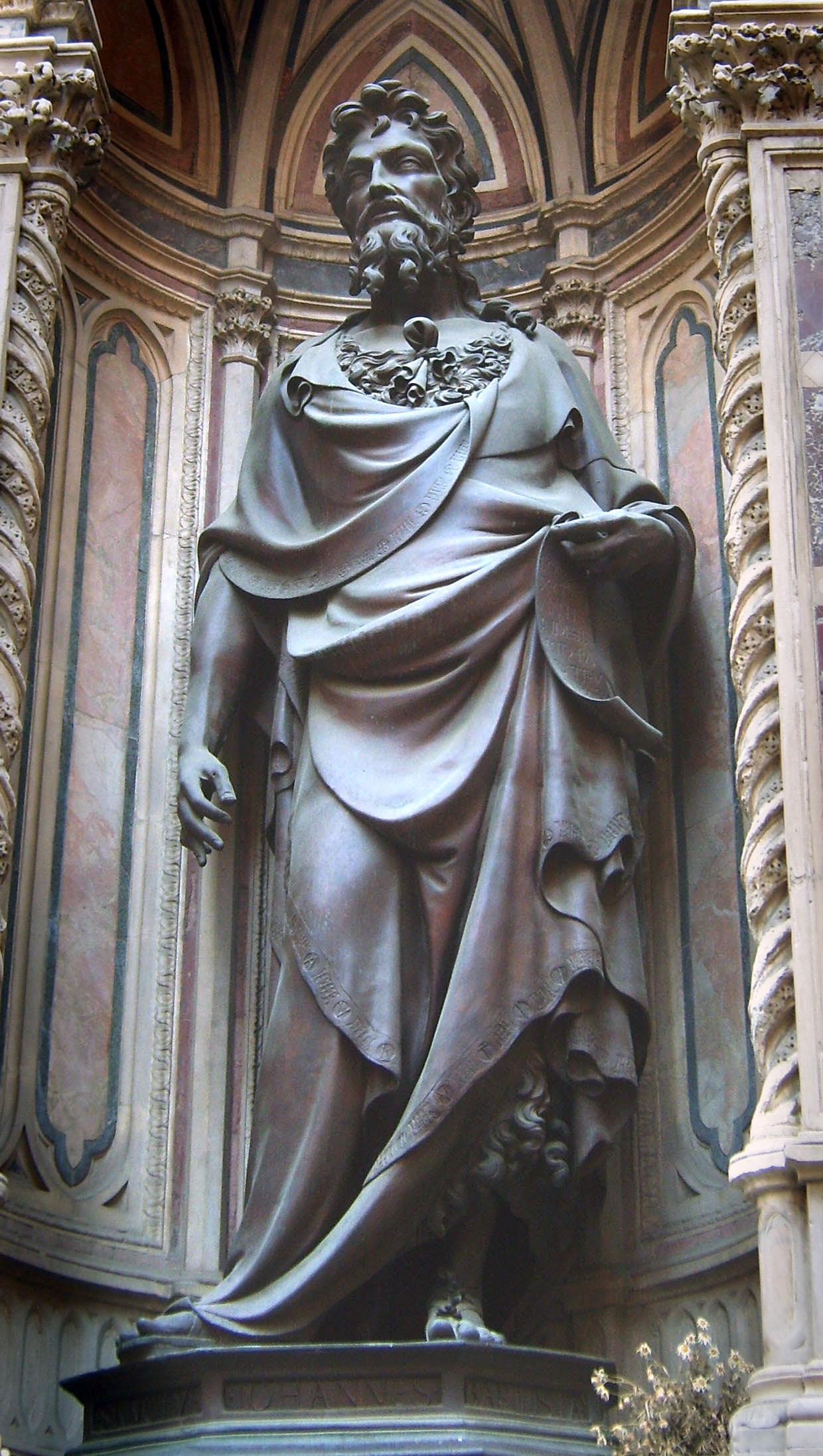
Лоренцо Гіберті. Іоанн Хреститель на фасаді Орсанмікеле

Потім Гіберті по-новому вирішує тему статуї. Він робить статую Іоанна Хрестителя для церкви Орсанмікеле (закінчена в 1414). Шукання скульптора співзвучні з ідеями літераторів того часу — відродження античності, але не всупереч, а за допомогою християнської духовності. Майстер намагається відродити забуту техніку відливання великих бронзових фігур з круговим оглядом. Благородство рухів і жестів пророка нагадує стародавнього оратора, але з духовною напругою християнина. Енергійні складки надають фігурі обертальний рух, що сприяє ритмічному перетіканню світла. Людська гідність передана в дусі гуманізму, рух вихлюпується в просторі і спрямовується до світла. Гіберті ще не відмовляється від традиційних форм (в дусі готики), але надає їм нового звучання і трактування.

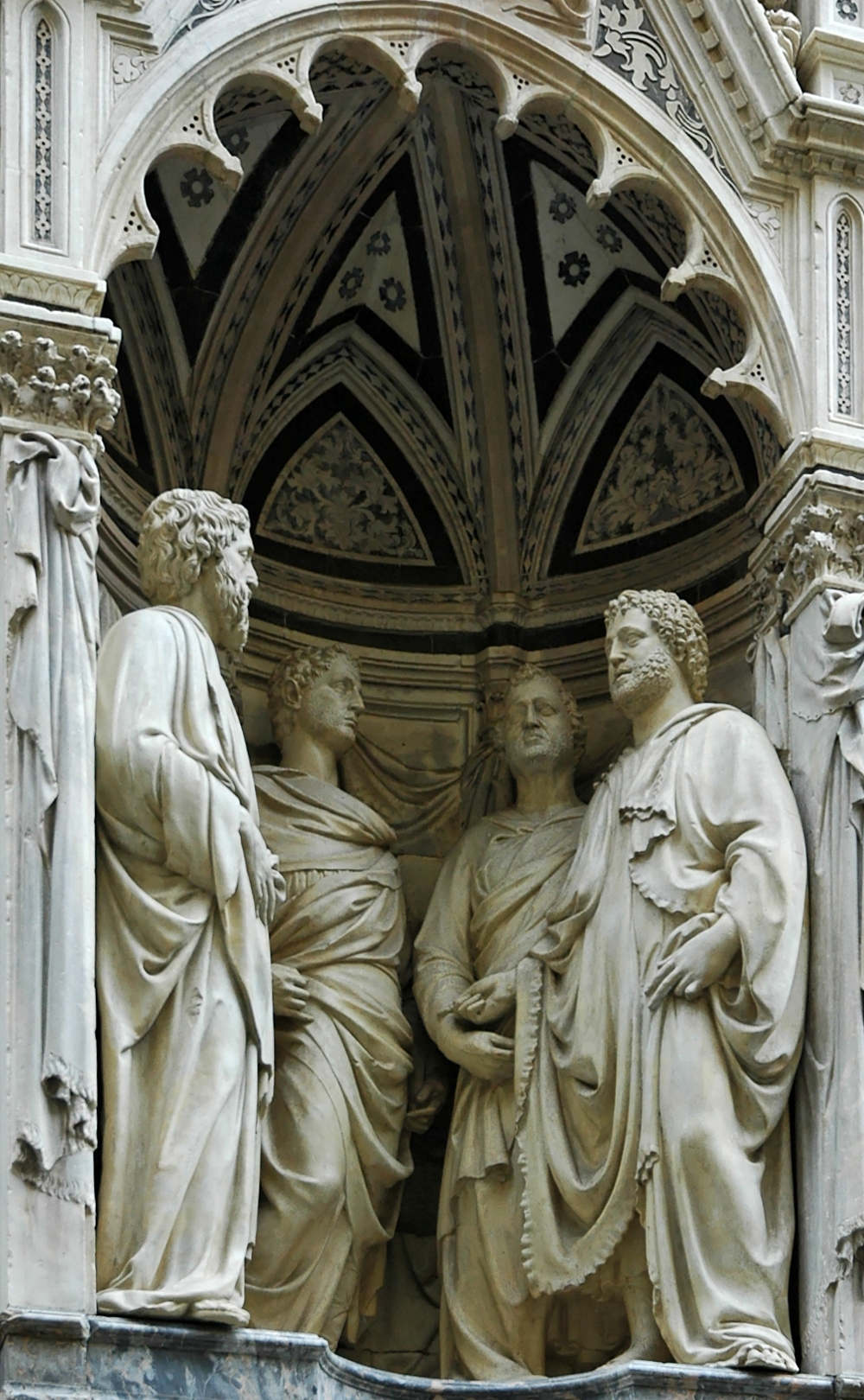
Нанні ді Банко. Четверо святих

Нанні ді Банко у своїй творчості підходить до статуарної пластики з іншим звучанням гуманістичного підходу. Він був сильніше захоплений класикою. До періоду його захоплення класичними формами відноситься «Чотири святих» з Орсанмікеле. Для скульптора тут головне не техніка, а художня виразність, хоча мармурові складки по своїй глибині і опрацьованості люмінесцентністю наближаються до бронзи. Одяг має значний, монументальний характер. Голова і волосся опрацьовані активніше. Готична спіралеподібна побудова фігури дещо згладжена, але ще остаточно не зникла. Нанні ді Банко не шукає, подібно Гіберті, компромісу між античною монументальністю і сучасним інтересом до душевних переживань людини, а просто висловлює сучасний зміст «на суворій і бездоганній латині».

#### Донателло

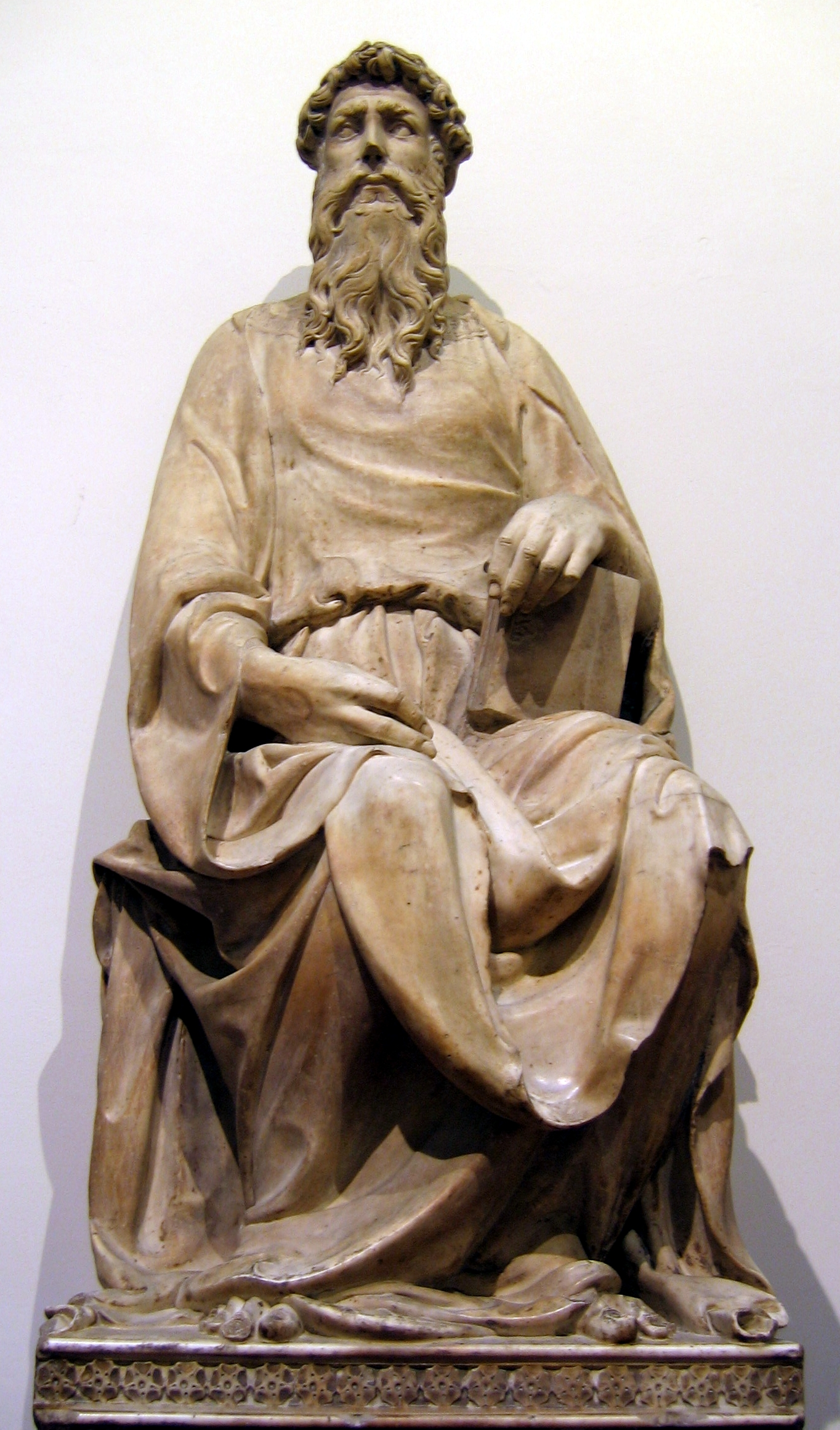
Донателло. Іоанн Євангеліст

Донателло також звертається до круглої статуї, стаючи найбільшим скульптором кватроченто. «Іоанн Євангеліст» (закінчений в 1415, музей Флорентійського собору) висуває на перші план не технічні й стилістичні проблеми, а завдання структури пластичної форми. Його робота схожа на Нанні ді Банко, який працював поруч, але вісь фігури спрямована строго по вертикалі, форми пластично розвиваються. Лінії дугоподібні, сповнені внутрішньої сили. Лінійних ритмів ще немає, які б дозволили статуї злитися з навколишнім середовищем. Класичних ремінісценцій (Гіберті) або латинських запозичень (Нанні ді Банко) тут немає — відчувається соковита народна мова. Новизна — в випромінюванні моральної сили, яка передається через міцність посадки голови, стриманості жесту, миттєвому впливі на глядача, пануванні фігури над простором.
Для Донателло класична культура — не здобуте благо, втрачена знахідка, а невід'ємне надбання флорентійського народу. Він був другом і сподвижником Брунеллескі, але якщо той представляв інтелектуальну і ідеалізовану тенденцію, то Донателло являв драматичну і реалістичну. Відомий їх спір про «Розп'яття»: робота Донателло для Санта-Кроче у Флоренції здалася одному надто грубою, і він зробив свою для Санта-Марія Новела, з досконалими пропорціями божественної краси.

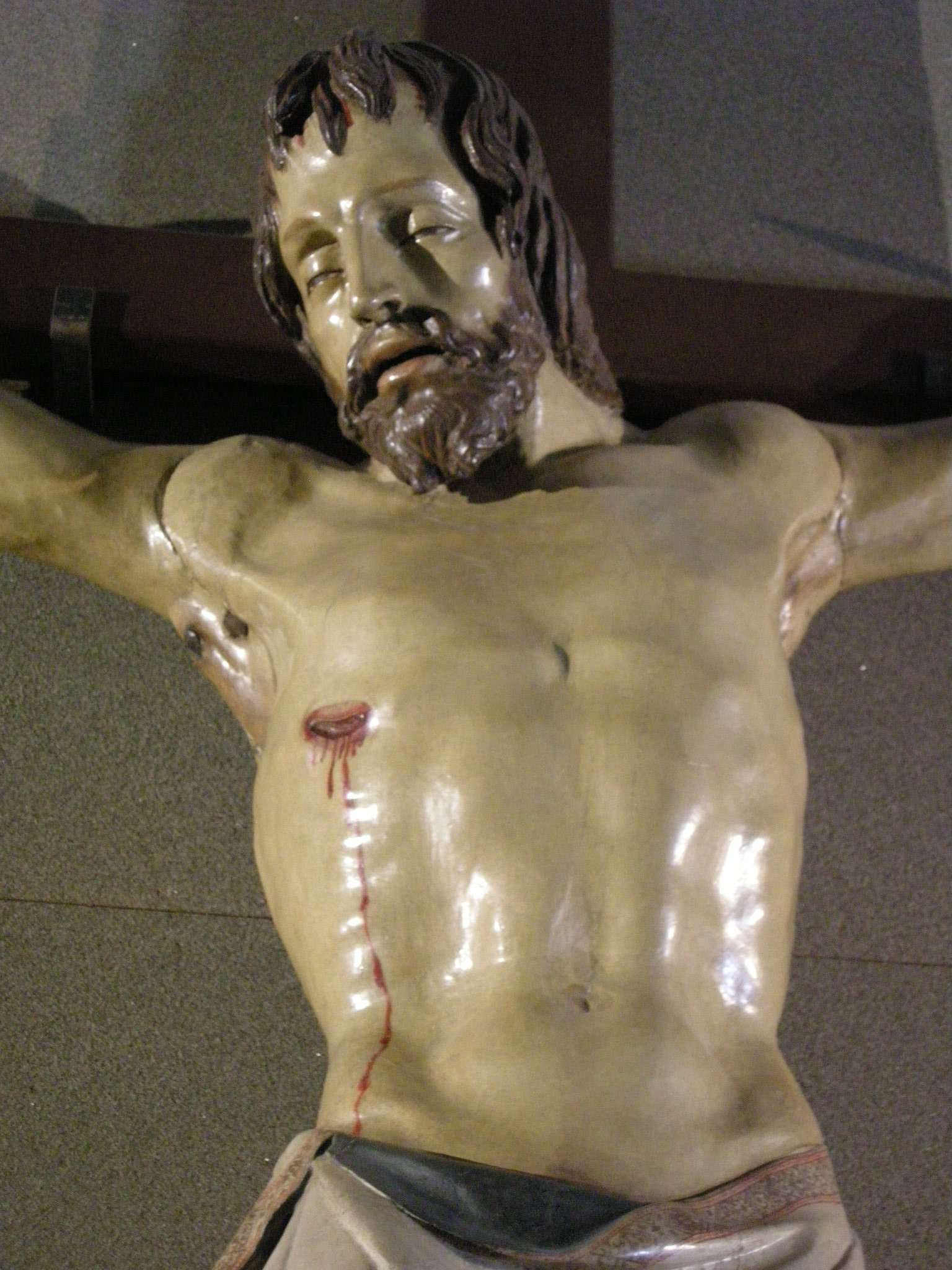
Розп'яття Донателло
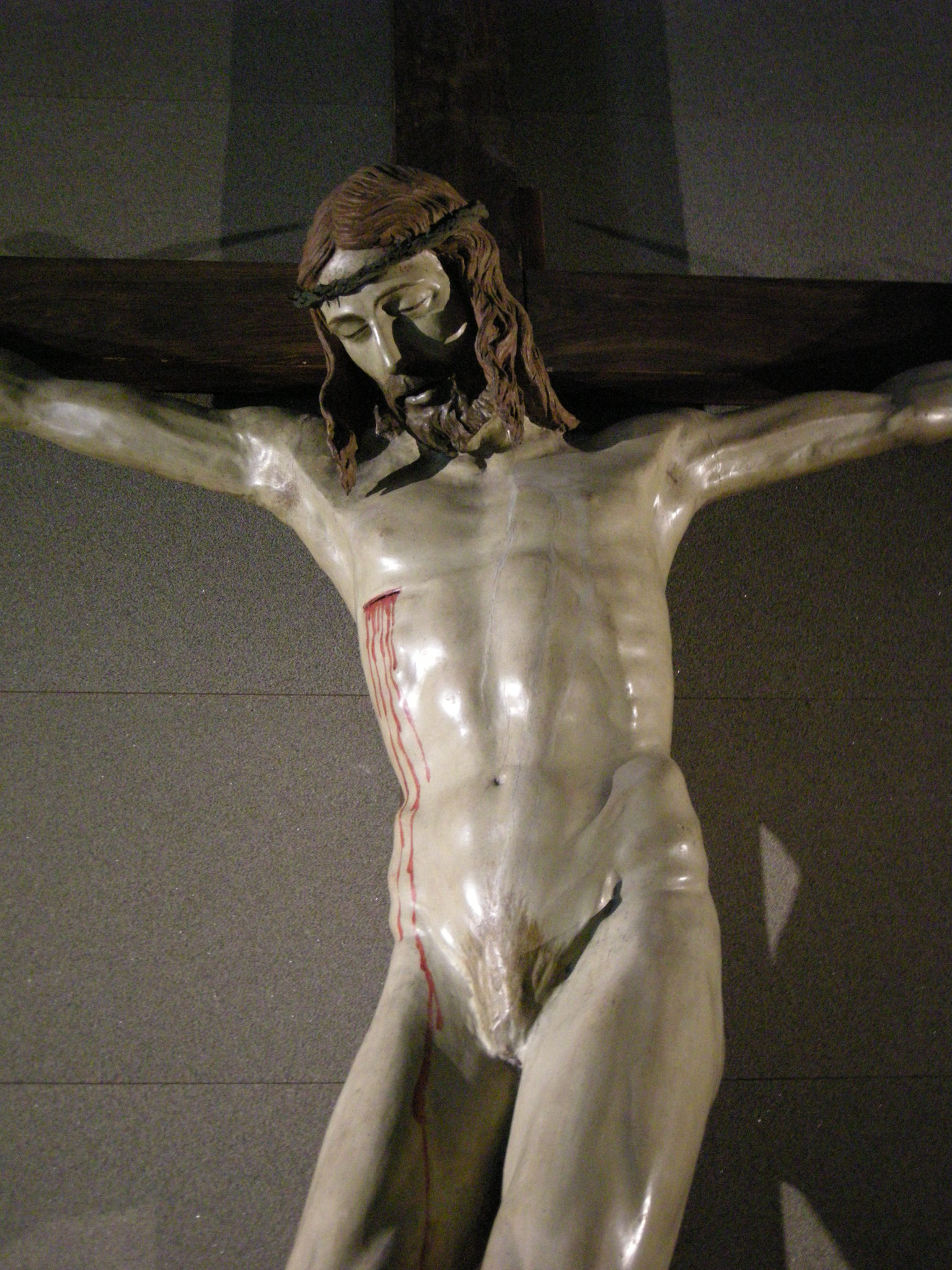
Розп'яття Брунеллескі

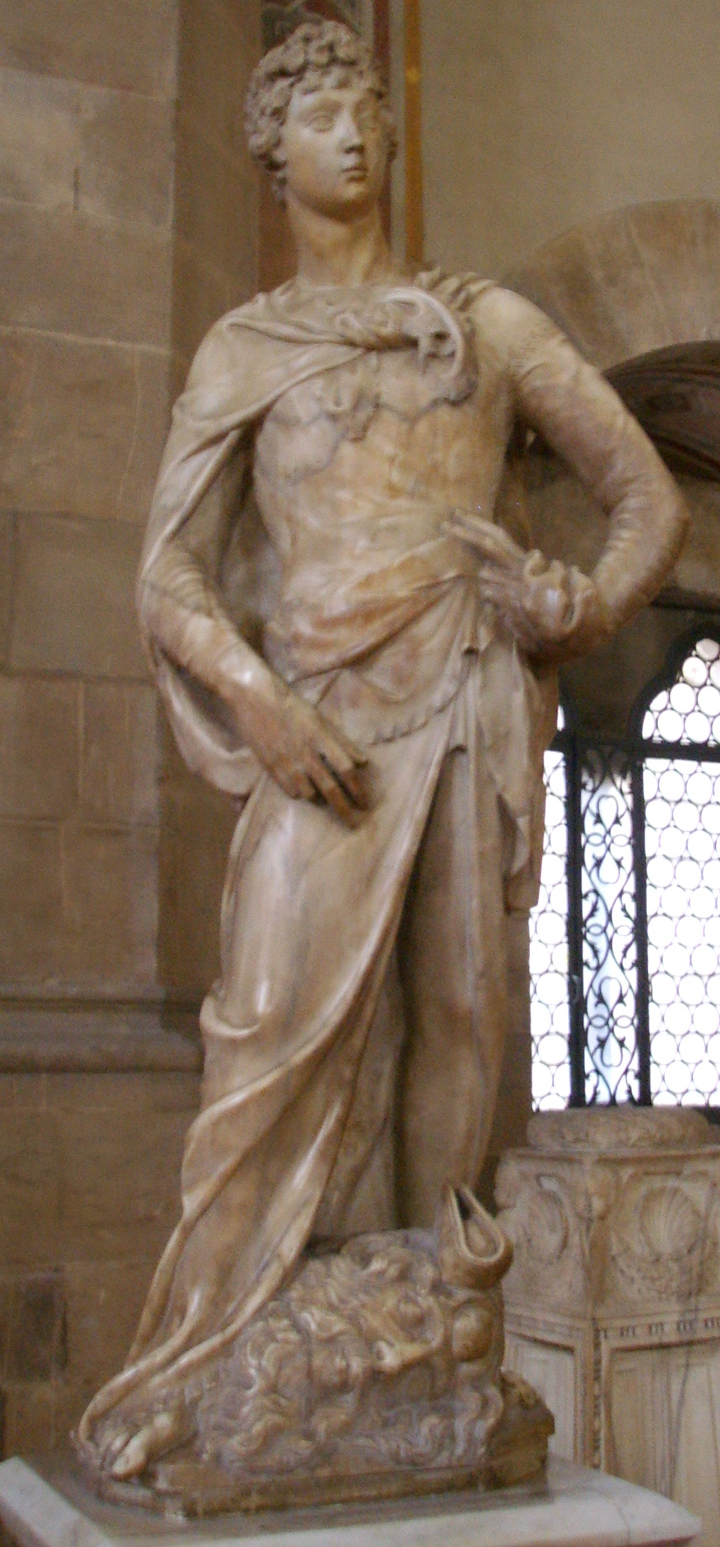
«Давид» Донателло, 1409

Мармуровий «Давид» (1409) зроблений їм відразу ж після прикраси готичного порталу «Порта делла Мандорла» флорентійського собору (разом з Нанні ді Банко). Його постать побудована ще за готичною схемою — витягнута вперед нога напружена, інша нога є віссю обертання, в лініях обох рук несподіваний порив руху, голова нахилена вліво в живому повороті. Але ця схема вихолощена і зведена до силових ліній, ацентованим і протиставленим один одному, в неспокійній гармонії, дуже далекої від ритму готики.

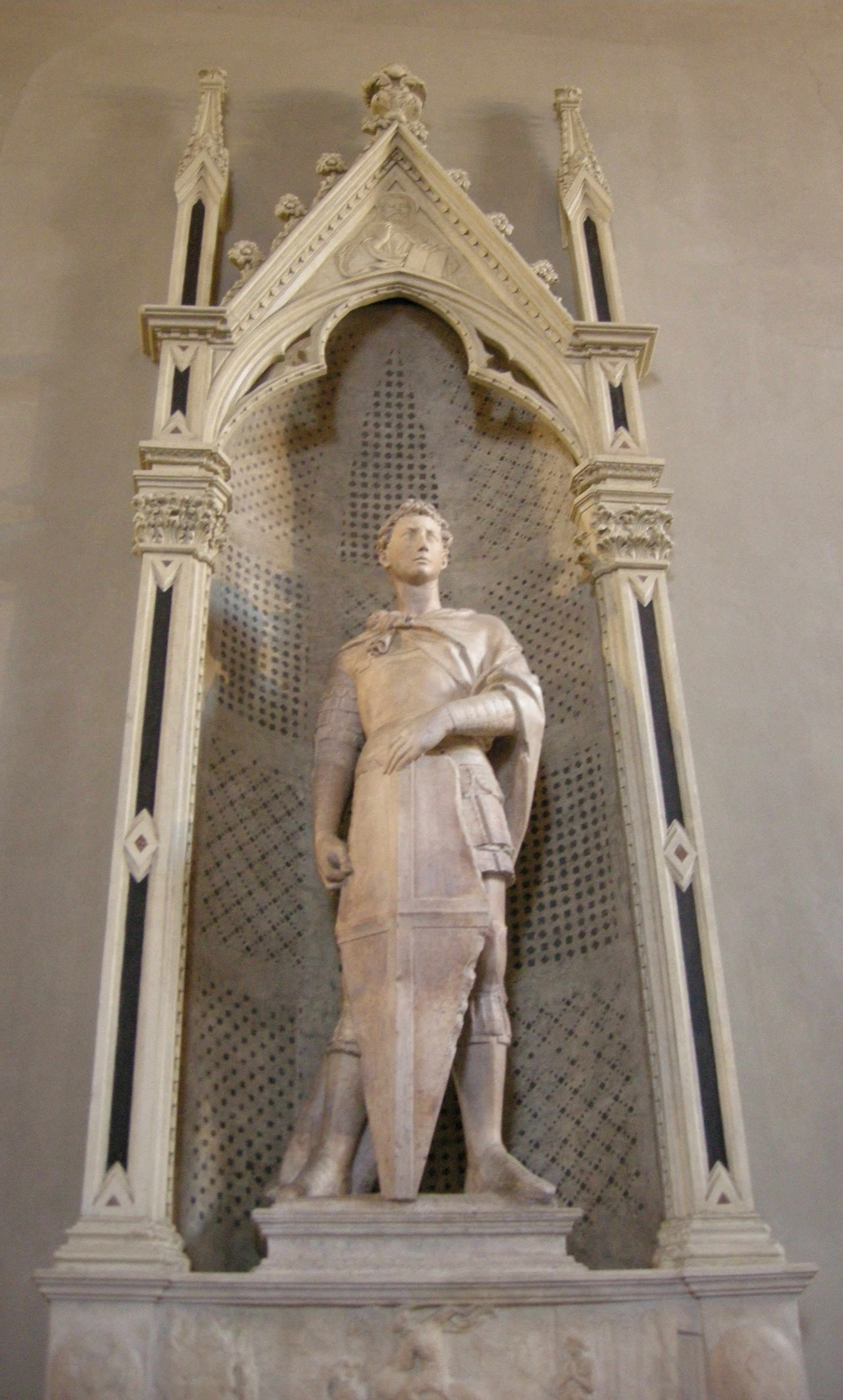
«Святий Георгій» Донателло, 1420

Статуї 1411—1436 рр., зроблені Донателло для Флорентійського собору, Орсанмікеле і кампанілли, показують, як змінюється його уявлення про «історичного персонажа». Якщо Нанні ді Банко наділяв своїх «Чотирьох святих» рисами античного портрета, досліджуваного в оригіналах, то Донателло, хоч і прагнучи до відтворення пластичного благородства антики, не заспокоювався, поки ідеальна класична модель не збігалася з рисами його реальних сучасників. Він одягає городян в старовинні шати — знаходячи в їхньому вигляді, вчинках і моральності чесноти древніх. Їх жести стримано ввічливі, складки одягів спадають по-античному, зрілий досвід відображений в мудрих і замислених обличчях. Завданням Донателло було зупинити стрімкість ритму готичного світла, який робив її нереально «обертовою», бажаючи зафіксувати світлом образ, що дійшов з античності. Драпірування його фізично відчутні, напрямки енергійні і впевнено намічені, рух має бути певним, а не розпливчастим в навколишньому просторі. Порівняння «Святого Георгія» (1420) з «Давидом» (1409) показує прогрес: ноги розставлені у вигляді циркуля і несуть вагу тулуба, а не просто грають роль опори, руки підкреслюють пряму посадку і легкий поворот торса, а не є дугоподібними лініями. Хрест на щиті визначає осі. Світло ліпить обсяг, а не стікає вниз по похилих площинах, як раніше.

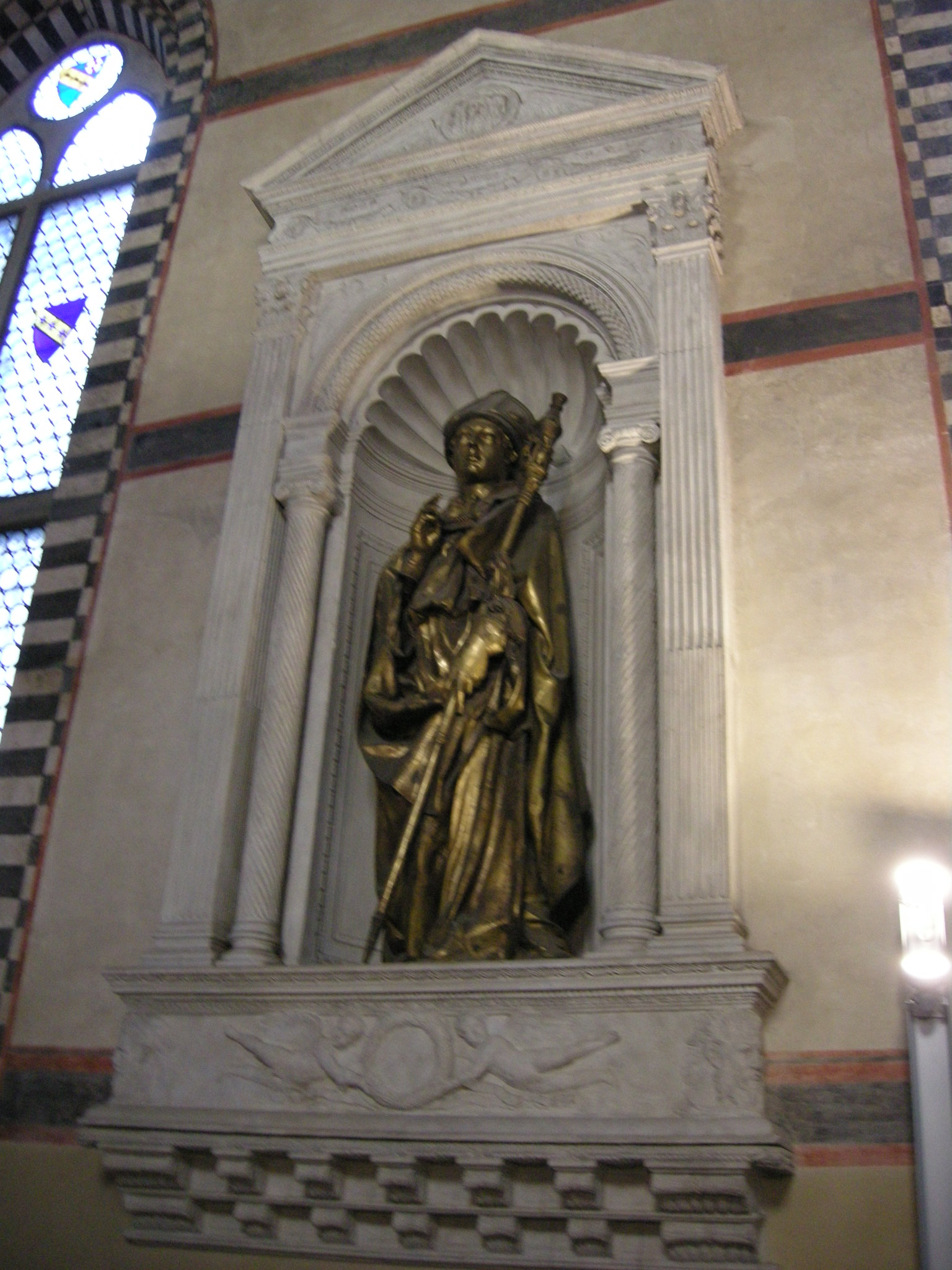
Святий Людовік

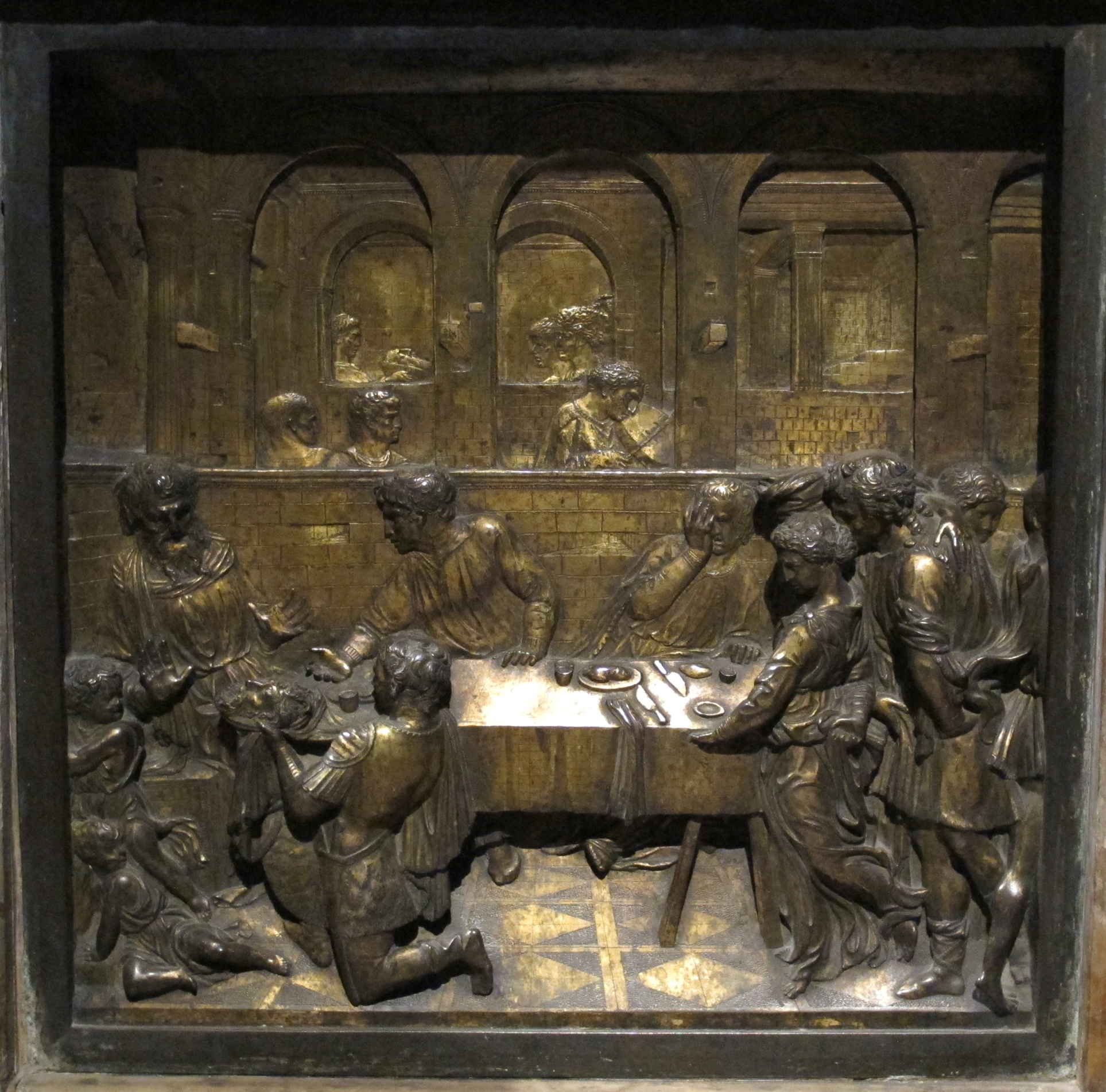
«Бенкет Ірода» Донателло

Працює Донателло і в рельєфі, надихнувшись ідеями Брунеллескі щодо перспективи. Він не згоден з рішенням Гіберті (високі частини вловлюють світло і він вмілим ліпленням обсягів направляється в глибину, утворюючи «золотий фон»). На думку Донателло, треба відтворювати перетин «візуальної піраміди» — площину. Його рельєфи відрізняються малою глибиною, але простір при цьому там глибше, ніж у Гіберті. Його перший «сплющений» рельєф — «Святий Георгій, що вбиває дракона» (бл. 1420) для цоколя ніші статуї. Маси сплющені і розчавлені, обмежені контуром, створюється перспектива. «Святий Людовік Тулузький» (1423): пластичний обсяг сприймається як високий рельєф, насичений світлом і тінню. Тут немає пластичної структури або руху тіла — тільки набрякла маса одягу з широкими складками.

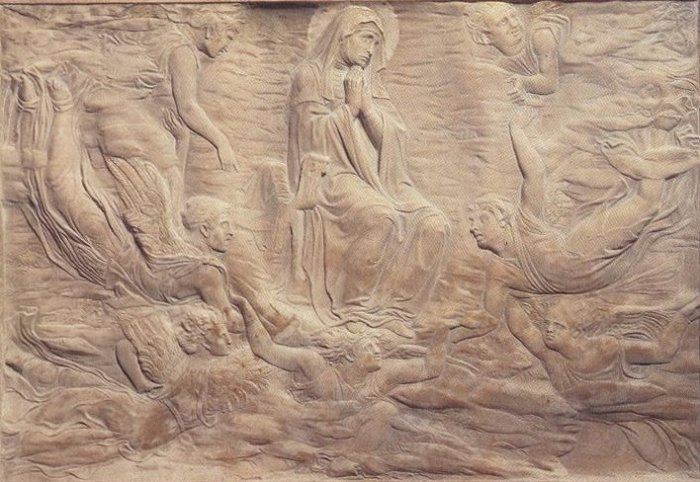
«Вознесіння Марії», Донателло

«Бенкет Ірода», рельєф для купелі баптистерію в Сієні, побудований на точному дотриманні перспективи. Однак математики не відчувається — є схвильований драматизм і світлова насиченість. Драматизм світу (людина і природа), постійне прагнення до розширення кордонів реальності і складають для Донателло суть християнства та історії. «Вознесіння Марії» (бл. 1427, Сант-Анджело а Ніло в Неаполі) — дуже низький рельєф, з цілим вихором ліній, ледь прокреслених по мармуру. Відбите світло дає поштовх всьому руху. Тема розвинена в дусі класичних псалмів готичних ікон і алегорій.

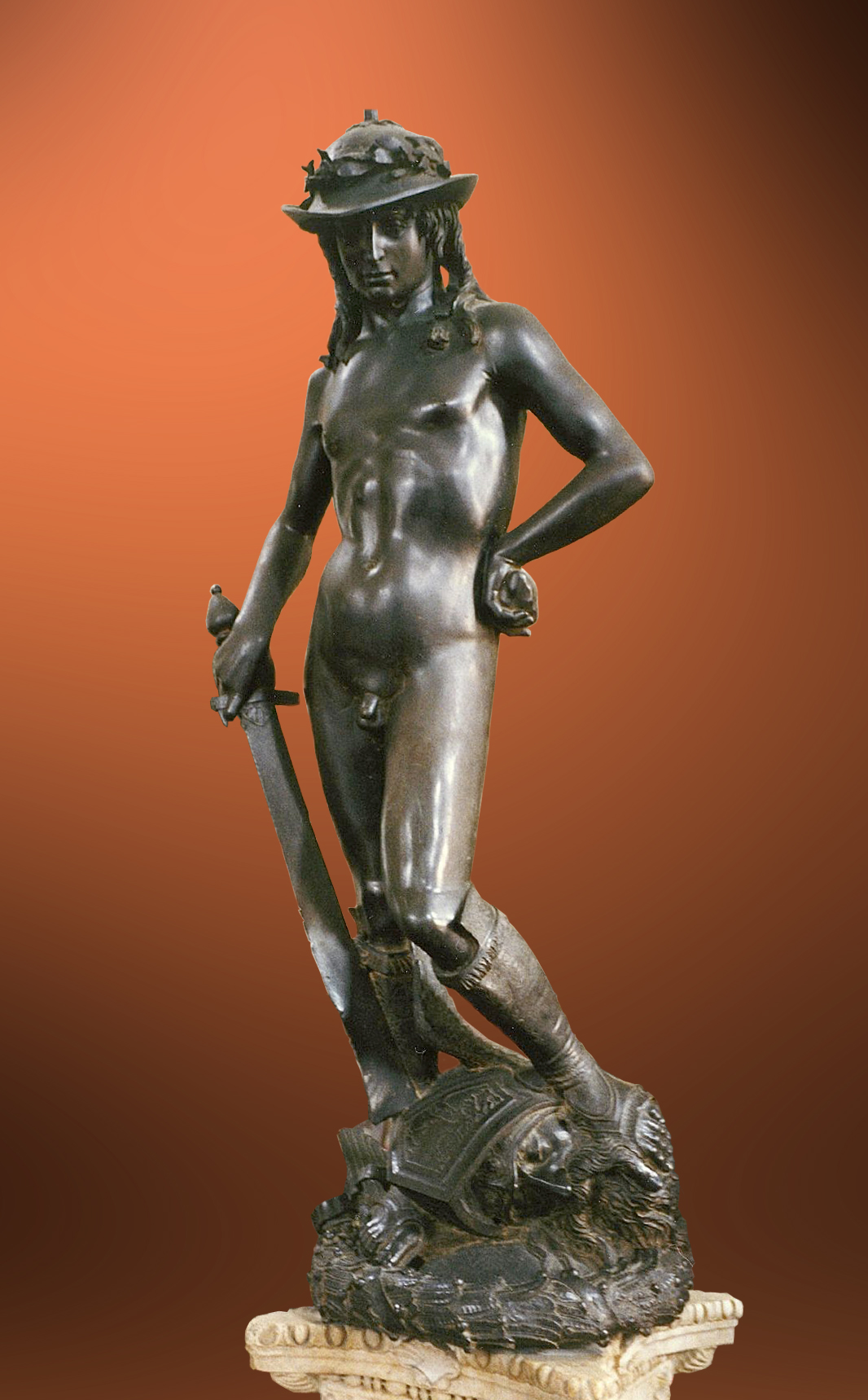
«Давид» Донателло (бл. 1430)

Другий раз Донателло звертається до теми Давида близько 1430. Образ іншого — не рішучий і самовпевнений герой, а задумливий юнак. Тіло злегка відхилено від центральної осі, центр ваги зміщений. Діагональ меча підкреслює нестійку динаміку фігури. Зовні статуя — поступка класичній витонченості Гіберті, але насправді — свідоцтво відходу від історичної конкретності заради меланхолійної образності легенди. У 1432 році в Римі скульптор приходить до сприйняття античності, відмінному від строгого флорентійського. Це вже не умоглядна історія, а пережита, послідовна зміна епох. Донателло цікаво все, що відрізняється від стереотипу олімпійського спокою античності, його цікавлять душевні потрясіння, хвилювання, навіть напівварварські пізньоантичні зразки. «Благовіщення» (бл. 1435, Санта-Кроче) — використаний весь репертуар античних орнаментів, при цьому автору подобається недомовленість, загадковість зображеного.
Також химерна і фантастична концепція канторію — співочої трибуни Флорентійського собору (1433–1439). Тут практично діонісійство — путті в вакхічному танці, золота мозаїка, нерівна поверхня, гірлянди, і інші «античні» фантазії. Брама з зображенням апостолів і мучеників «Порта дельї апостоли» із Старої сакристії Сан-Лоренцо (бл. 1440-3) говорять про те, що Донателло почав надихатися пізньоантичним живописом. В композиціях зникають архітектурні і пейзажні фони, фігури виділяються на полірованому заднику своєю шорсткістю, вся увага направлена на світлові ефекти. В 1445—1450 рр. в Падуї Донателло робить великий вівтар для базиліки Св. Антонія у Падуї з 7 статуями і безліччю рельєфів (розібраний). Статуя Мадонни унікальна за своєю іконографією. Складки одягу відрізняються нервозністю, і взагалі вся статуя передає таїнство з ремінісценціями античних натуралістичних міфів. Один з найбільш трагічних рельєфів Донателло звідти — «Положення в труну» з сірого каменю зі вставками кольорового мармуру, напівдорогоцінного каміння та мозаїки. Фігури не стримуються рамою, жестикуляція наростає. Художник підкреслює «античний мотив» гробниці щоб надати зображенню трагізм. Цей рельєф — вершина «експресіонізму» майстра. Своїми руками Донателло руйнує гуманістичний ідеал особистості, для затвердження якого стільки зробив. Тут починається криза гуманізму.

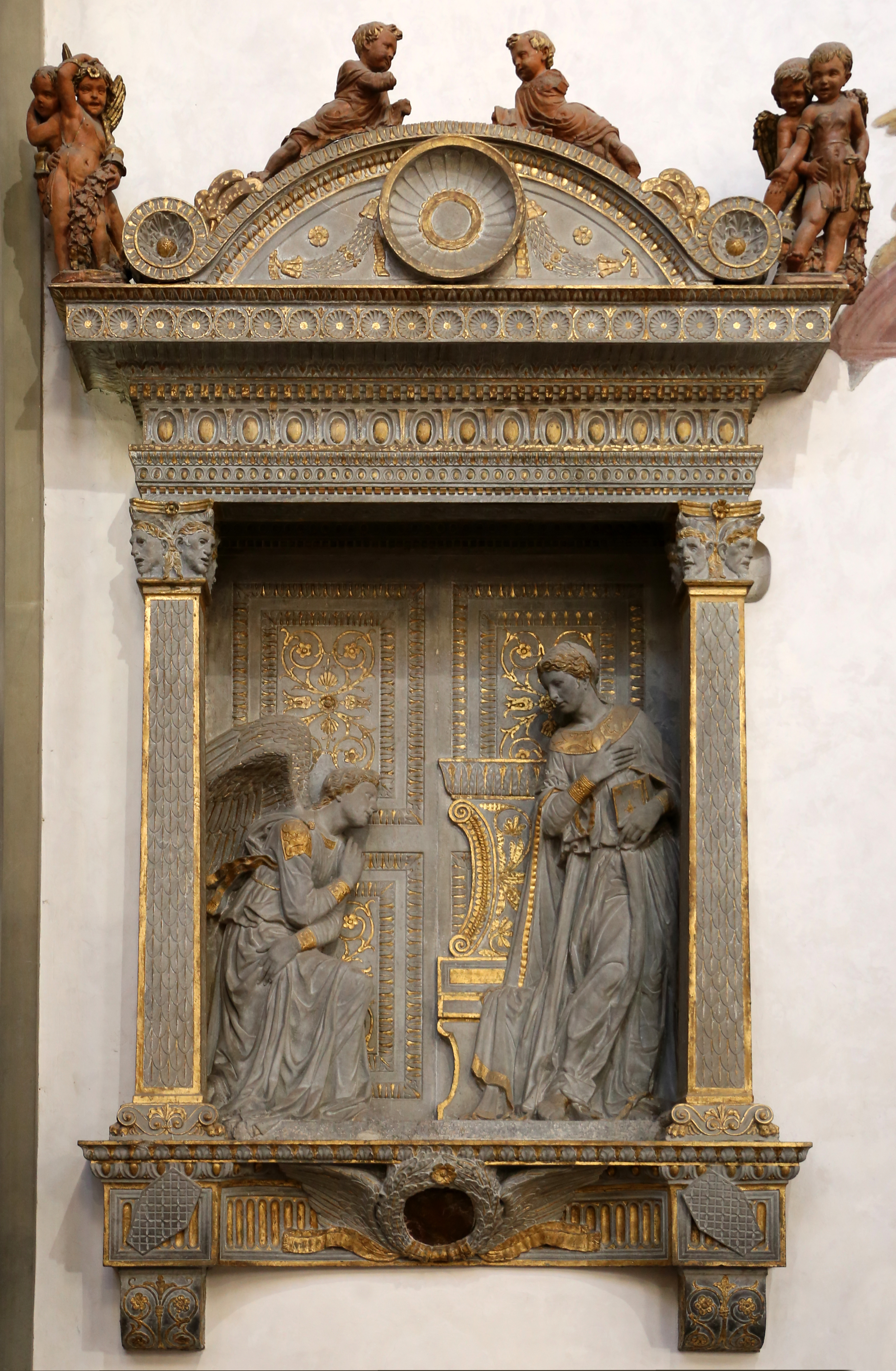
«Благовіщення», Санта-Кроче
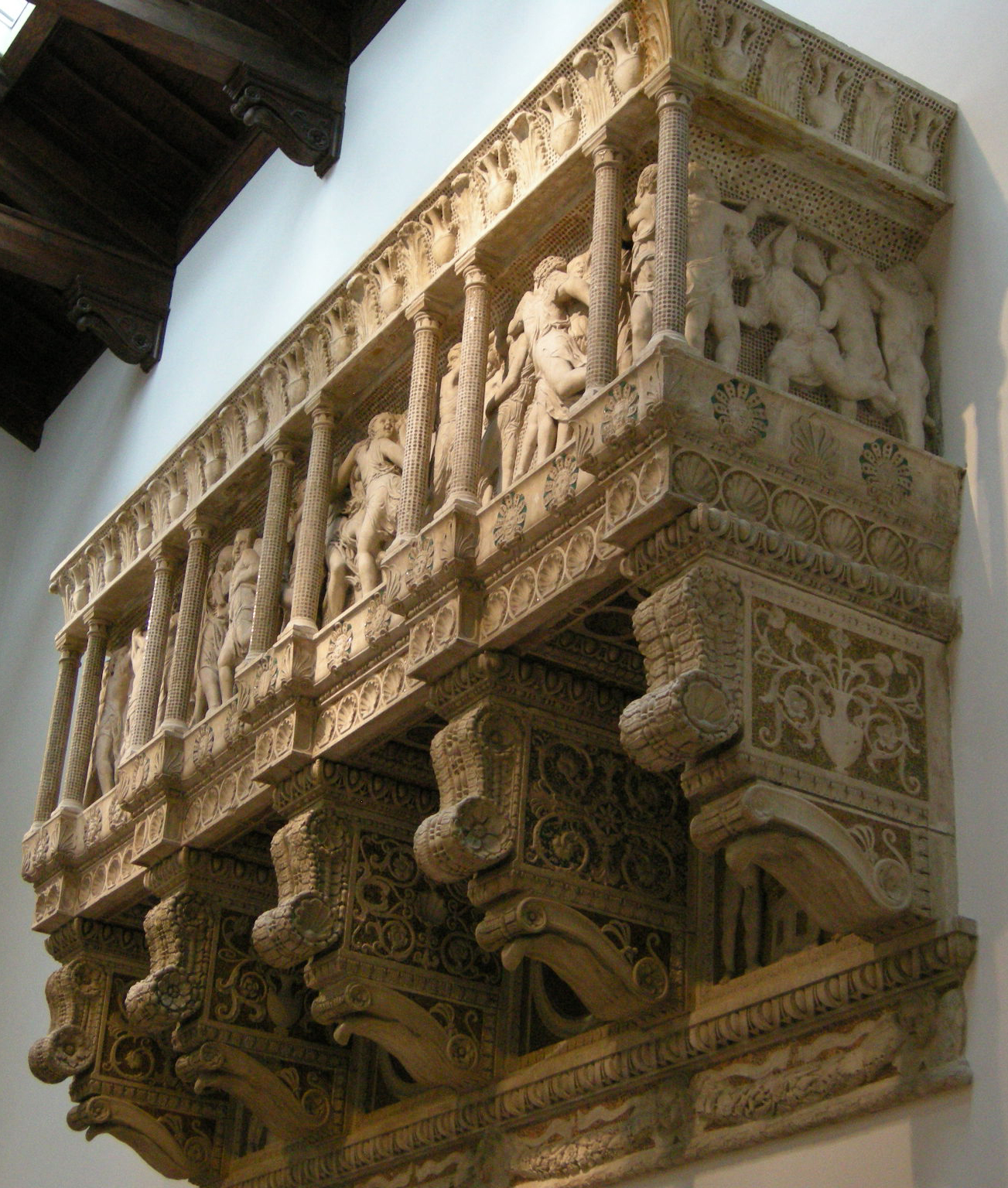
Канторій
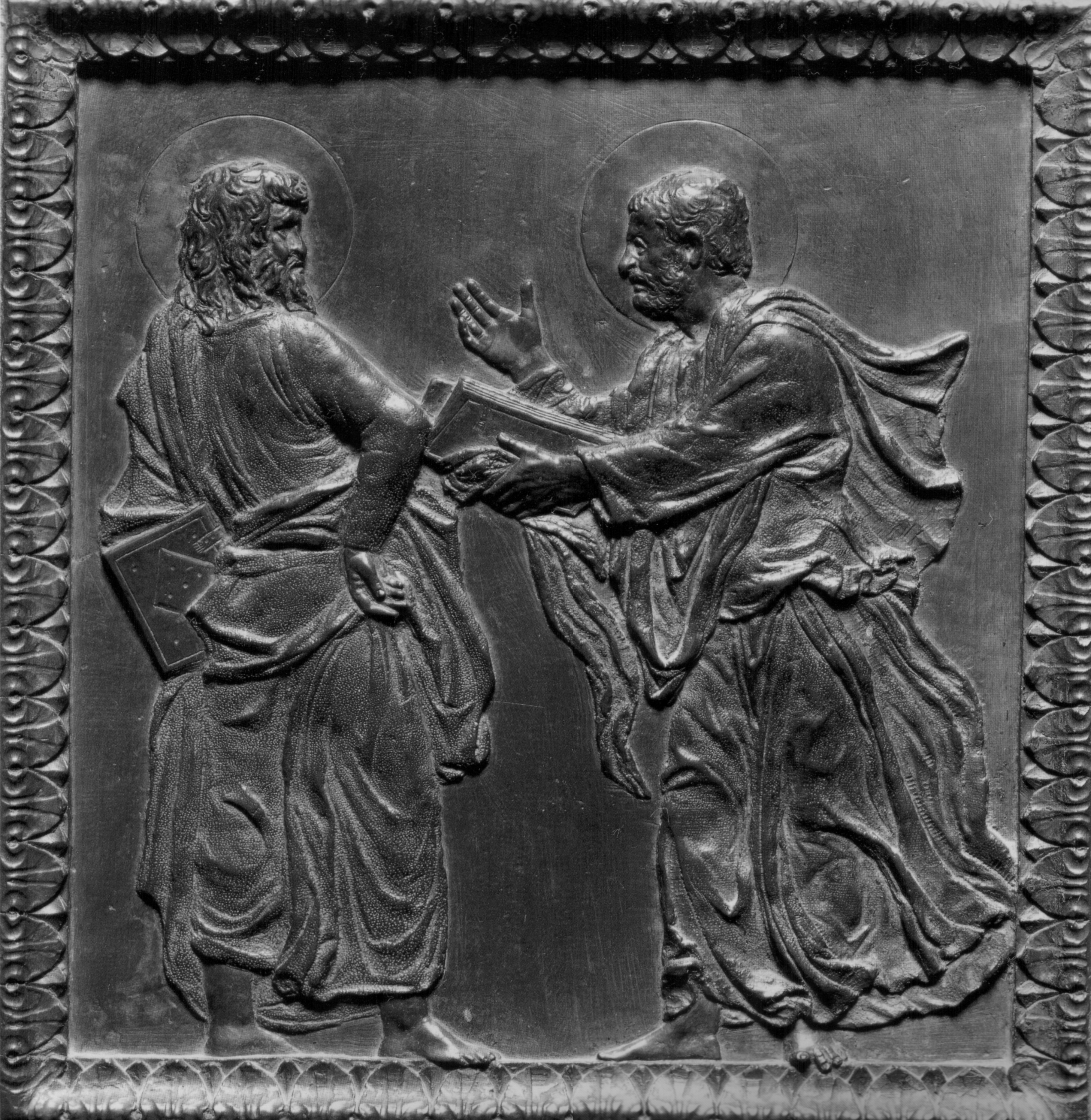
«Порта дельї апостолі»
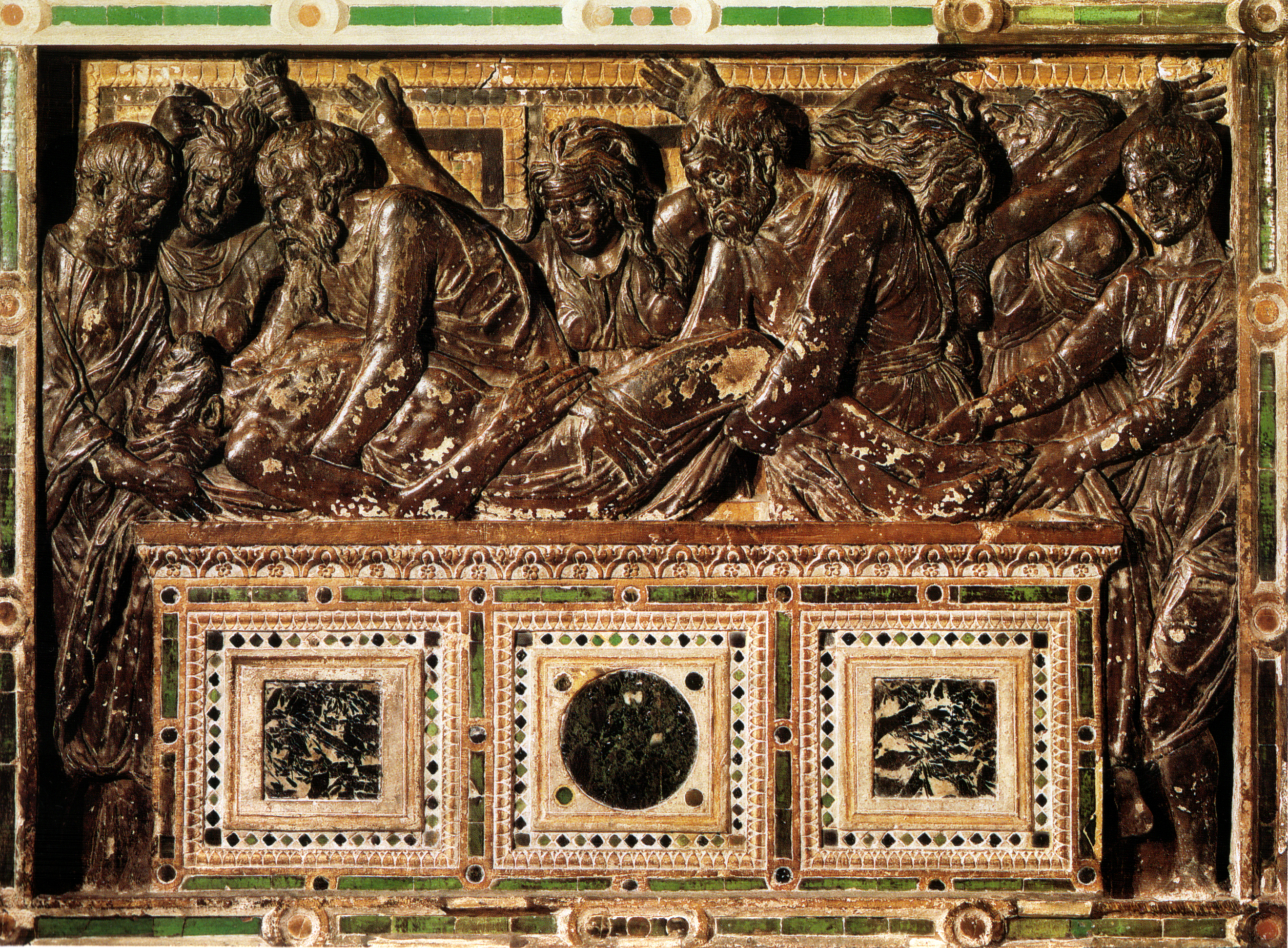
Вівтар Св. Антонія, деталь

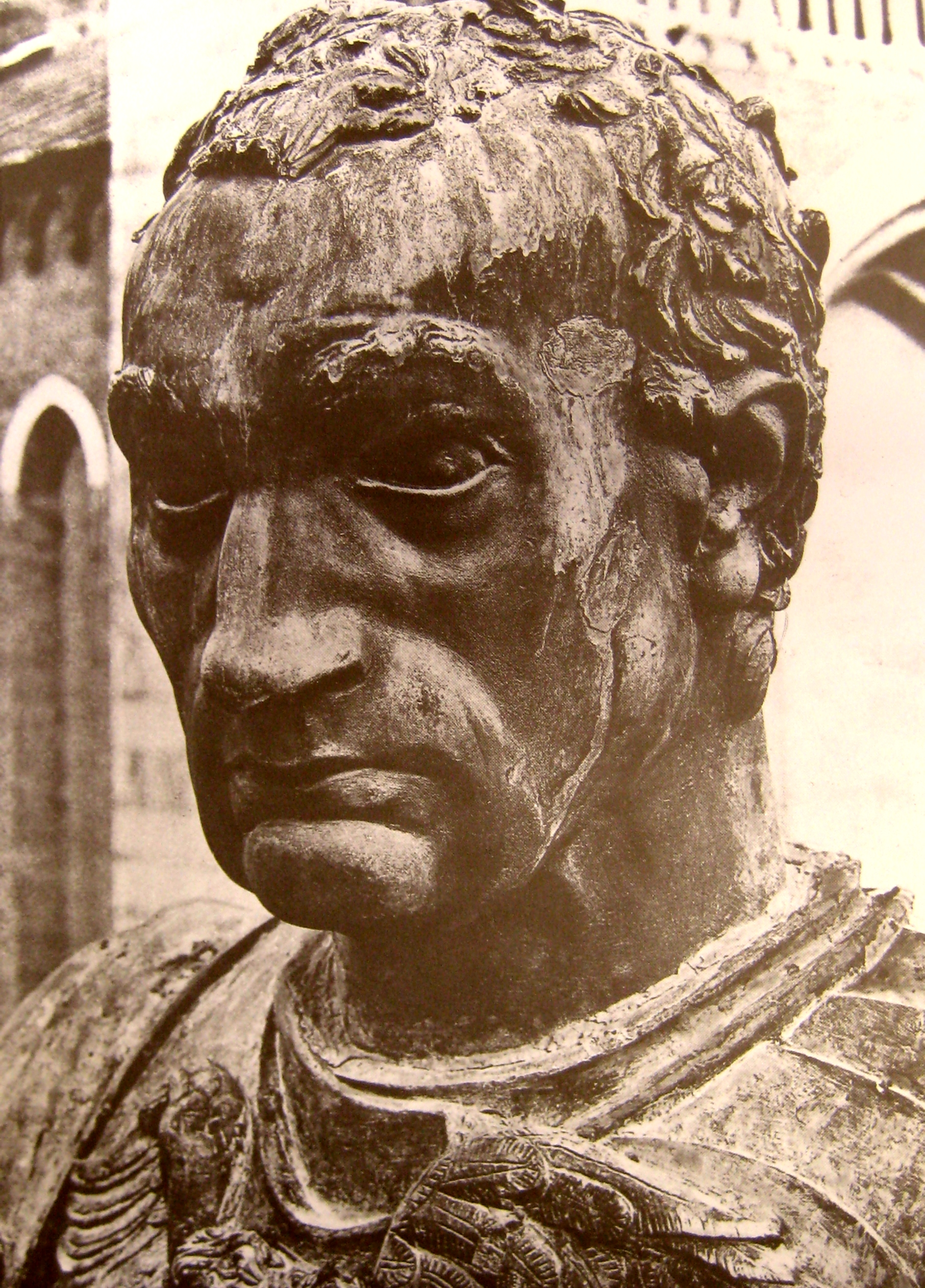
Гаттамелата

Але саме тоді, коли він входить у смак «антикласичної» античності, Донателло виконує саму класичну зі своїх скульптур — статую Гаттамелаті (закінчена в 1453). Високий постамент імітує гробницю, форма навіяна статуєю марка Аврелія і елліністичною квадригою святого Марка. Наочністю деталей художник підкреслює істинність, конкретність образу. Однак Гаттамелата — це скороминуща, немонументальна античність, вся в плавному русі. Це реальний образ, який живе в часі і просторі. Обличчя його реалістично. В останній період творчості Донателло відчуває кризу гуманізму. Так, його «Юдиф» говорить про марність героїчних зусиль, а «Марія Магдалина» уособлює скорботу і саморуйнування.

#### Інші тенденції Тоскани
В 15 столітті все художнє середовище Тоскани піднімається, щоб перешкодити приходу північної, ломбардської моди «інтернаціональної» готики.

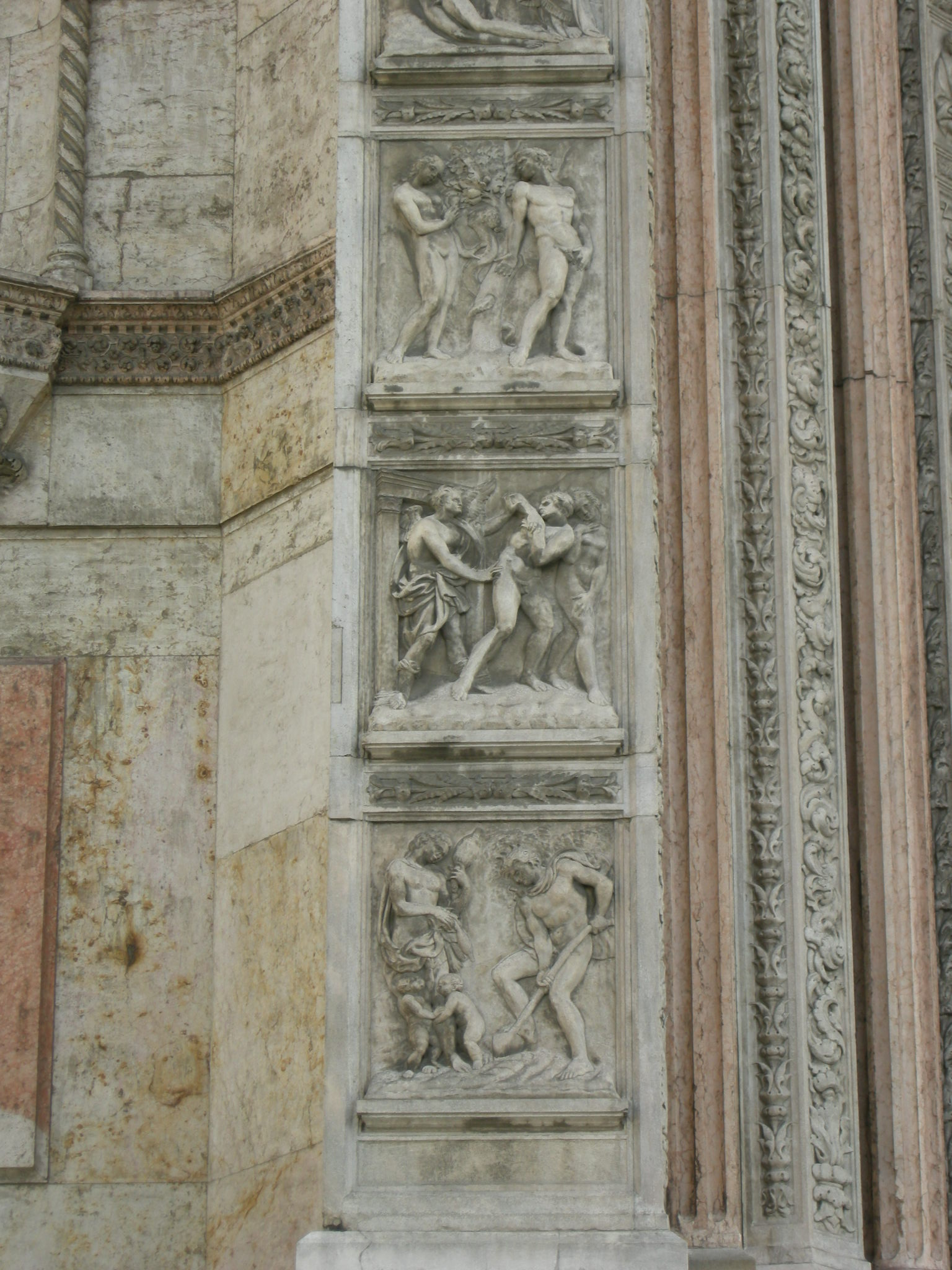
Якопо делла Кверча. Сан-Петроніо, рельєфи головного портала

Якопо делла Кверча — сієнський скульптор, рішуче виступив проти каліграфічності Сімоне Мартіні. Він звертається до суворої пластики Джованні Пізано і гуманізму Амброджо Лоренцетті. Він часто працює поза Сієною (Лукка, Флоренція, Феррара, Болонья). Його пластика співзвучна бургундській, зокрема, Клаусу Слютеру. Гробниця Іларії дель Каррето (бл. 1406, собор Луккі) за формою спирається на французьку типологію, але з класичними ремінісценціями (путті, гірлянди). Тіло моделюється реальним, виділяє стійке ядро, що концентрує світло, яке розтікається по всій фігурі. Фонте Гайя (1409—1419, Пьяцца дель Кампо, Сієна) побудований за тим же принципом. Далі він просувається в біблійних рельєфах головного порталу собору Сан-Петроніо в Болоньї (1425). Тут очевидно знайомство з гуманістичними ідеями фресок Мазаччо. Автор відходить від концепції Гіберті. Фігури займають майже все поле рельєфу, що додає їх значущість обсягами. Контури чітко змальовані широкими плавними лініями. Однак рельєф носить пом'якшений характер, зводиться до плавного переходу від невисокого рельєфу до неглибоких западин, тому світло плавно розсіюється. Домінуюча ідея — думка Петрарки про можливість примирити античну мудрість з християнською духовністю.
Уже згадуваний Нанні ді Банко — в 1410—1415 рр. найбільш послідовний і плідний прихильник відродження античності. Його «Чотири святих» — для тієї епохи найкращий зразок гуманістичного мистецтва, натхненного античністю. Його основна проблема — художня мова. Його скульптури для Порта делла Мандорла (флорентійський собор) відповідають готичному стилю, в якому врата і були задумані в 14 столітті Джованні д'Амброджо. Це свого роду «вульгарна латинь», на яку він переводить строгу латинь своїх творів.

#### Лоренцо Гіберті

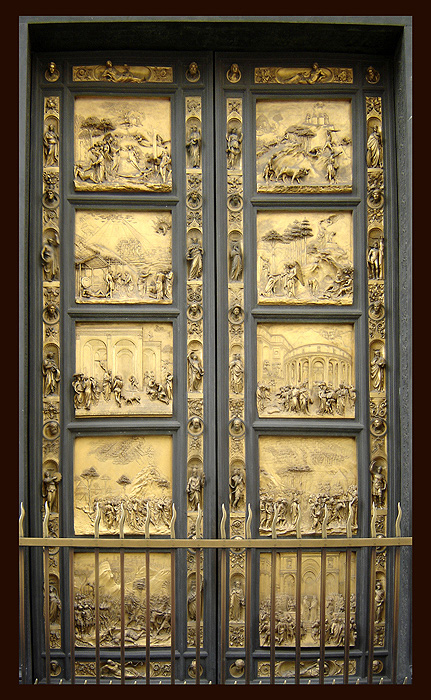
«Райські врата»

Один з видатних майстрів свого часу, хоча його програма більш реформаторського характеру, ніж революційного. Він був скульптор, ювелір, архітектор, письменник і перший історик мистецтв (як автор 3-х томних «Коментарів»). У теоретичному плані без насильства над своїм кредо він приймає нові положення (наприклад, перспективу), як крок у розвитку. В історичному плані він визнає велич древніх. Найбільш значні етапи його еволюції — двоє бронзових дверей для флорентійського баптистерію. Перші двері (закінчені в 1424) були пов'язані з конкурсом 1401 і призначалися для східного фасаду. Другі він виготовив в 1425–1452 рр. для північного фасаду, і ці «Райські врата» були настільки прекрасні, що їх помістили на більш головному, східному фасаді, а попередні помістили на північний.

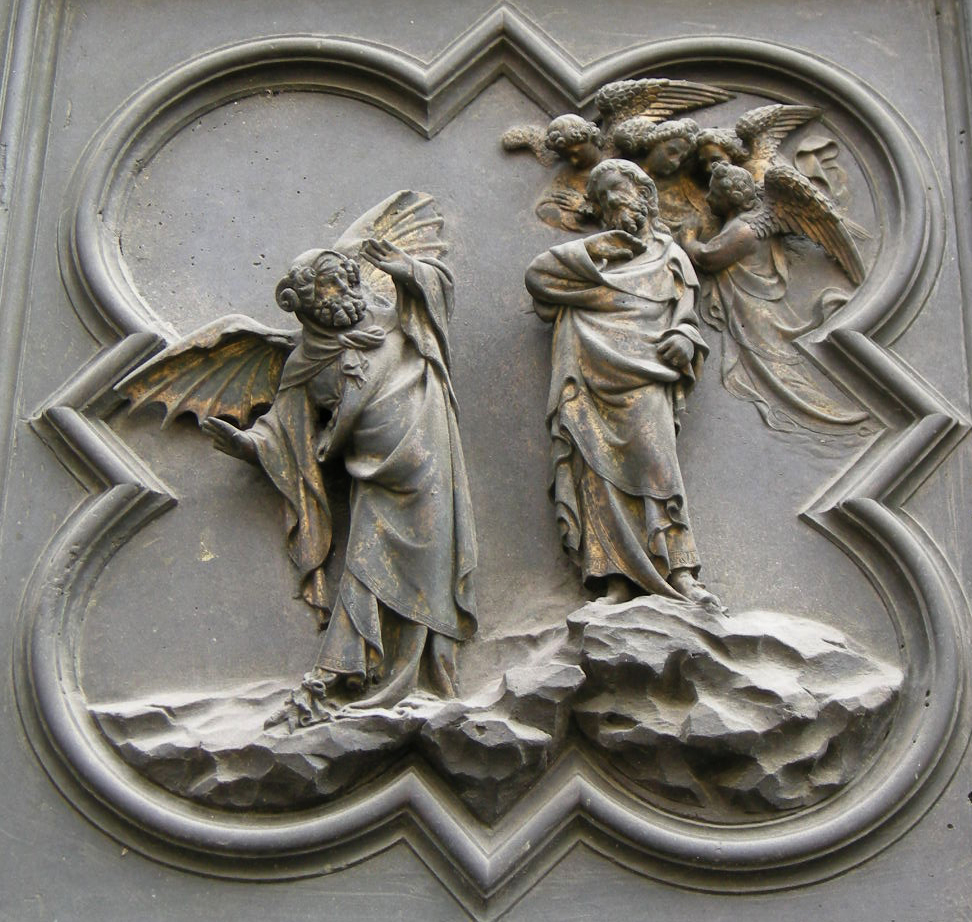
Рельєф перших воріт

У перших воротах він зберігає тему квадрифолія, дотримуючись схеми Андреа Пізано, а на інших зображено всього 10 епізодів в прямокутному обрамленні. У першому варіанті двері — декоративне доповнення до будівлі, в другому вже — службова функція відходить на другий план, і двері є сукупністю історичних зображень. Рельєфи перших дверей — сцени виконані з урахуванням складної конфігурації рам. Усередині світлового поля сцени створюють згусток інтенсивного світла, що забезпечує ідеальні умови для композиції і пластичного розвитку сцени, гармонійного поширення світла. Над другими дверима Гіберті почав працювати, ґрунтуючись на сюжетах гуманіста Леонардо Бруні, і лише в ході роботи скоротив програму і змінив форму панно. Квадратна форма руйнує площину двері, робить рельєф «вікном» у зовнішній світ.

#### Тосканська скульптура

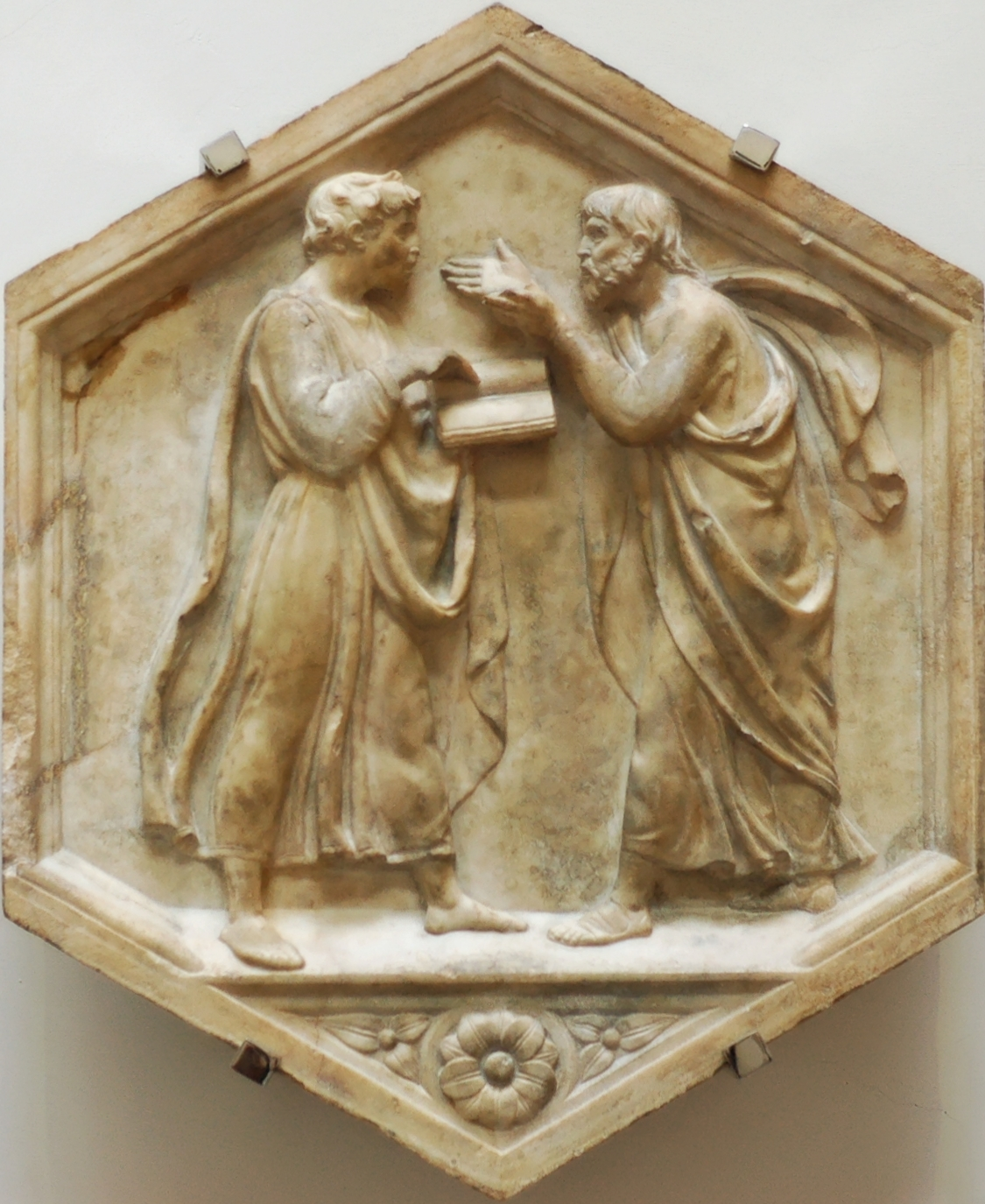
Лука делла Роббіа (1400–1481). Рельєф дзвіниці із зображенням філософів Платона і Аристотеля

Поруч з великими Гіберті і Донателло в жанрі скульптури працює Лука делла Роббіа — менш індивідуальний і блискучий. Однак він значний своєю гармонійністю, широким проникненням в усі сфери художнього життя. Делла Роббіа став винахідником техніки, яка отримала загальне визнання і буде використовуватися до пізнього чінквеченто — глазурованої поліхромної кераміки майоліки. На початку 1440-х назріла необхідність по-новому підійти до співвідношення між архітектурою, скульптурою і живописом. Донателло в цей час вводить в скульптуру яскраво забарвлені елементи (позолоту, кольоровий мармур, мозаїку, теракоту), Паоло Учелло живописом зображує статую, Брунеллескі доповнює архітектуру барвистими елементами. Глазурована теракота з'єднує пластику і живопис, ставлячи їх на службу архітектурі — зручно для синтезу трьох мистецтв. Крім того, це стає ремеслом і ці вироби можна тиражувати. Смак до виробів декоративного і одночасно культового характеру поширюється серед середніх верств населення.

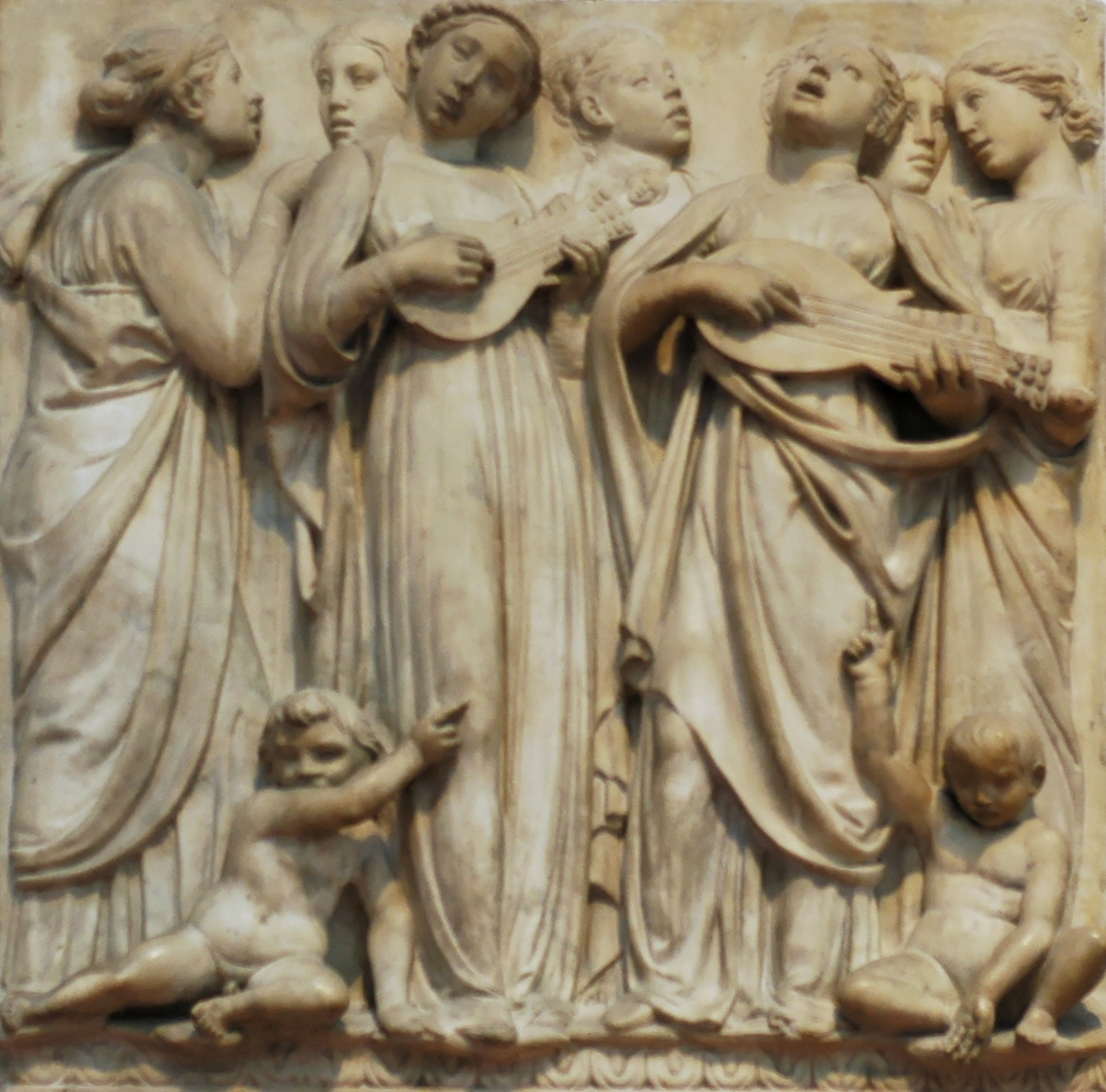
Рельєф канторії

Лука делла Роббіа орієнтувався на антікізацію Нанні ді Банко, виразний ритм і м'яка світлотіньове ліплення Лоренцо Гіберті. 6-кутові рельєфи для кампанілли Флорентійського собору (1437—1439) мають готичні ремінісценції, але це може бути викликано тим, що серію почав Андреа Пізано. В кафедри для співаків Санта-Марія-дель-Фйоре від готичного натуралізму майже не залишається сліду. При обмеженій висоті рельєфу автор створює перспективну глибину, використовує підмічені в житті деталі (роздуті щоки трубачів і інше). Натуралізм використовується для ілюзорності. Чим ближче фігура, тим відчутніше гра світлотіні. Так скульптор вирішує проблему рельєфу, відновлюючи ідеальну цілісність статуарність форми.
Мікелоццо у своїх роботах виступає як прихильник великовагового, натуралістичного стилю класичних надгробків. Надгробок Арагацці з собору Монтепунчіано він створює програмний неокласичний твір. Мікелоццо розглядає рельєф як розміщення статуарних форм в просторі, обмеженому 2 паралельними планами.

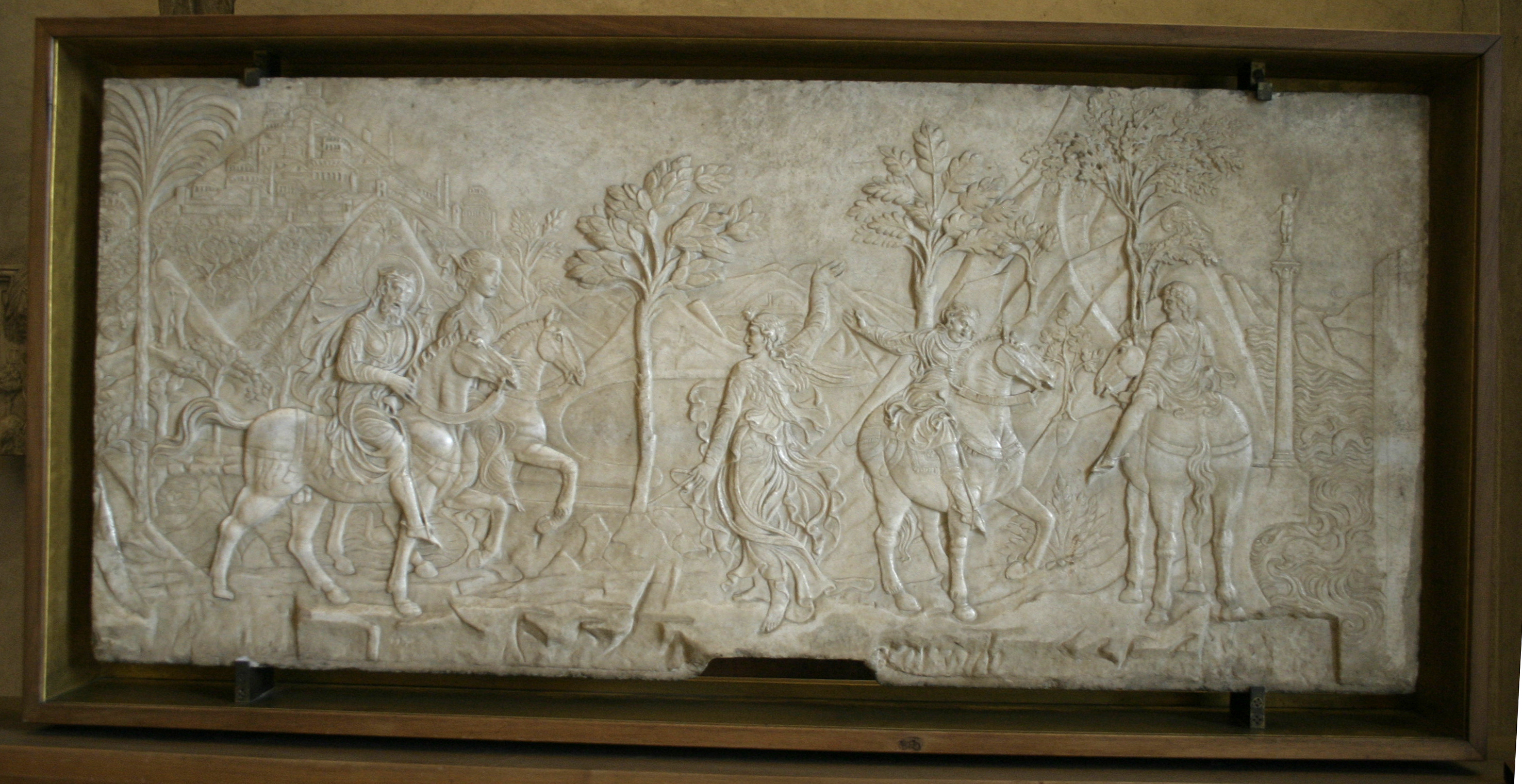
Рельєф з темпом Малатестіано

Агостіно ді Дуччо — прихильник класичного стилю, на першому етапі слідував за античністю майже буквально. В рельєфах ковчега Сан-Джиміньяно в Моденському соборі (1422) він відмовляється від меморіально-ретроспективного стилю Микелоццо, робить фон більш глибоким, створює архітектурні куліси, дає кілька паралельних просторових планів. У Римі він прикрашає бічні капели темпами Малатестіано — вже як сформований майстер з лінійно-ритмічною манерою. В Перуджі він робить фасад церкви Сан-Бернардіно (1457).
Дезідеріо да Сеттіньяно в надгробку Марсупіні інакше підходить до проблеми надгробку, вирішуючи її не на користь архітектури. Саркофаг втратив чіткий геометричний об'єм, тепер він немов скринька з вигнутими боками. Автор ламає традиційну архітектурну структуру, ймовірно, щоб домогтися світлотіньового моделювання.

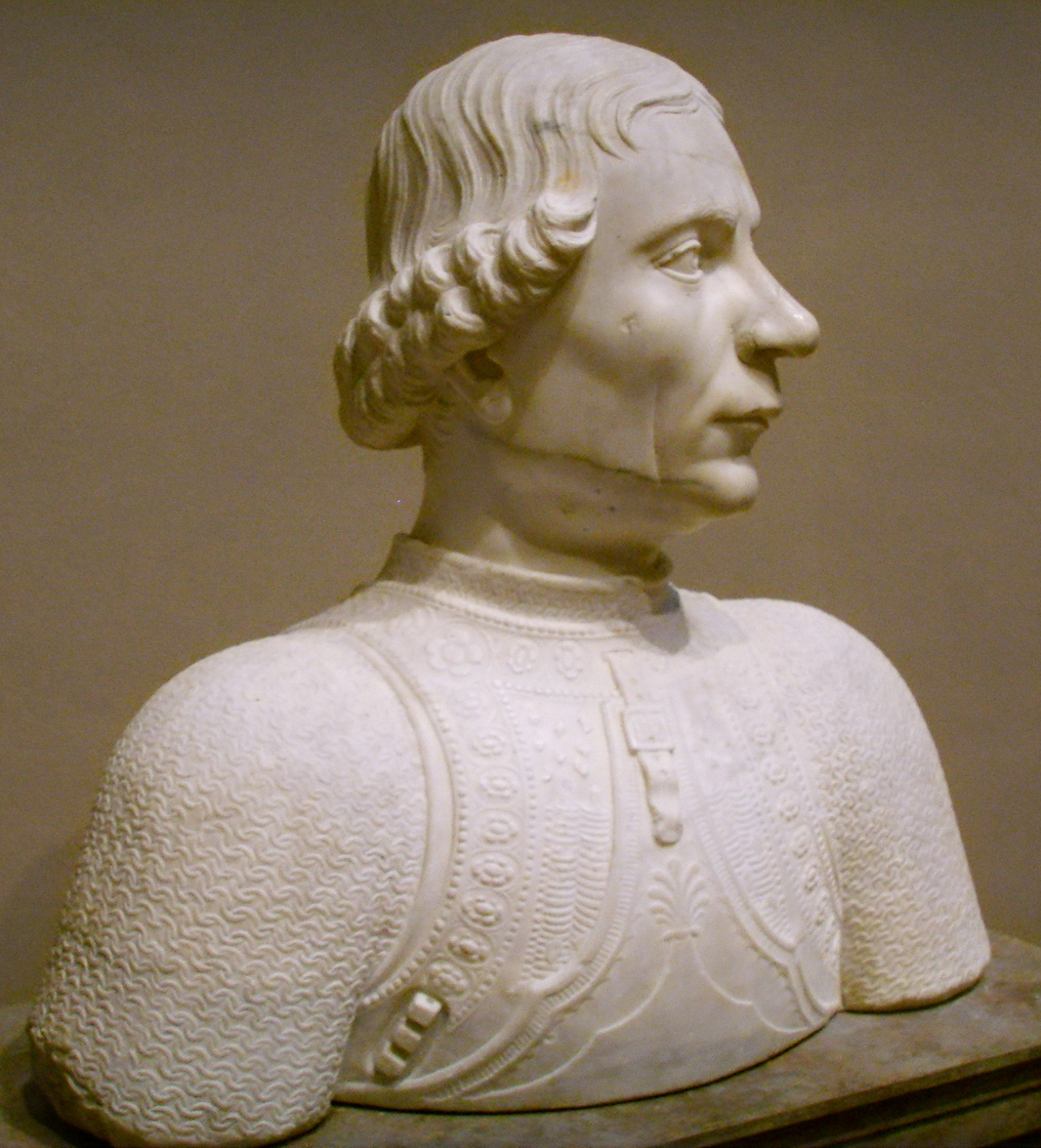
Бюст роботи Міно да Ф'єзоле

Міно да Ф'єзоле більш наполегливо шукає певні форми і тому створює непогані портрети. Його портретні бюсти відрізняються гострою характерністю. Він створює типологію портретного бюста, причому відштовхуючись скоріше від рельєфу, ніж від статуарної пластики — оскільки в його роботах немає нічого героїчного і монументального.

#### Пізанелло
Пізанелло був виразником ідеалів лицарської життя, які вже минали. Він був прекрасним малювальником, і поєднував у своїх роботах казкову фантазію і спостережливість, стилізовану декоративність і натуралізм деталей, ставши останнім художником готики і першим Ренесансу. Якщо в живописі він ще перехідний майстер, то в медалях 1440-х років — уже безперечний портретист Відродження. У Римі він познайомився з пам'ятниками античності і побачив портрети Джентіле і Мазоліно. У Верону він повернувся в 1433 році вже зрілим майстром з реалістичним розумінням портрета.
У свій час вважалося, що це парні портрети Ліонелло і його дружини Маргарити Гонзага, але вони не збігаються за розміром і обрізом.
Будучи в Римі Пізанелло багато замальовував антики. Збереглася велика група малюнків кола обох митців, де класичні мотиви римських саркофагів трактовані ще з помітною готичною стилізацією; інтерес до них був успадкований від поверхневого «класицизму», який побутував серед художників пізнього треченто і простодушної цікавості ломбардських готичних малювальників-збирачів. Але пізніші малюнки Пізанелло більш глибокі, цьому сприяло його безпосереднє знайомство з ідеями ренесансних гуманістів. У Феррарі він зблизився з Гуаріно да Верона, якому подарував «Святого Ієроніма», а той у відповідь присвятив йому захоплену латинську поему. Напевно він також зустрічався і з Леоном Баттіста Альберті і повинен був знати його медальєрний профільний автопортрет. Таким чином, контакти з гуманістами прямо позначилися на медальєрному мистецтві Пізанелло.

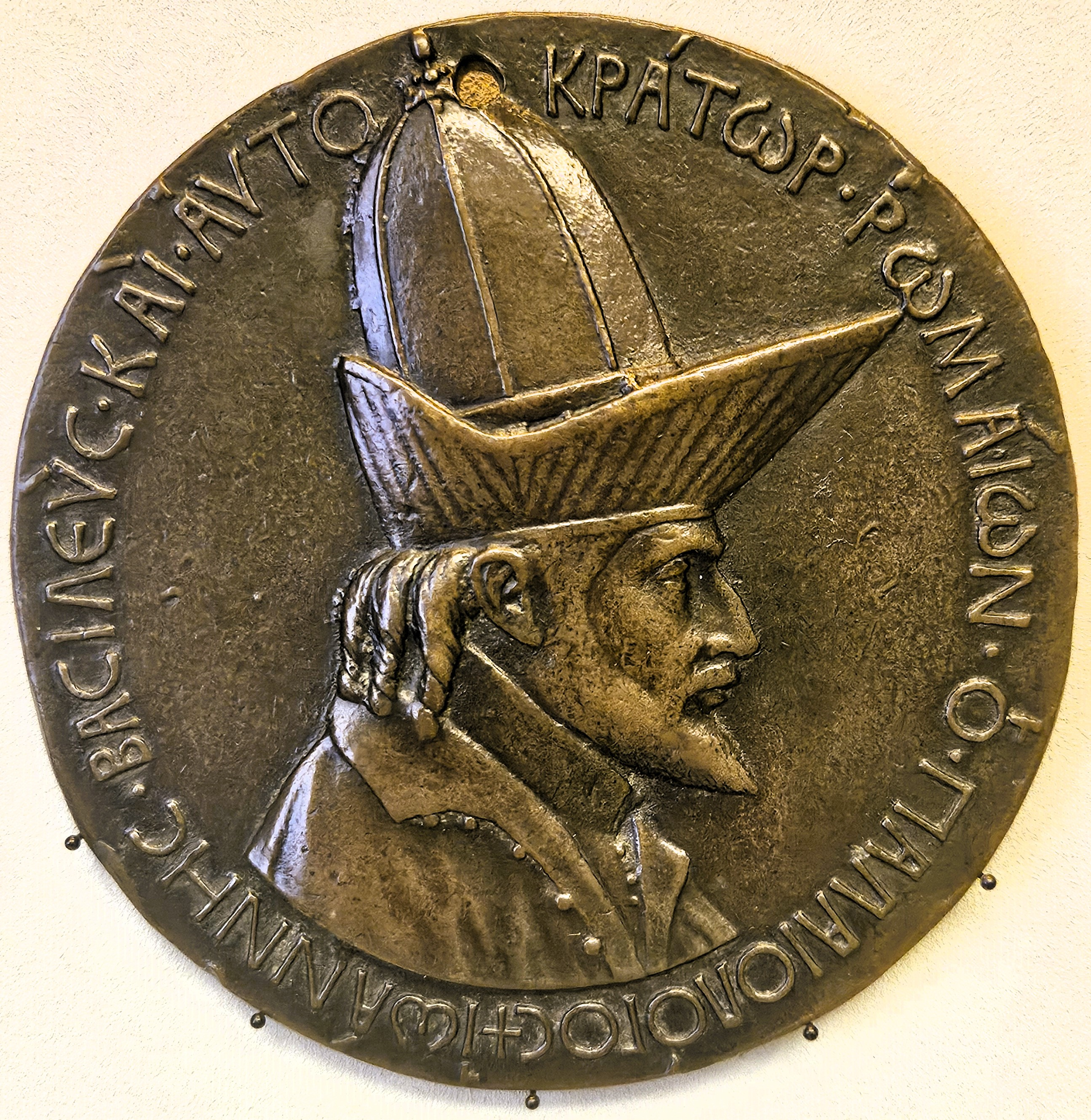
Іоанн VIII Палеолог
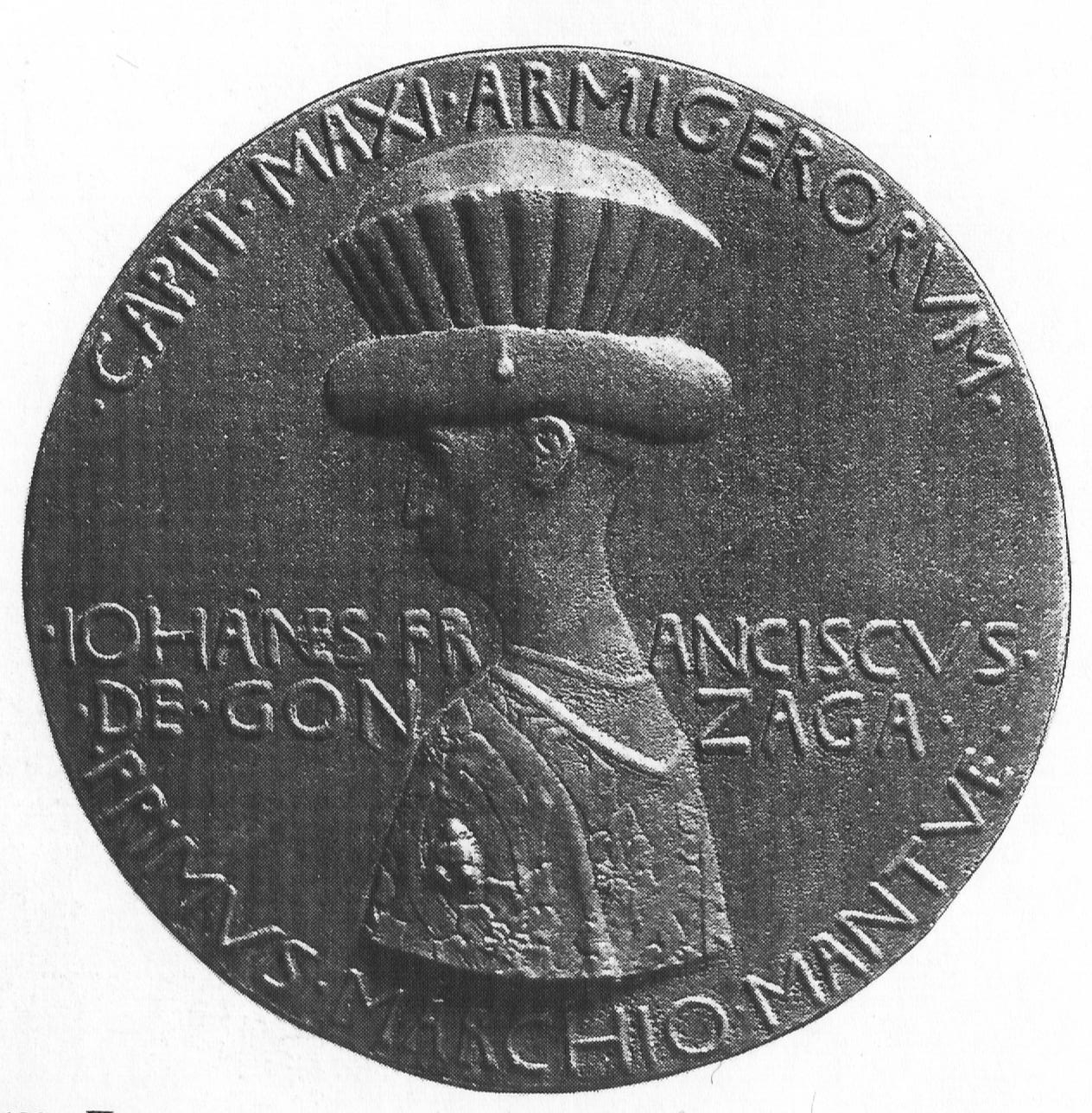
Джанфранческо Гонзага
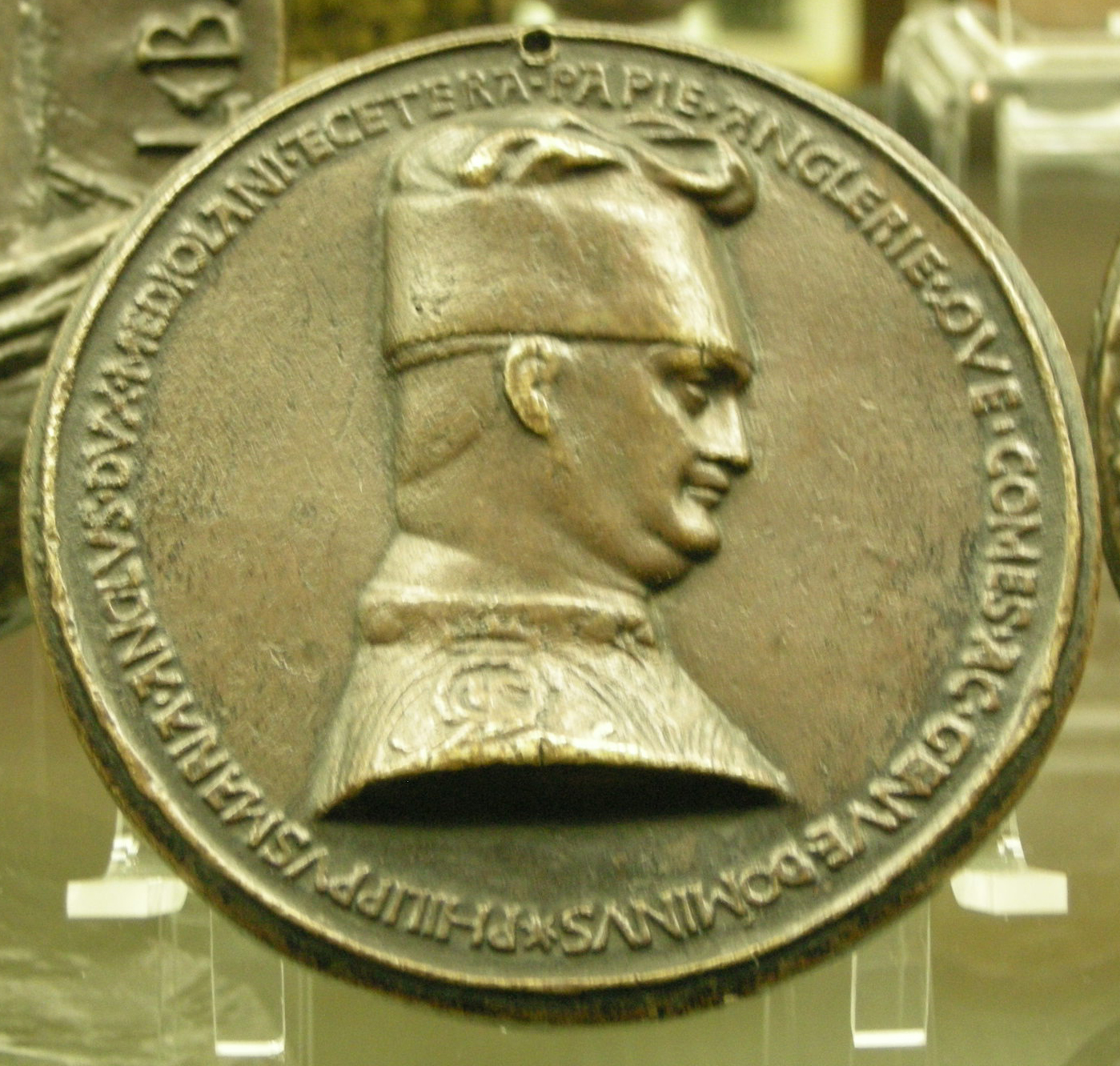
Філіппо Марія Вісконті
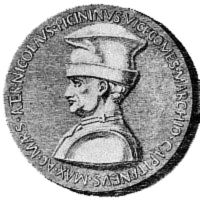
Нікколо Піччініно

Цей новий ідеал ляже в основу всього медальєрного стилю Пізанелло 1440-х років. З того моменту, як у 1438 році він відлив свою 1-шу медаль (на честь імператора Іоанна VIII Палеолога), шляхи розвитку живописного і медальєрного портрета в його творчості тісно переплітаються. Його медаль Джанфранческо I Гонзага (1439) за стилем ще близька до його живопису, але в подальших медалях (Нікколо Піччініно, Філіппо Марія Вісконті, Франческа Сфорца; 1441—1442) намічається перехід до нового розуміння портретного образу.
Цей тип, який закріплений в мальовничому портреті, прямо повторений майстром у весільній медалі Ліонелло д'Есте (1444), потім розвиваючись в медалях Сіджизмондо Малатеста (1445), Доменіко Новелло Малатеста (1445), Лодовіко Гонзага (1447). А портрет Чечилії Гонзага (1447), навпаки, виявляє, зв'язок з менш класичною традицією жіночих портретів Пізанелло. З профілем Чечилії Гонзага перегукується образ дами з однією з незакінчених фресок Палаццо Дукале. Виробленню єдиного портретного стилю Пізанелло 1440-х років сприяло те, що медальєрні і живописні портрети він робив за одними і тими робочими замальовками з натури. Причому маленькі медальєрні портрети легко відтворювалися у великих малюнках.

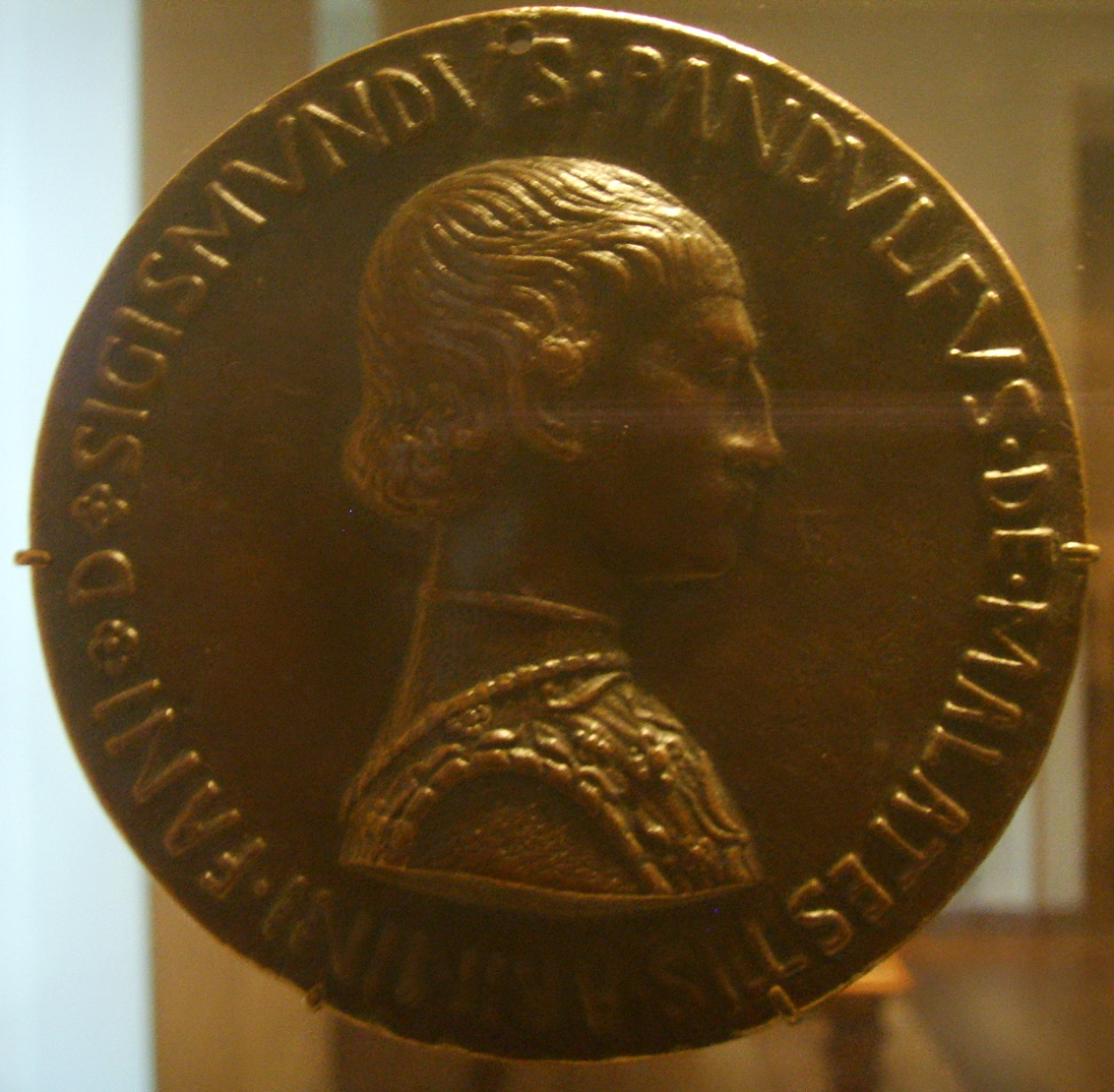
Сіджизмондо Малатеста
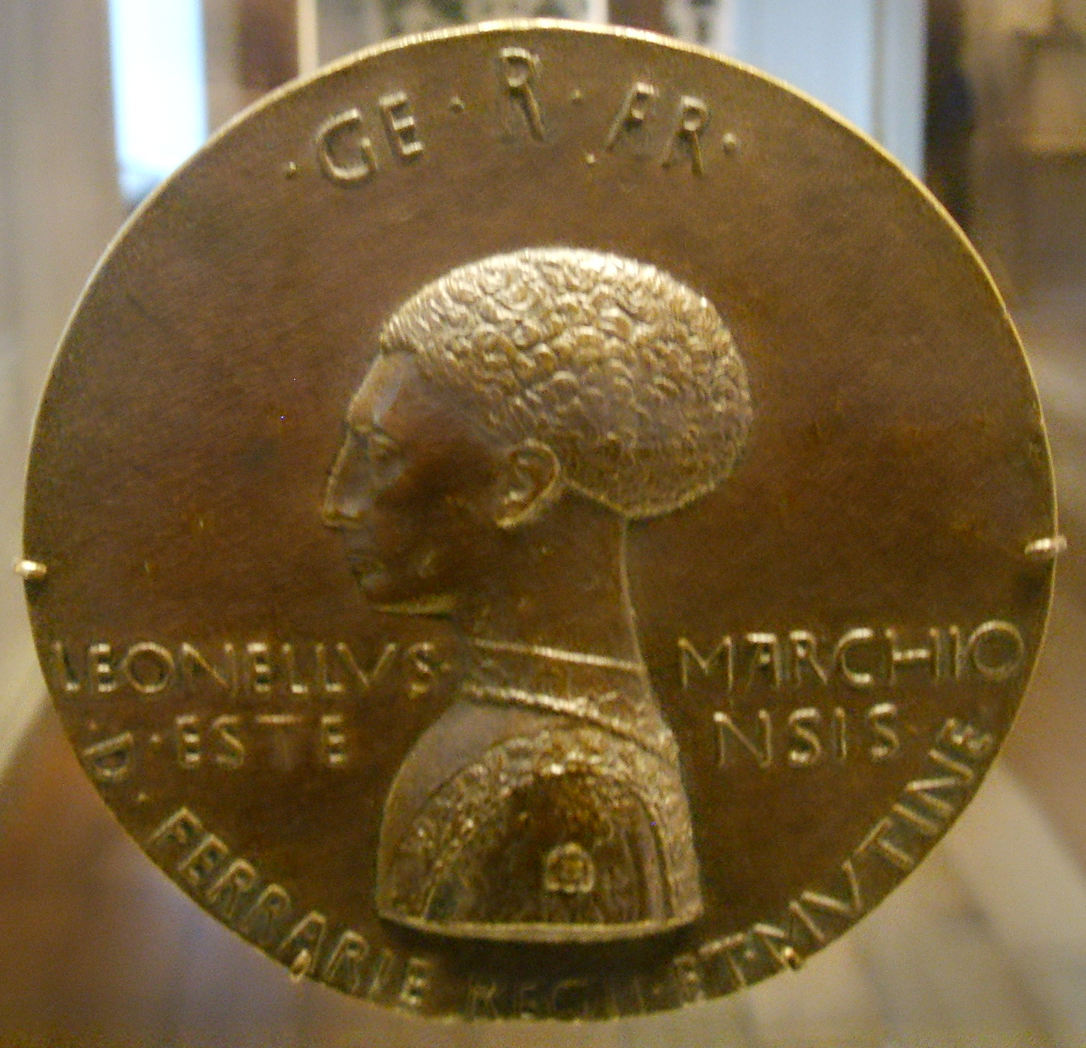
Весільна медаль Ліонелло д'Есте, 1444
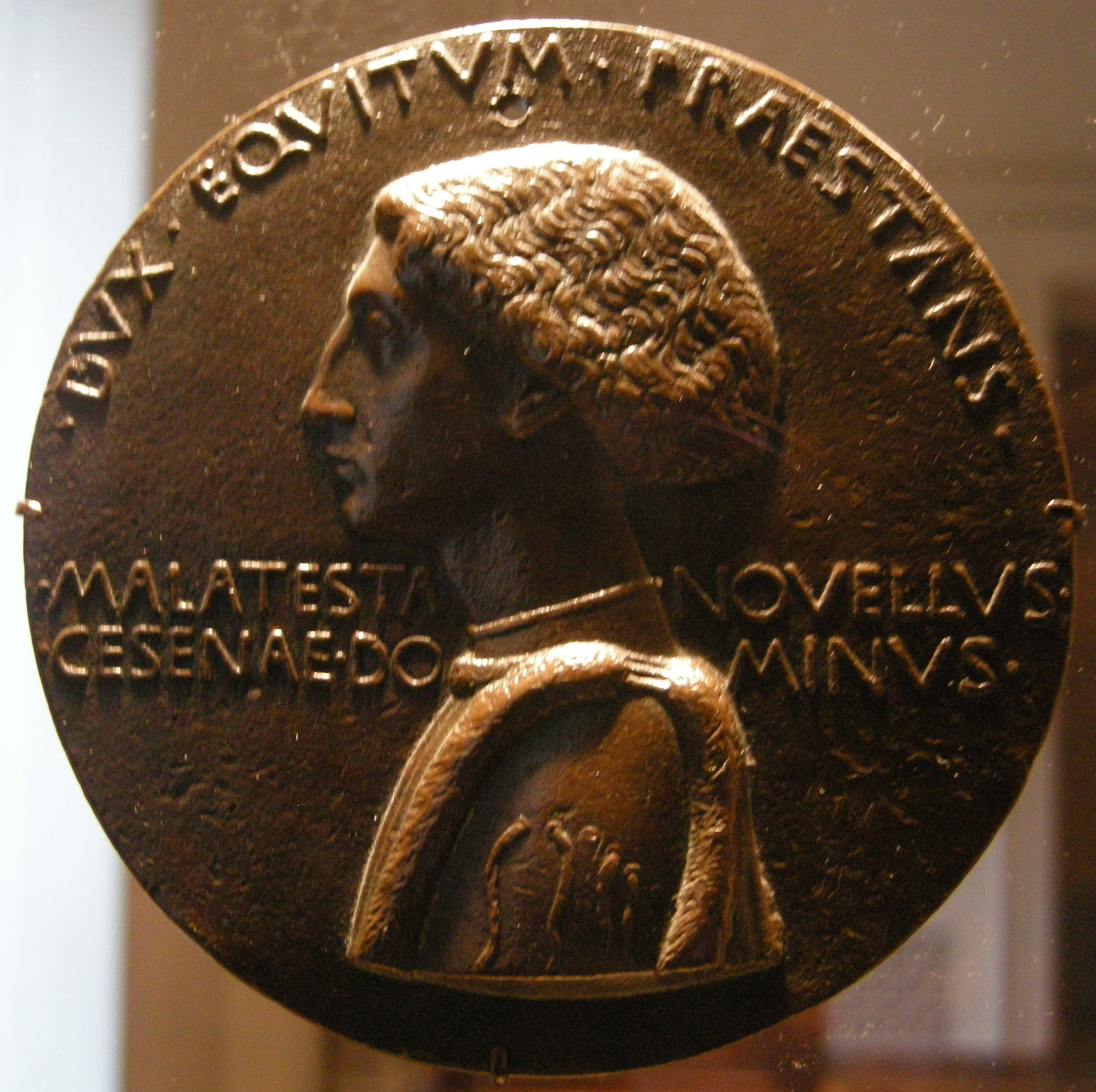
Доменіко Новелло Малатеста
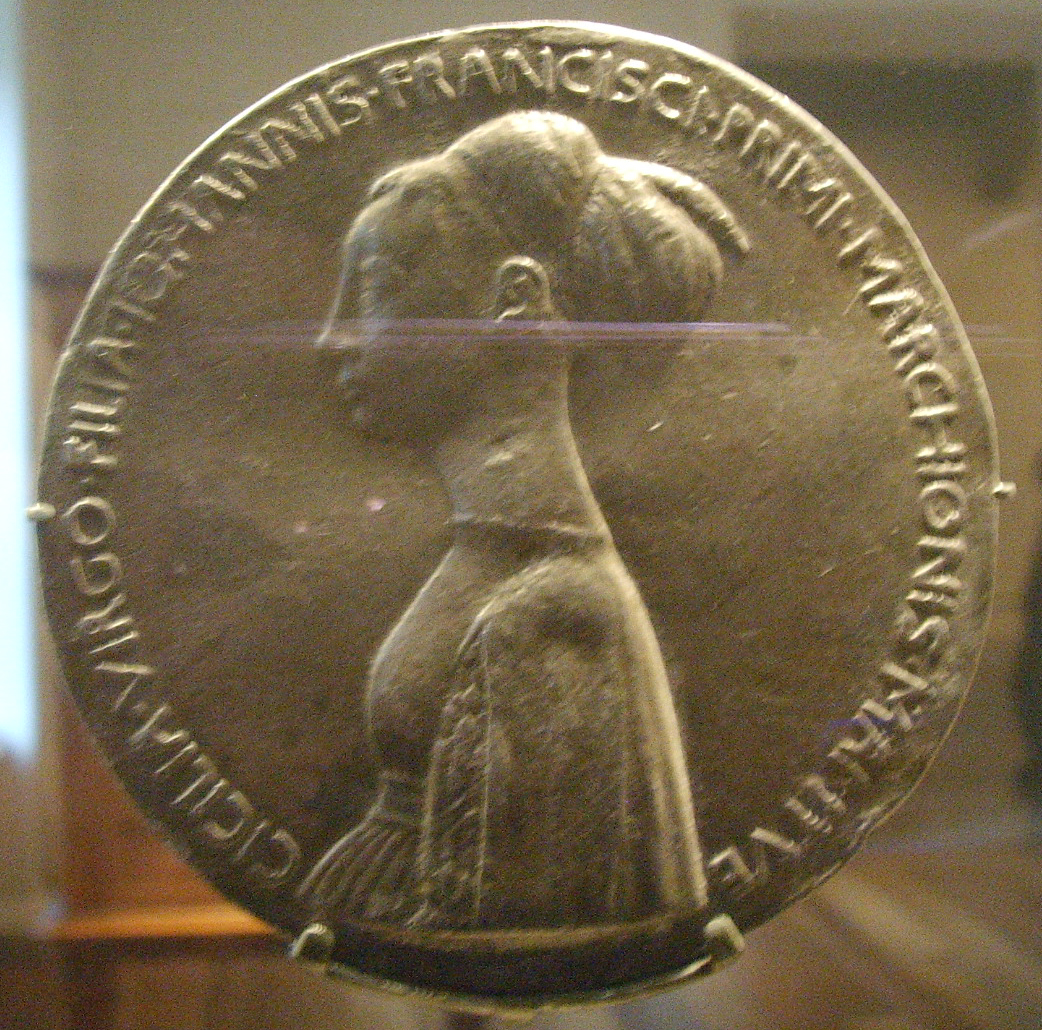
Чечилія Гонзага

Безсумнівно, Пізанелло писав і інші живописні портрети, але жоден з них не зберігся. Але його галерея медалей включає зображення Вітторіно да Фельтре (бл. 1446) і П'єра Кандідо Дечембріо (1447-8) — не тільки государів, але і гуманістів. В них поєднується індивідуалізація портретної характеристики зі зростаючою героїчною «антикізацією» образу, яка досягає кульмінації в трьох медалях Альфонсо V Арагонського (1449). Еволюція живописних портретів, ймовірно, йшла схожим чином. Ідейна і художня специфіка пізнього портрета Пізанелло, на думку Гращенкова, особливо безпосередньо відбилася в його останній роботі — портреті Ініго д'Авалос (1449). На відміну від більшості інших його медалей, де профіль розташовувався в центрі диска, залишаючи місце для написів, тут портрет щільно вписаний в поле. Портретне зображення тут удвічі перевищує звичний масштаб — це вже барельєфний портрет, який в зменшеному вигляді повторює особливості станкової композції. В узагальненому малюнку карбованого профілю з'єднується естетика портрета, вироблена в республіканській Флоренції, з гуманізованою естетикою придворного портрета. Герб та емблеми моделі прибрані на реверс.

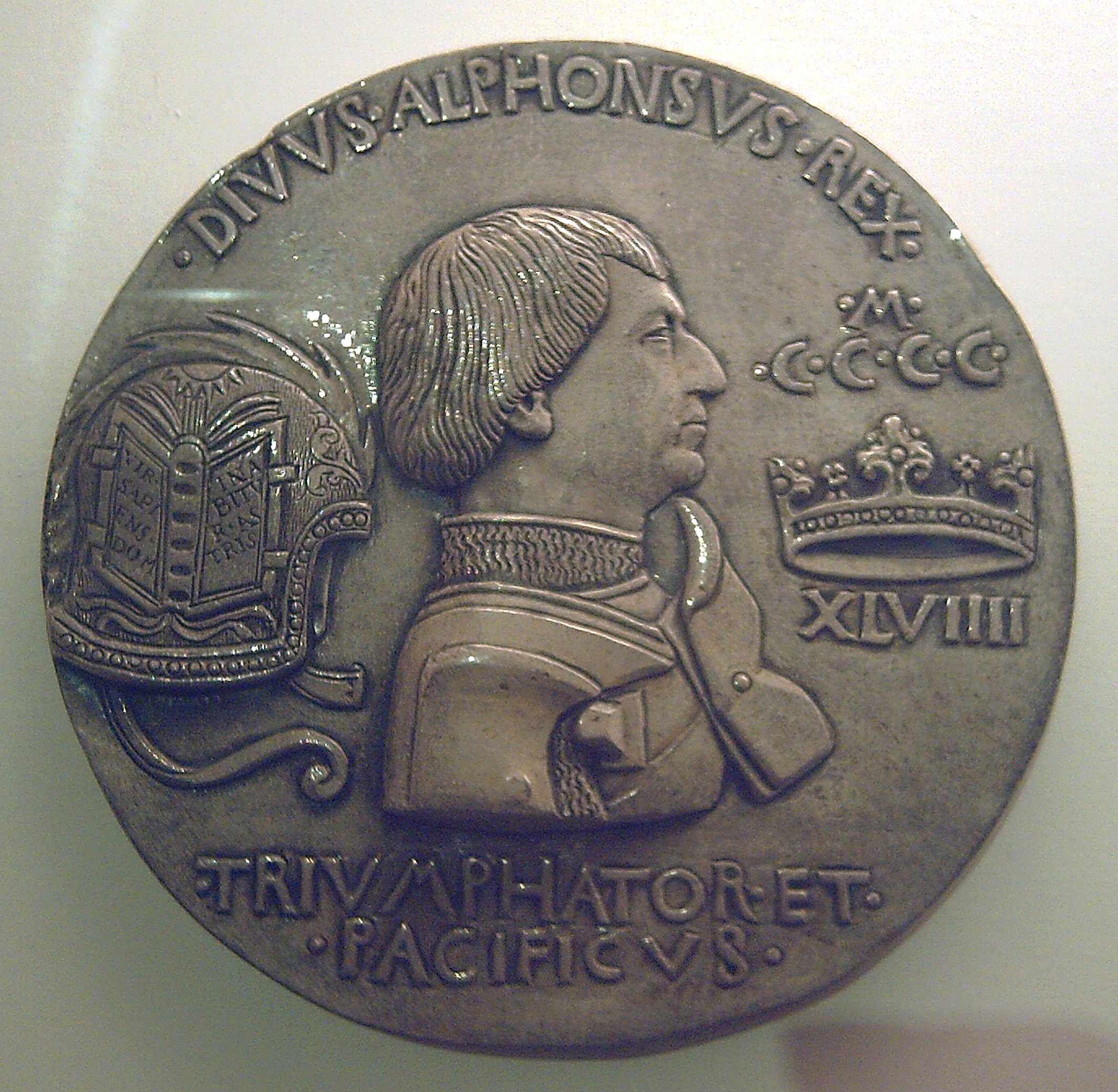
Альфонсо V Арагонський
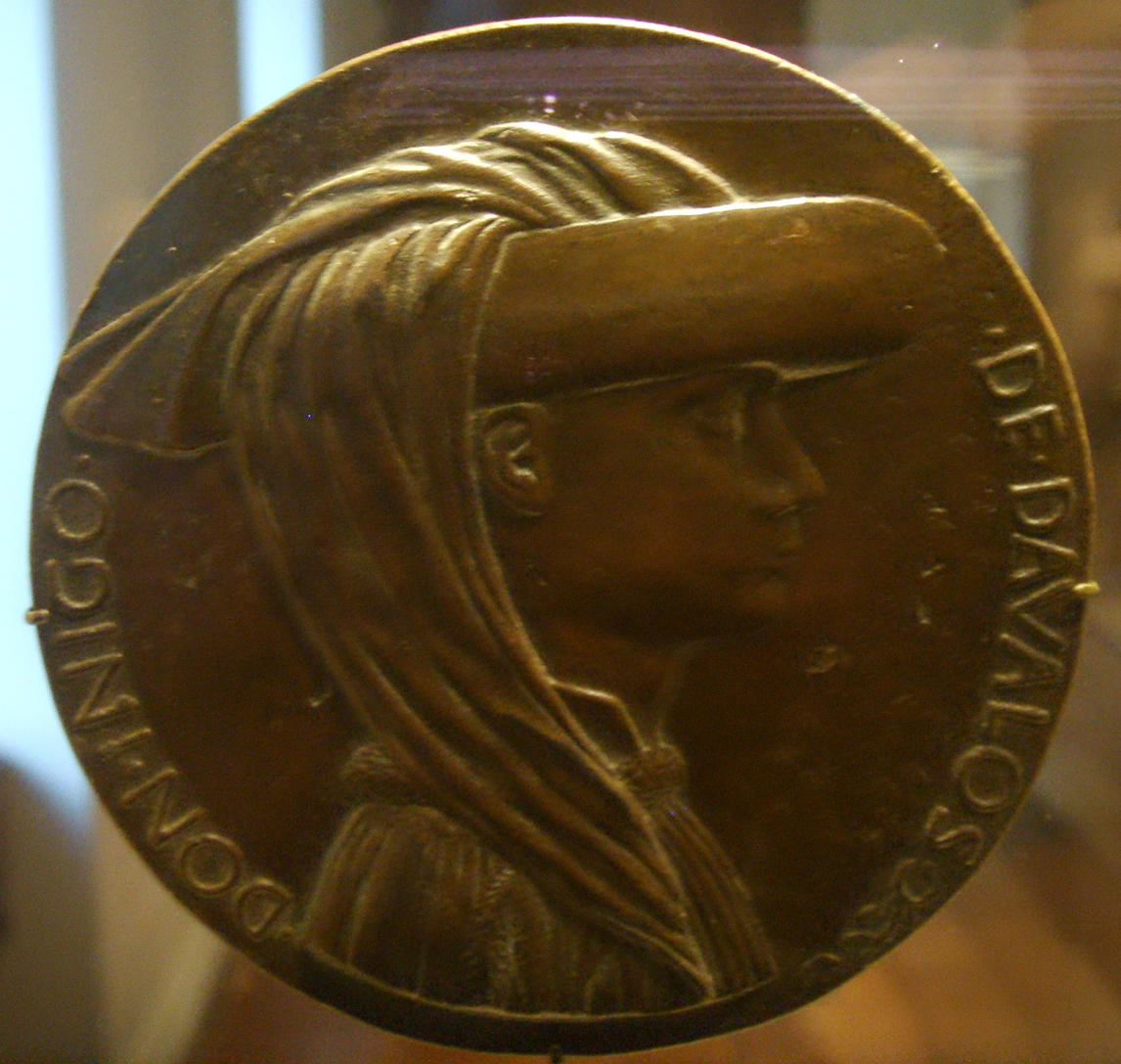
Інь'їго д'Авалос

Його живописні та медальєрні портрети зіграли винятково важливу роль у розвитку портретного мистецтва XV століття, можна навіть говорити про «пізанеллівську» традицію профільного портрета того часу. Вона видна у північноітальянців (ранній Мантенья, Козімо Тура, Бальдассаре д'Есте, Боніфачо Бембо). Вона простежується фактично до кінця XV століття в архаїчних формах профільного портрета Північної Італії, а через Якопо Белліні переходить у творчість Джентіле Белліні.

## Список скульпторів
кватроченто:
- Донателло
- Лоренцо Гіберті
- Брунеллескі
- Лука делла Роббіа
- Мікелоццо
- Агостіно ді Дуччо
- Пізанелло